# Toulon
Cet article possède des paronymes, voir Tolon, Toudon et Touloun.
Pour les articles homonymes, voir Toulon (homonymie).
Toulon ([tulɔ̃], en occitan provençal : Tolon ou Touloun, est une commune française située dans le département du Var dont elle est le chef-lieu. Ville côtière de Provence dans le Midi, elle est la troisième ville de la région Provence-Alpes-Côte d'Azur derrière Marseille et Nice, elle abrite en outre le siège de la préfecture maritime de la Méditerranée. Ses habitants sont appelés les Toulonnais.
Située entre mer et montagnes, capitale économique du Var, Toulon bénéficie de nombreux atouts naturels. L’Arsenal de Toulon (plus grand port militaire français), le commerce, les administrations (publiques ou privées), le tourisme et la recherche (pôle Mer PACA, Institut français de recherche pour l'exploitation de la mer (IFREMER)…) sont l'essentiel de l'activité économique de la ville, partageant avec Hyères un aéroport par lequel transitent environ 500 000 passagers par an. Le port de commerce de Toulon est le premier port français pour la desserte de la Corse. En 2009, 1 152 054 passagers ont embarqué depuis le Var, ce qui représente près de 40 % du trafic continent-Corse. Ce développement est lié à la présence, depuis 2001, de la compagnie maritime Corsica Ferries. De plus, Toulon est la ville française en Méditerranée qui connaît une des plus fortes progressions en termes d'accueil des croisières. Toulon a ainsi accueilli 85 000 passagers en 2007, 250 000 en 2010, pour atteindre 320 000 croisiéristes en 2011 ou encore 160 escales en 2015.
Avec 180 834 habitants en 2022, elle est la douzième commune de France par sa population. Toulon est la ville centre d'une unité urbaine de 600 052 habitants, la neuvième de France par sa population. Elle est aussi située au cœur de l'aire d'attraction de Toulon, qui regroupe 35 communes, la quatorzième plus grande aire d'attraction de France avec 586 917 habitants en 2022. La ville est enfin le siège d'une métropole, Toulon-Provence-Méditerranée (TPM), la neuvième de France, qui rassemble douze communes et 447 804 habitants en 2021 soit 41,2 % de la population du département du Var. Le SCOT Toulon-Provence-Méditerranée, créé en 2002, regroupe 32 communes. Cuers a rejoint le périmètre du SCOT le 8 septembre 2010. Sa population est évaluée à 572 603 habitants en 2015.
La ville possède une université (faculté de sciences et techniques, faculté de lettres et sciences humaines, faculté de sciences économiques et de gestion, faculté de sciences de l'information et de la communication (Ingémédia), faculté de droit, Staps, IUT, IAE), de pôles d’enseignement supérieur : classes préparatoires aux grandes écoles des lycées Dumont-d'Urville et Rouvière, Institut supérieur de l'électronique et du numérique (ISEN Toulon), école d'ingénieurs SeaTech, école de commerce Kedge Business School, etc. Toulon est enfin dotée d'un opéra, d'un conservatoire national de région, de plusieurs musées, salles de concert (palais Neptune et Zénith-Omega) et d'un théâtre labellisé « scène nationale » : le théâtre Liberté.

## Géographie

### Localisation
Toulon est située dans le département du Var, en région Provence-Alpes-Côte d'Azur. La ville est distante de 65 km de Marseille dans les Bouches-du-Rhône, 149 km de Nice, 839 km de Paris, et de 190 km de la frontière italienne. Au quart de degré d'angle près, elle se situe à la même latitude que des villes comme Pérouse (Italie), Almaty (Kazakhstan), Vladivostok (Russie), Sapporo (Japon) ou Milwaukee (États-Unis).

### Communes limitrophes
Toulon est limitrophe à l'ouest d'Ollioules, au nord-ouest d'Évenos, au nord du Revest-les-Eaux, au nord-est de La Valette-du-Var et à l'est de La Garde. Elle est baignée au sud par la Mer Méditerranée.
| Évenos           | Le Revest-les-Eaux | La Valette-du-Var |
| Ollioules        | Toulon             | La Garde          |
| Mer Méditerranée | Mer Méditerranée   | La Garde          |

### Géologie et relief

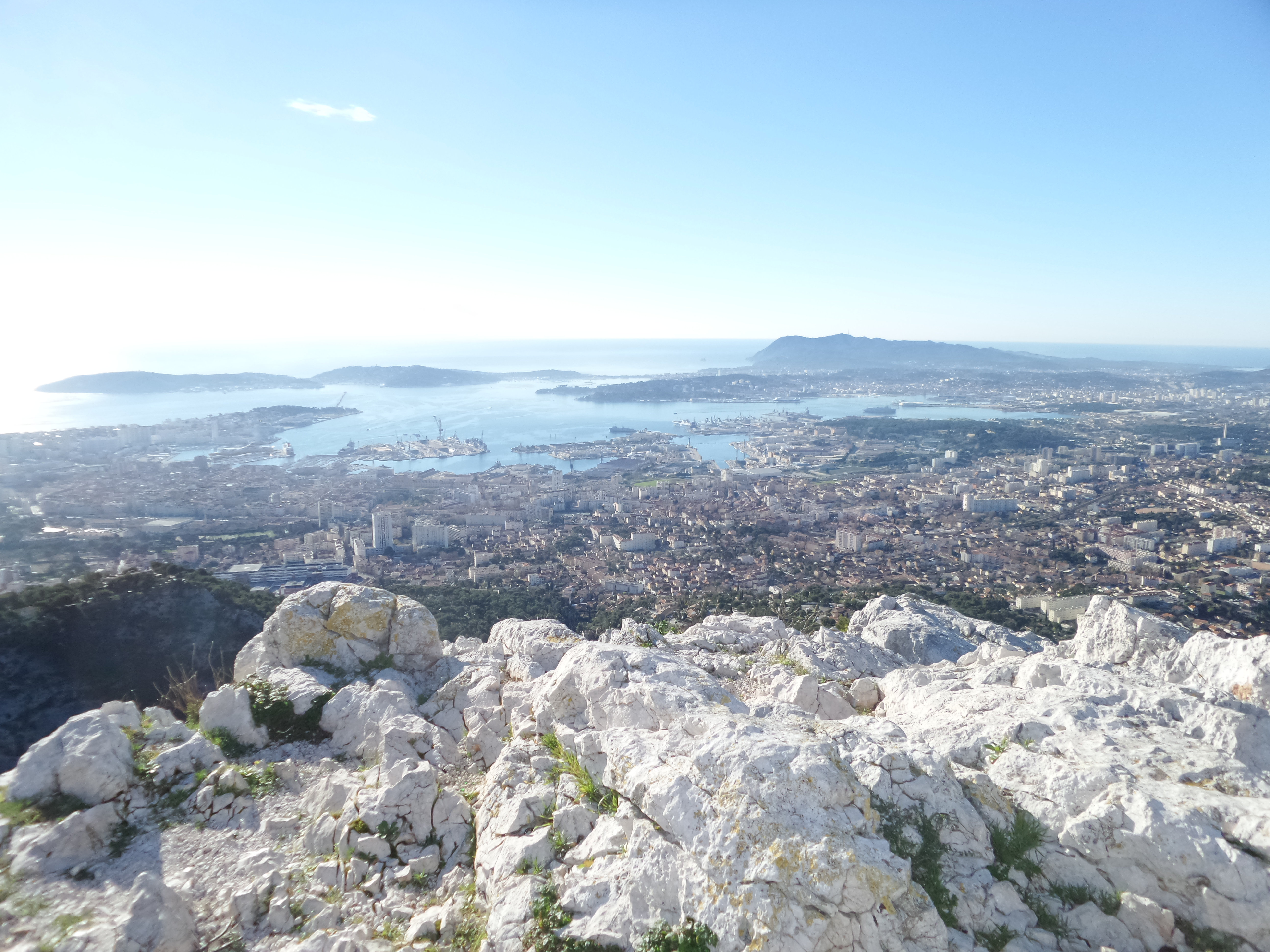
Agglomération toulonnaise vue depuis le mont Faron.

Toulon est entourée par les Monts toulonnais ; le plus connu, le mont Faron qui culmine à 584 mètres d'altitude surplombe la ville, la métropole Toulon-Provence-Méditerranée, le cap Sicié et la rade de Toulon.

### Hydrographie et les eaux souterraines
- L'Eygoutier est un petit fleuve côtier de 15 kilomètres[1] qui se jette en Méditerranée, dans la grande rade de Toulon. Dans sa traversée de Toulon, il est surnommé du joli nom de « rivière des Amoureux » ; en fait l'étymologie n'a rien à voir avec les amoureux, il s'agit d'une déformation de « riviero deis amourié (amourié = mûriers, la rivière étant jadis, sur une partie de son cours, bordée de mûriers). Elle sert d'égouttoir au niveau de sa source au lieu-dit l'Estagnol à la Moutonne (hameau de La Crau) ;
- Le Las, petit fleuve côtier de 12 kilomètres[2] qui prend sa source dans la retenue de Dardennes[3] et qui se jette dans le port militaire de l’arsenal de Toulon.

Toulon dispose de deux stations d'épuration :
- de Toulon Est – Pont de la Clue, d'une capacité de 107 000 équivalent-habitants[4] ;
- de Toulon Ouest – Cap-Sicié, nommée Amphitria d'une capacité de 500 000 équivalent-habitants[5].

### Climat
Toulon est une des villes les plus chaudes et ensoleillées de France métropolitaine, avec une température annuelle moyenne de 15,9 °C.

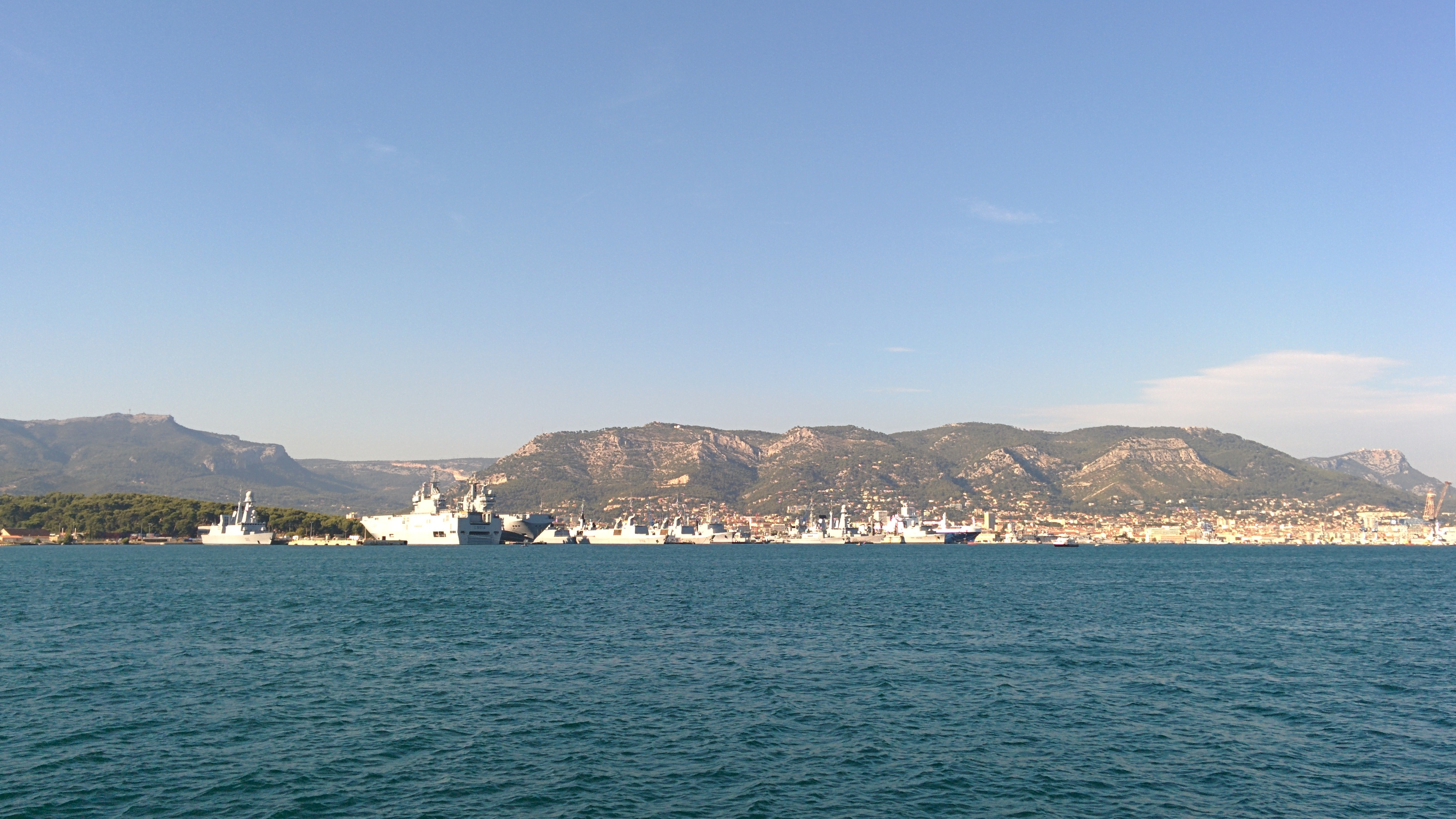
La base navale en premier plan, Toulon en second et le mont Faron en dernier plan.

Le climat de Toulon au sens de Köppen est subtropical à été sec Csa. D'après la classification de Gaussen, le climat est de type méso-méditerranéen car constitué de trois mois secs (juin, juillet et août) où P < 2T. Le climat toulonnais est caractérisé par un très fort ensoleillement, une saison sèche nettement marquée en été, des précipitations rares mais parfois violentes, des températures chaudes en été et douces en hiver. De par sa proximité avec la mer, les températures restent relativement clémentes en toutes saisons.
Les précipitations sont de 665 mm par an. Le mois le plus sec est juillet avec 6,6 mm, le plus pluvieux est octobre avec 93,9 mm. Il pleut 59,7 jours par an en moyenne et les répartitions des précipitations sont très inégales. Février est le mois où il pleut le plus souvent avec 7,1 jours de précipitations avec 88,3 mm alors qu'octobre a 5,9 jours de pluie. Le mois où il pleut le moins souvent est juillet avec 1,3 jour. Les mois les plus secs et où il pleut moins vont de mai à septembre. L'automne est caractérisé par des pluies violentes mais brèves, l'hiver par des précipitations importantes mais plus réparties.
De par sa proximité avec la mer, le gel est rare (2,9 jours par an en moyenne) et le gel permanent totalement inexistant. La neige est rare également, à peine 1,5 jour par an en moyenne et il est exceptionnel qu'elle tienne au sol, 0,3 jour par an en moyenne.
Cependant, la douceur du climat toulonnais ne doit pas faire oublier une caractéristique du climat : le vent. Il y a plus de 115 jours de vent fort (mistral, très sec ; vent d'est, en général accompagné de précipitations ou de temps nuageux). Le mois le plus venteux est janvier avec en moyenne 12,5 jours de vent fort. Le moins venteux est septembre avec sept jours de vent fort. En hiver, le mistral peut considérablement accentuer la sensation de froid même lorsque les températures restent clémentes.
L'atmosphère toulonnaise est souvent sèche. Ainsi l'humidité relative y est en moyenne de 56 % avec peu de variations saisonnières : les mois les plus secs sont juillet et août avec 50 %, les moins secs sont novembre et décembre avec 60 %.
Le record de chaleur fut de 40,1 °C, enregistré le 7 juillet 1982 pendant la grande vague de chaleur du Sud-Est de la France.
| Ville             | Ensoleillement · (h/an) | Pluie · (mm/an) | Neige · (j/an) | Orage · (j/an) | Brouillard · (j/an) |
| ----------------- | ----------------------- | --------------- | -------------- | -------------- | ------------------- |
| Médiane nationale | 1 852                   | 835             | 16             | 25             | 50                  |
| Toulon            | 2 899                   | 665             | 2              | 24             | 5                   |
| Paris             | 1 717                   | 634             | 13             | 20             | 26                  |
| Nice              | 2 760                   | 791             | 1              | 28             | 2                   |
| Strasbourg        | 1 747                   | 636             | 26             | 28             | 69                  |
| Brest             | 1 555                   | 1 230           | 6              | 12             | 78                  |
| Bordeaux          | 2 070                   | 987             | 3              | 32             | 78                  |

La station météorologique de Météo-France installée sur la commune et mise en service en 1936 permet de connaître en continu l'évolution des indicateurs météorologiques. Le tableau détaillé pour la période 1981-2010 est présenté ci-après.
| Mois                                  | jan.          | fév.          | mars          | avril         | mai           | juin        | jui.          | août          | sep.          | oct.          | nov.          | déc.          | année     |
| ------------------------------------- | ------------- | ------------- | ------------- | ------------- | ------------- | ----------- | ------------- | ------------- | ------------- | ------------- | ------------- | ------------- | --------- |
| Température minimale moyenne (°C)     | 6,2           | 6,3           | 8,2           | 10,1          | 13,6          | 17          | 19,7          | 19,8          | 16,9          | 14,1          | 9,8           | 7,2           | 12,4      |
| Température moyenne (°C)              | 9,6           | 9,9           | 12,1          | 14,2          | 18            | 21,7        | 24,7          | 24,7          | 21,4          | 17,7          | 13,1          | 10,3          | 16,5      |
| Température maximale moyenne (°C)     | 12,9          | 13,5          | 16            | 18,3          | 22,3          | 26,4        | 29,6          | 29,7          | 25,9          | 21,3          | 16,4          | 13,5          | 20,5      |
| Record de froid (°C) date du record   | −7,2 12.01.87 | −9 02.02.56   | −4,3 06.03.71 | 0,3 03.04.22  | 4,6 01.05.60  | 9 04.06.84  | 12,8 17.07.00 | 12,3 31.08.86 | 8,4 27.09.72  | 3,2 30.10.50  | −0,9 27.11.45 | −4,5 29.12.44 | −9 1956   |
| Record de chaleur (°C) date du record | 20,9 19.01.07 | 23,2 17.02.22 | 26,4 02.03.08 | 28,1 23.04.09 | 34,7 27.05.22 | 36 27.06.19 | 40,1 07.07.82 | 37 03.08.75   | 34,9 05.09.16 | 29,3 11.10.85 | 24,2 03.11.77 | 21,9 13.12.61 | 40,1 1982 |
| Ensoleillement (h)                    | 146,7         | 173,8         | 233,5         | 245,8         | 288,3         | 331,6       | 369,2         | 332,7         | 259,3         | 182,4         | 146,5         | 129,1         | 2 838,8   |
| Précipitations (mm)                   | 70,6          | 47,6          | 36,6          | 61,5          | 38,7          | 25,1        | 5,6           | 21,7          | 63,6          | 103,2         | 74,4          | 67,5          | 616,1     |

## Urbanisme

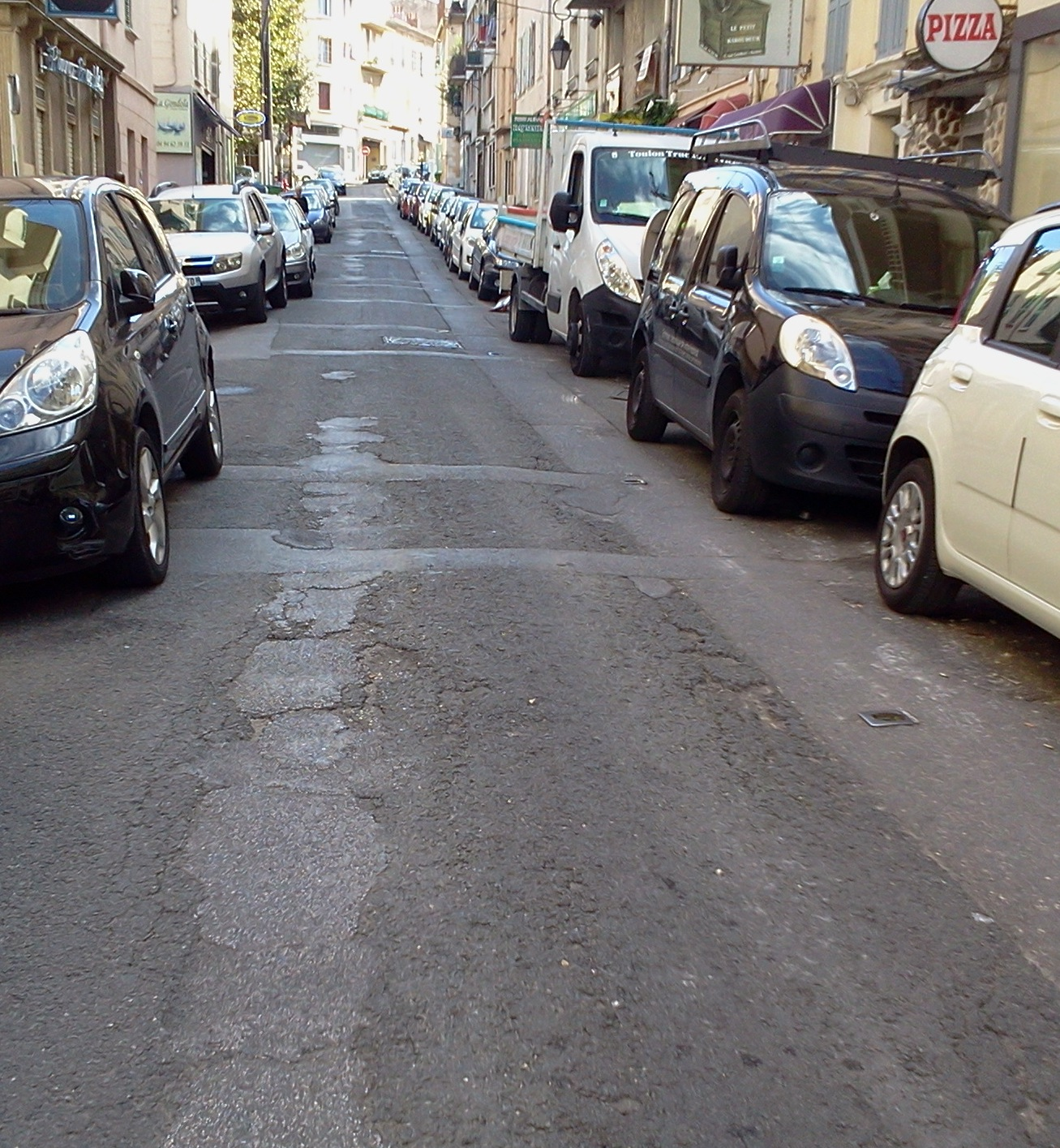
Ancienne rue typique du quartier du Mourillon.

### Typologie
Au 1er janvier 2024, Toulon est catégorisée grand centre urbain, selon la nouvelle grille communale de densité à sept niveaux définie par l'Insee en 2022.
Elle appartient à l'unité urbaine de Toulon, une agglomération inter-départementale regroupant 27  communes, dont elle est ville-centre,,. Par ailleurs la commune fait partie de l'aire d'attraction de Toulon, dont elle est la commune-centre,. Cette aire, qui regroupe 35 communes, est catégorisée dans les aires de 200 000 à moins de 700 000 habitants,.
La commune, bordée par la mer Méditerranée, est également une commune littorale au sens de la loi du 3 janvier 1986, dite loi littoral. Des dispositions spécifiques d’urbanisme s’y appliquent dès lors afin de préserver les espaces naturels, les sites, les paysages et l’équilibre écologique du littoral, tel le principe d'inconstructibilité, en dehors des espaces urbanisés, sur la bande littorale des 100 mètres, ou plus si le plan local d’urbanisme le prévoit.

### Occupation des sols
L'occupation des sols de la commune, telle qu'elle ressort de la base de données européenne d’occupation biophysique des sols Corine Land Cover (CLC), est marquée par l'importance des territoires artificialisés (68,8 % en 2018), une proportion sensiblement équivalente à celle de 1990 (68,5 %). La répartition détaillée en 2018 est la suivante :

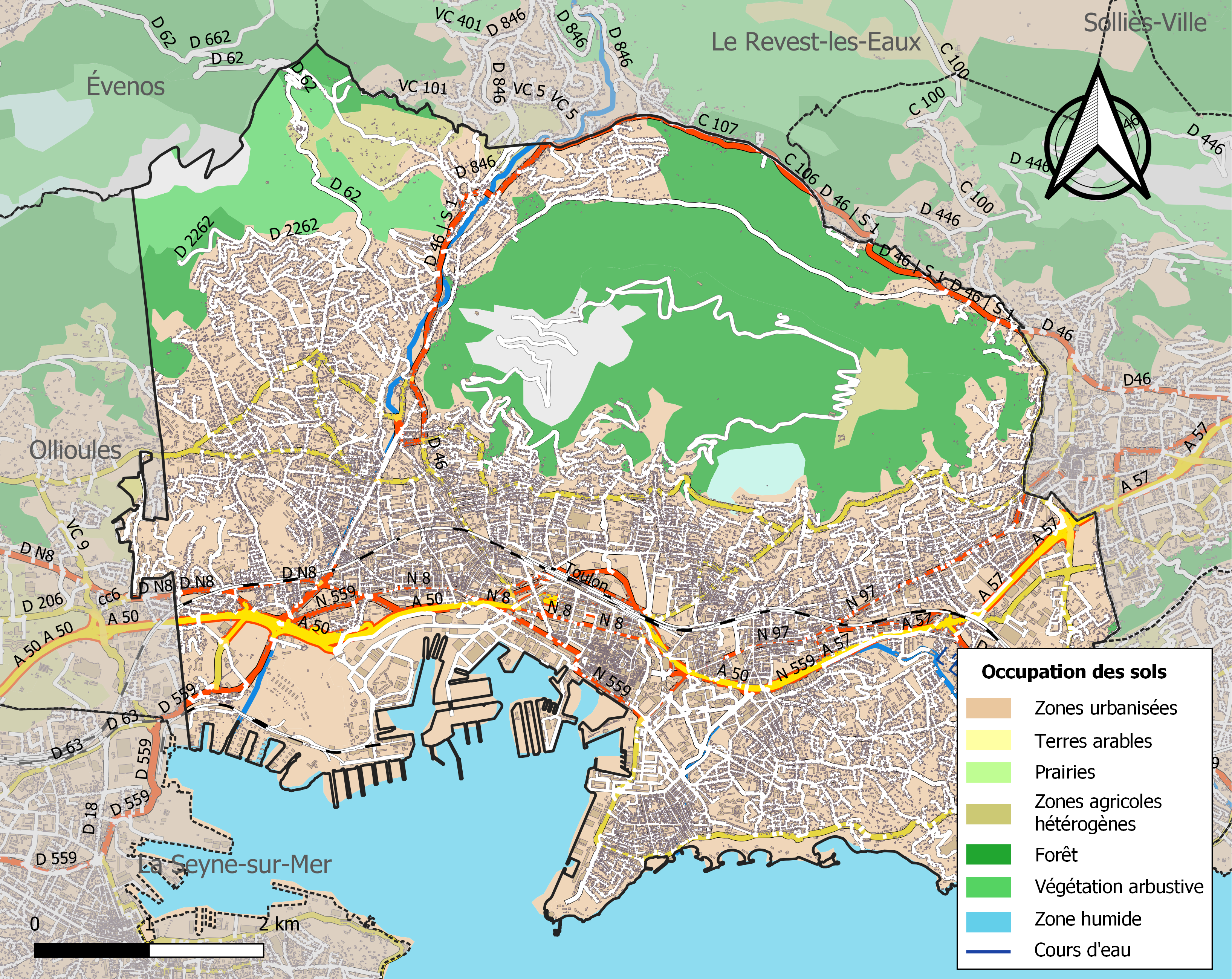
Carte des infrastructures et de l'occupation des sols de la commune en 2018 (CLC).

| Type d’occupation                                                                   | Pourcentage | Superficie (en hectares) |
| ----------------------------------------------------------------------------------- | ----------- | ------------------------ |
| Tissu urbain continu                                                                | 3,1 %       | 137                      |
| Tissu urbain discontinu                                                             | 51,2 %      | 2261                     |
| Zones industrielles ou commerciales et installations publiques                      | 6,7 %       | 298                      |
| Zones portuaires                                                                    | 5,1 %       | 225                      |
| Espaces verts urbains                                                               | 2,6 %       | 116                      |
| Systèmes culturaux et parcellaires complexes                                        | 1,4 %       | 60                       |
| Surfaces essentiellement agricoles interrompues par des espaces naturels importants | 1,0 %       | 43                       |
| Forêts de conifères                                                                 | 10,8 %      | 477                      |
| Forêts mélangées                                                                    | 10,4 %      | 461                      |
| Végétation sclérophylle                                                             | 3,7 %       | 163                      |
| Roches nues                                                                         | 2,7 %       | 119                      |
| Végétation clairsemée                                                               | 0,7 %       | 33                       |
| Mers et océans                                                                      | 0,5 %       | 24                       |
| Source : Corine Land Cover                                                          |             |                          |

### Morphologie urbaine

#### Le mont Faron

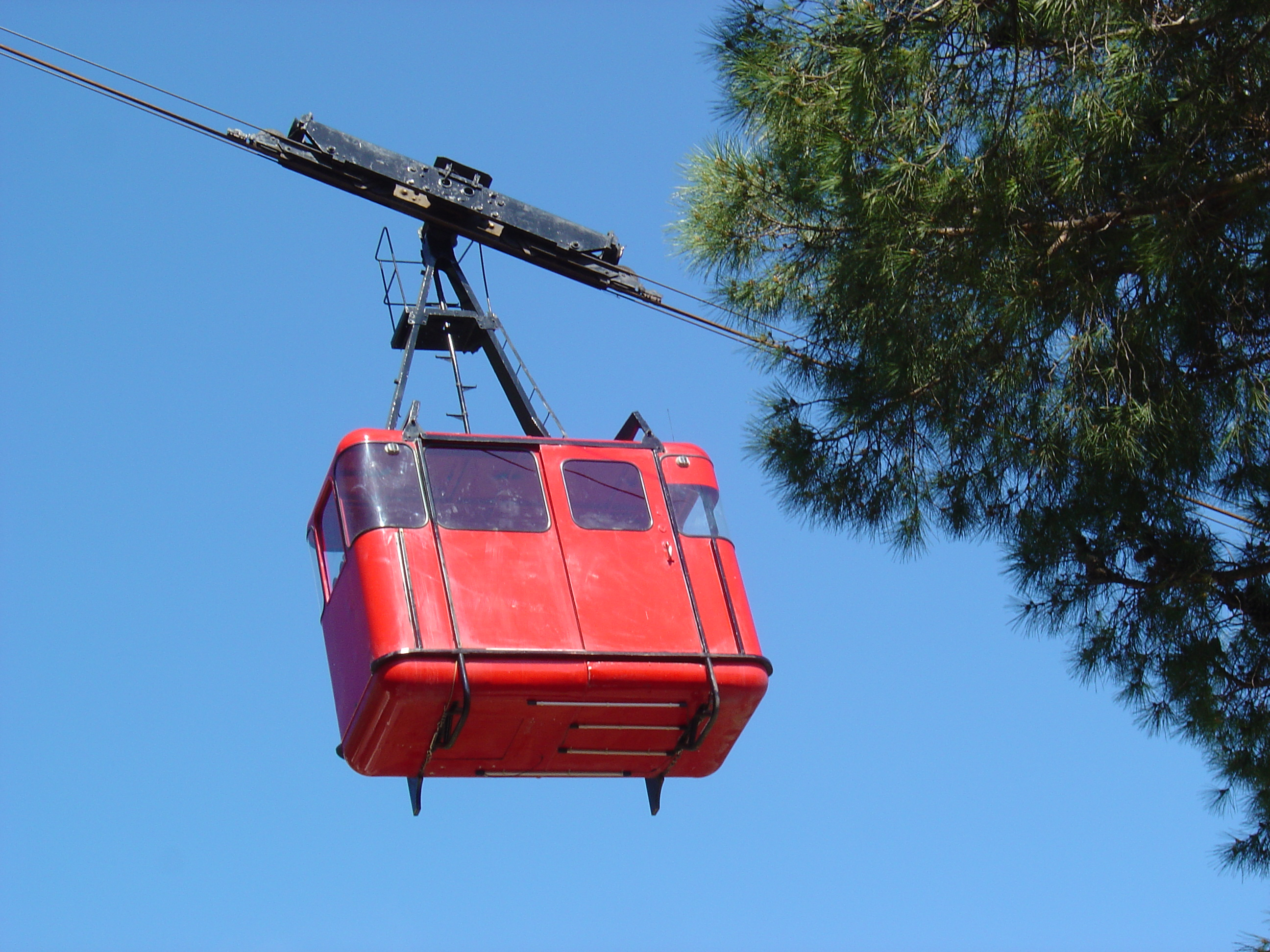
Ancienne cabine du téléphérique du mont Faron.

Au nord de la ville, le mont Faron est une colline calcaire du Jurassique supérieur et du Crétacé, boisée en pinède. Il culmine à 584 mètres d'altitude et offre un vaste panorama sur Toulon, sa rade et les villes environnantes. On y accède par une route en sens unique (montée par le côté ouest, descente par l'est) ou par un téléphérique inauguré le 12 juin 1959.
C'est également sur le mont Faron que se trouve une importante réserve protégée de félins, le zoo fauverie du mont Faron.

#### La rade

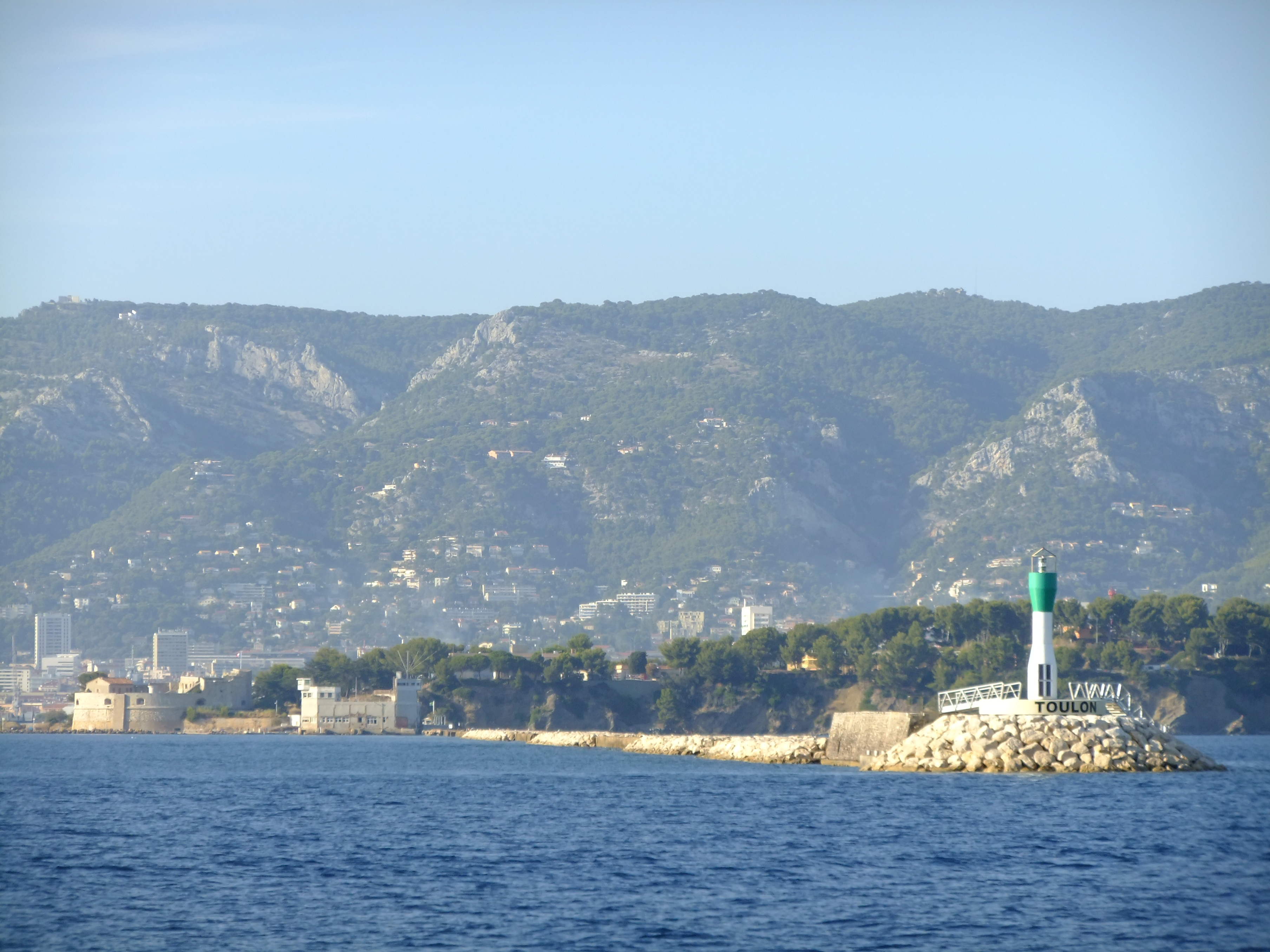
La « grande jetée » à l' entrée du port de Toulon.

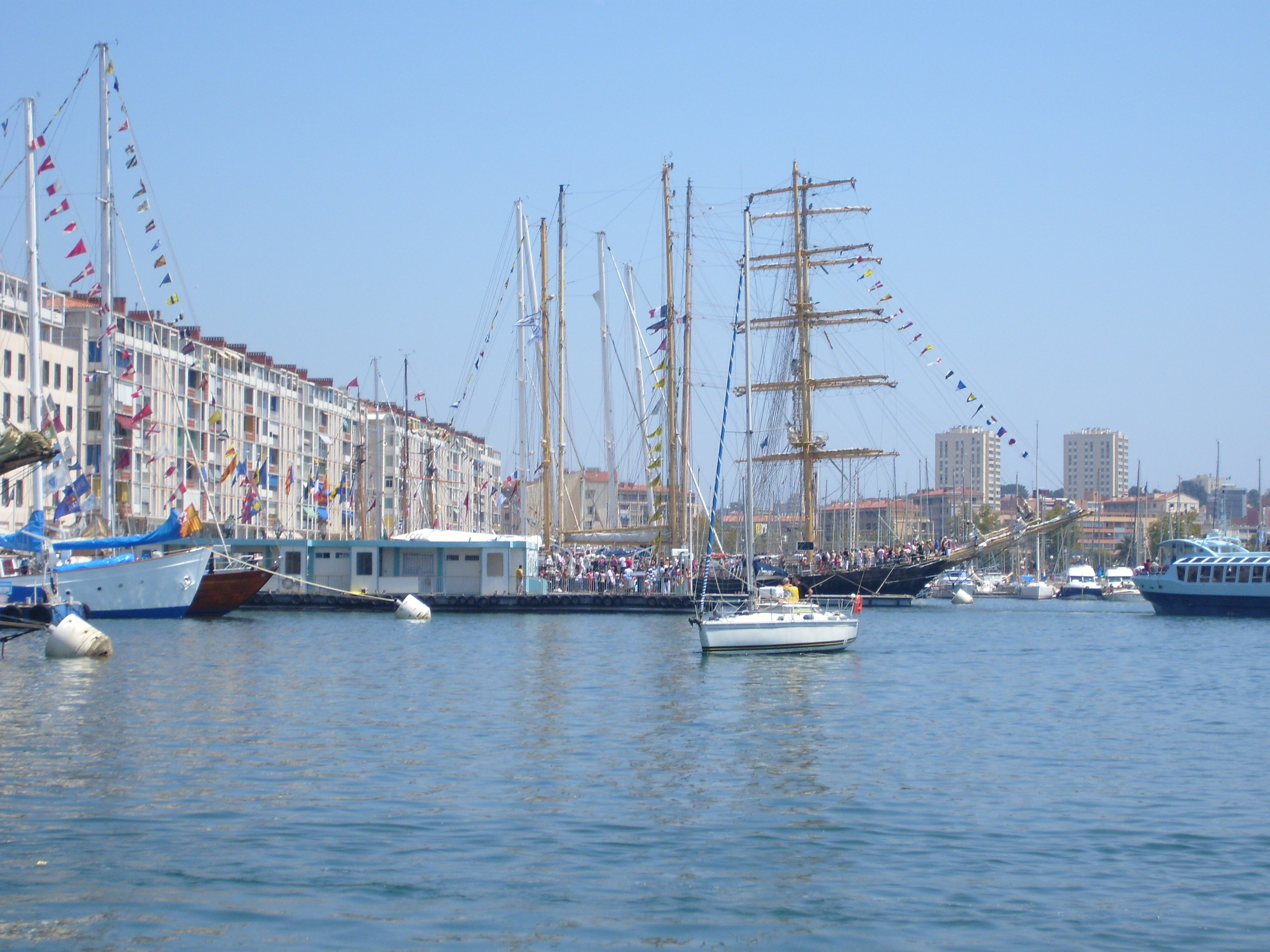
Le port de Toulon et les grands voiliers de la Tall Ships' Races.

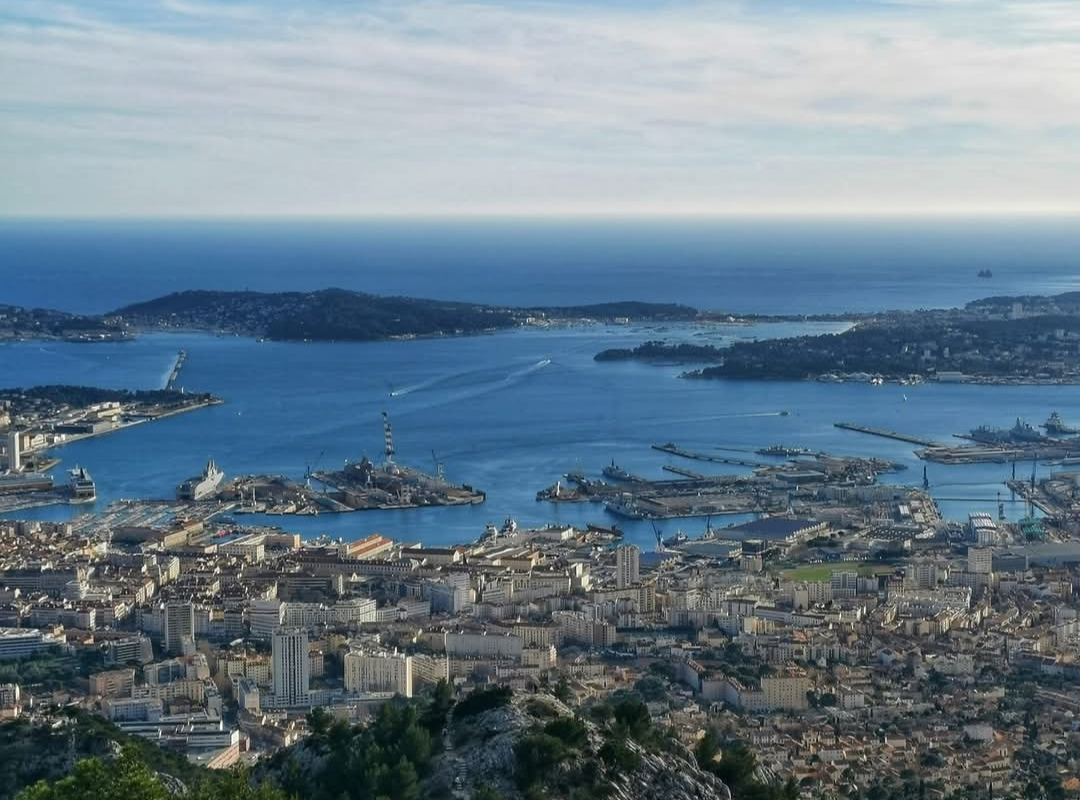
Toulon et sa rade vue du Mont Faron

La rade de Toulon est fermée à l'est par la presqu'île de Giens et au sud par celle de Saint-Mandrier qui la séparent de la pleine mer. Elle se divise en une « grande rade » (ou rade des Vignettes) à l'est et une « petite rade » à l'ouest, qui borde Toulon, La Seyne-sur-Mer et Saint-Mandrier. Les deux rades sont séparées par la « grande jetée » construite entre 1881 et 1884 par l'entreprise Dussaud de Marseille et non comme le veut une légende par les bagnards (le dernier bagnard a été transporté de Toulon à Cayenne en 1873). Dans la « petite rade », on trouve l'arsenal et le port de Toulon, ainsi que la base des écoles de plongée de la marine de Saint-Mandrier, diverses fortifications, une base scientifique de l'IFREMER à La Seyne-sur-Mer, des parcs de pisciculture et mytiliculture, ainsi que le site de Tamaris, qui fut une station balnéaire à la mode au XIXe siècle, lancée par Michel Pacha et fréquentée entre autres par George Sand et Frédéric Chopin. C'est dans cette rade que les trois pionniers français de la plongée Philippe Tailliez, Jacques-Yves Cousteau et Frédéric Dumas surnommés depuis 1975 « les trois mousquemers », commencent leurs carrières et expérimentent leurs premiers engins.
Des lignes régulières relient la Corse (Bastia, Ajaccio et L'Île-Rousse) au port de commerce de Toulon.

#### La partie militaire
La base navale de Toulon est le premier port militaire de France. C'est notamment à Toulon qu'est basé le porte-avions Charles de Gaulle ainsi que les trois porte-hélicoptères amphibies Dixmude, Tonnerre et Mistral. La base navale abrite aussi de nombreux autres bâtiments de la Force d'action navale et les six sous-marins nucléaires d'attaque (SNA). Elle s'étend des limites de la ville de la Seyne-sur-Mer jusqu'à la limite du port civil de Toulon. C'est un important centre de réparation et d'entretien des navires. Les onze bassins de radoub ont été construits pour cela. Les deux plus grands (422 mètres par 40) furent construits en gagnant sur la mer, les travaux durèrent de 1911 à 1927. C'est dans ces bassins que les IPER (Indisponibilité Périodiques pour Entretien et Réparation, c'est-à-dire les interventions programmées d'une durée supérieure à un an) se déroulent, pour entretenir le porte-avions Charles de Gaulle et les autres grands bâtiments de combat.
Depuis 1800, la ville abrite une préfecture maritime compétente de la frontière espagnole jusqu'à la frontière italienne, incluant la Corse. Le préfet maritime étant également actuellement le commandant en chef pour la Méditerranée (CECMED). Le préfet maritime est le délégué du gouvernement. Il est le représentant direct du Premier ministre et de chacun des membres du Gouvernement. Son autorité s'exerce à partir de la laisse de basse mer, sauf dans les ports à l'intérieur de leurs limites administratives et dans les estuaires en deçà des limites transversales de la mer. Le préfet maritime veille à l'exécution des lois, des règlements et des décisions gouvernementales. Investi du pouvoir de police générale, il a autorité dans tous les domaines où s'exerce l'action de l'État en mer, notamment en ce qui concerne la défense des droits souverains et des intérêts de la Nation, le maintien de l'ordre public, la sauvegarde des personnes et des biens, la protection de l'environnement et la coordination de la lutte contre les activités illicites.
Le 4e régiment d'infanterie de marine du 31 août 1854 jusqu'au 31 décembre 1900, garnison de tradition Toulon. En 1914 il est toujours stationné à Toulon, il fait partie de la 4e brigade coloniale.
Il est recréé le 1er avril 1949 à Toulon à la caserne Grignan, il y sera présent jusqu’en 1979. L’école des infirmiers de la marine qui se trouvait sur le site de l’hôpital d’instruction des armées Sainte-Anne depuis 1953 y est alors transférée. Destruction du site de Grignan à la mi-mars 2007, afin de permettre la construction des nouveaux parkings du futur hôpital. À signaler les bâtiments K1 (commandement) et K2 (bureaux ressources humaines et chancellerie) sont classés monuments historiques conserveront leurs actuels emplacements.
La caserne Grignan est construite de 1902 à 1908 sur les contreforts du mont Faron à l’emplacement de l’ancien camp retranché de Sainte-Anne. Le 16 mai 1945, le centre d’administration des troupes coloniales numéro 6 s’y installe suivi en juillet 1948 par le 4e bataillon de tirailleurs sénégalais. Puis le 1er avril 1949 par le 4e R.I.C. qui deviendra 4e R.I.Ma. le 1er janvier 1958.

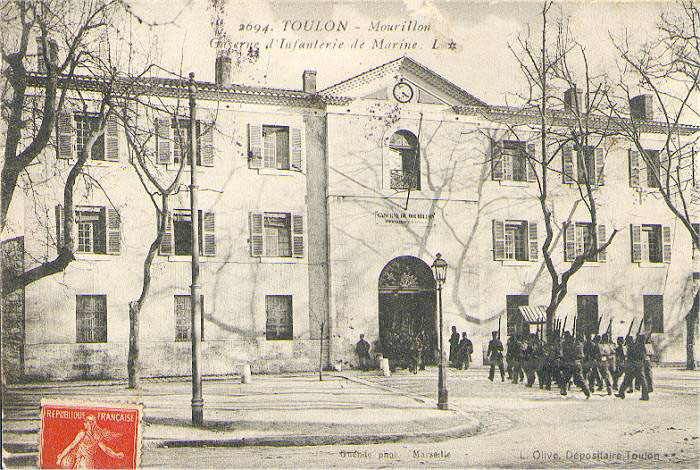
Caserne de l'Infanterie de Marine du quartier Le Mourillon à Toulon.
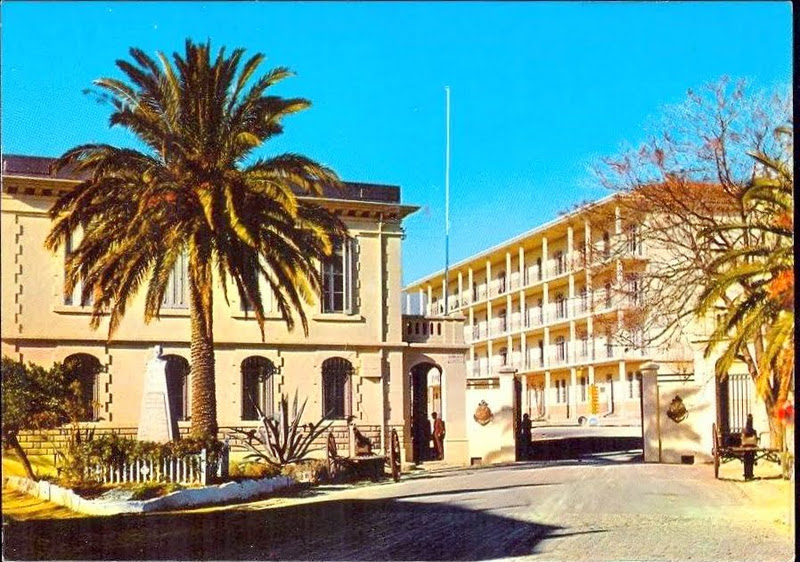
Entrée de la caserne Grignan à Toulon du 4e R.I.Ma.
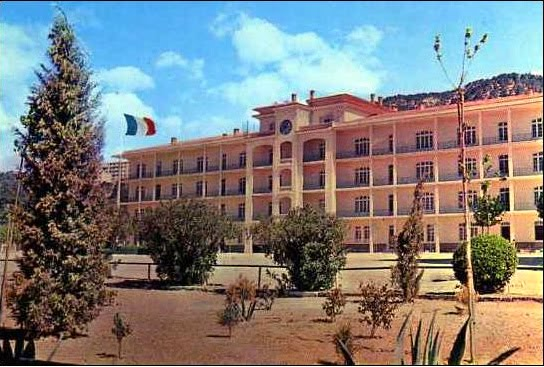
Bâtiment de la caserne Grignan à Toulon.

Le quartier Lagoubran abrite, depuis juillet 2011, un Organisme à vocation interarmées terre, le « 519e groupement de transit maritime », comprenant trois escadrons (dont deux transférés de La Rochelle où le 519e régiment du train a été dissous) ainsi qu'un escadron de réserve.

### Logement
En 1999, Toulon totalise 86 447 logements dont la répartition est la suivante. Il y a 73 849 résidences principales soit 85,4 % de l'ensemble des logements. Les résidences secondaires et logements occasionnels sont au nombre de 2 831 soit un pourcentage de 3,3 %, le nombre de logements vacants s'élève à 9 767 soit 11,3 %. Pour ce qui est des résidences principales, qui représentent 85,4 % de l'ensemble des logements toulonnais, leur époque d'achèvement s'établit de la manière qui suit pour l'année 1999. Sur les 73 849 résidences, 25 211 datent d'avant 1949 soit une part de 31,9 % ; 36 093 datent d'une période comprise entre 1949 à 1974 soit 45,7 % ; 12 689 résidences principales datent de 1975 à 1989 soit 16,1 % et 4 923 datent de 1990 à nos jours soit 6,2 %. S'agissant du nombre de pièces de ces résidences en 2007, 5 007 en ont une soit 6,3 %, 14 344 en comptent deux soit 18,1 %, 26 537 en possèdent trois soit 33,4 % et 21 026 en ont quatre soit 26,5 %, et 12 516 en possèdent cinq et plus soit une part de 15,8 %.
Selon plusieurs témoignages, l'attribution des logements sociaux donne lieu à des faits de corruption. Des personnes souhaitant bénéficier rapidement d'un logement seraient amenées à verser des pots-de-vin à la présidente de l’Association varoise d’action des locataires (AVAL). En juillet 2019, le préfet du Var a écrit à ce propos au procureur de la République de Toulon. Ce dernier a indiqué qu’une enquête préliminaire était en cours et que « le parquet communiquera éventuellement à l’issue des investigations ».
Depuis juillet 2006, la municipalité met en œuvre une politique de grands travaux dans le centre-ville. La société Var Aménagement Développement (VAD) y a acquis près de 80 000 mètres carrés de foncier. Jusqu'en 2020, cent quatre immeubles, dont les façades ont été conservées, ont été démolis puis reconstruits. Au total, 292 millions d’euros ont été dépensés par la ville, l’État, les bailleurs sociaux, la région, le conseil départemental, la métropole Toulon-Provence-Méditerranée et les opérateurs privés.
La mairie a choisi de favoriser l’embourgeoisement du centre-ville en encourageant l’implantation d’une enseigne Monoprix, d’épiceries fines et de galeries d’art onéreuses, alors même que le quartier ne comptait pas assez de clients pour faire vivre ces enseignes. De l’aveu des nouveaux commerçants, il s’agit de « lieux artificiels » visant à attirer une nouvelle population, plus diplômée et plus aisée. Les foyers modestes semblent avoir été rejetés vers les quartiers périphériques, ce que confirme André Bouteyre, ancien directeur de VAD : « En général, les populations d’origine maghrébine ont été relogées dans des HLM des quartiers périphériques de la ville, comme les cités de la Florane, de la Beaucaire ou des Œillets. »

### Voies de communication et transports

#### Routes et autoroutes
Toulon est desservie à l’est par l'autoroute A57 en direction de Nice, et à l'ouest par l'A50 en direction de Marseille et son annexe RN 1050. Un tunnel autoroutier composé de 2 tubes (2x2 voies) traverse le centre-ville entre les PR70 et 73 de l'A50, tandis qu’à l'est, un embranchement autoroutier A570 relie Hyères à l'A57 (échangeur de Pierreronde).
Le réseau routier classique comprend l’ex-route nationale 8 (actuelle RDN 8 et son annexe RD 2008) reliant Toulon à Marseille via les gorges d’Ollioules, Cuges et Aubagne, l’ex-RN 559 (actuelle RD 559) menant à l'ouest à Marseille (via La Seyne-sur-Mer, Bandol et La Ciotat), la RD 559 vers l'est en direction de Hyères, Le Lavandou, Saint-Tropez et Nice, l’ex-RN 97 (actuelle RD 97) menant à Nice par La Valette-du-Var, Cuers et Le Luc (RD N7). Le réseau routier secondaire toulonnais inclut aussi la RD 62 (direction Évenos) et son annexe RD 262, la RD 92 (direction Ollioules), la RD 46 (direction Le Revest-les-Eaux, La Valette-du-Var) et ses annexes RD 246 et RD 846, la RD 42 et son annexe RD 642 (direction Le Pradet, Carqueiranne, Hyères), la RD 29 (de Pont-du-Suve direction La Garde, La Crau, Pierrefeu-du-Var) et les voiries d’intérêt communautaire (agglomération TPM) ou communale.
En 2017 selon BFM TV, Toulon était placée comme la huitième ville la plus embouteillée de France, les automobilistes passent en moyenne plus de 28 % de temps en plus par jour dans le trafic routier.

#### Transports urbains

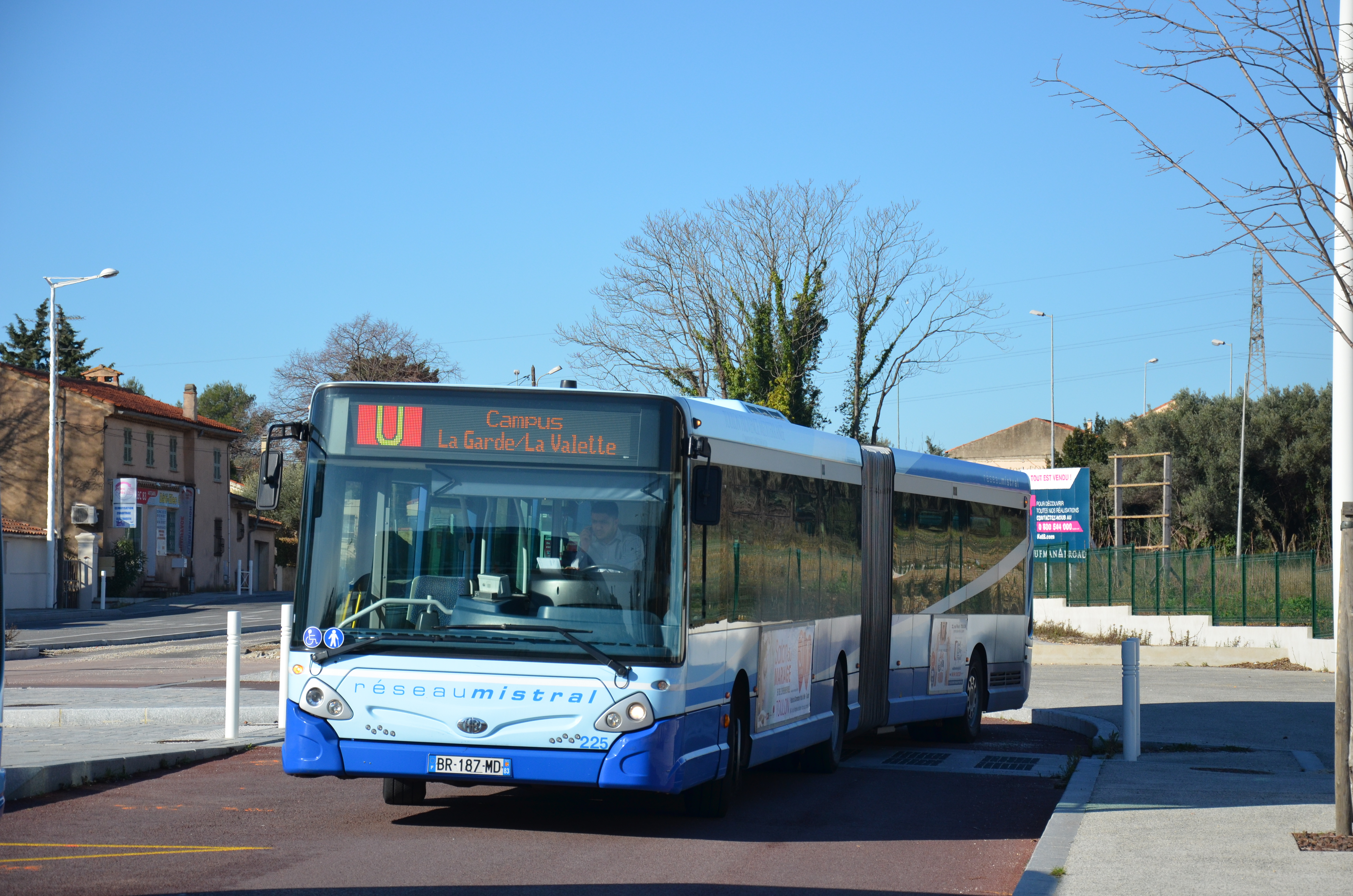
Le réseau Mistral dessert l'agglomération toulonnaise.

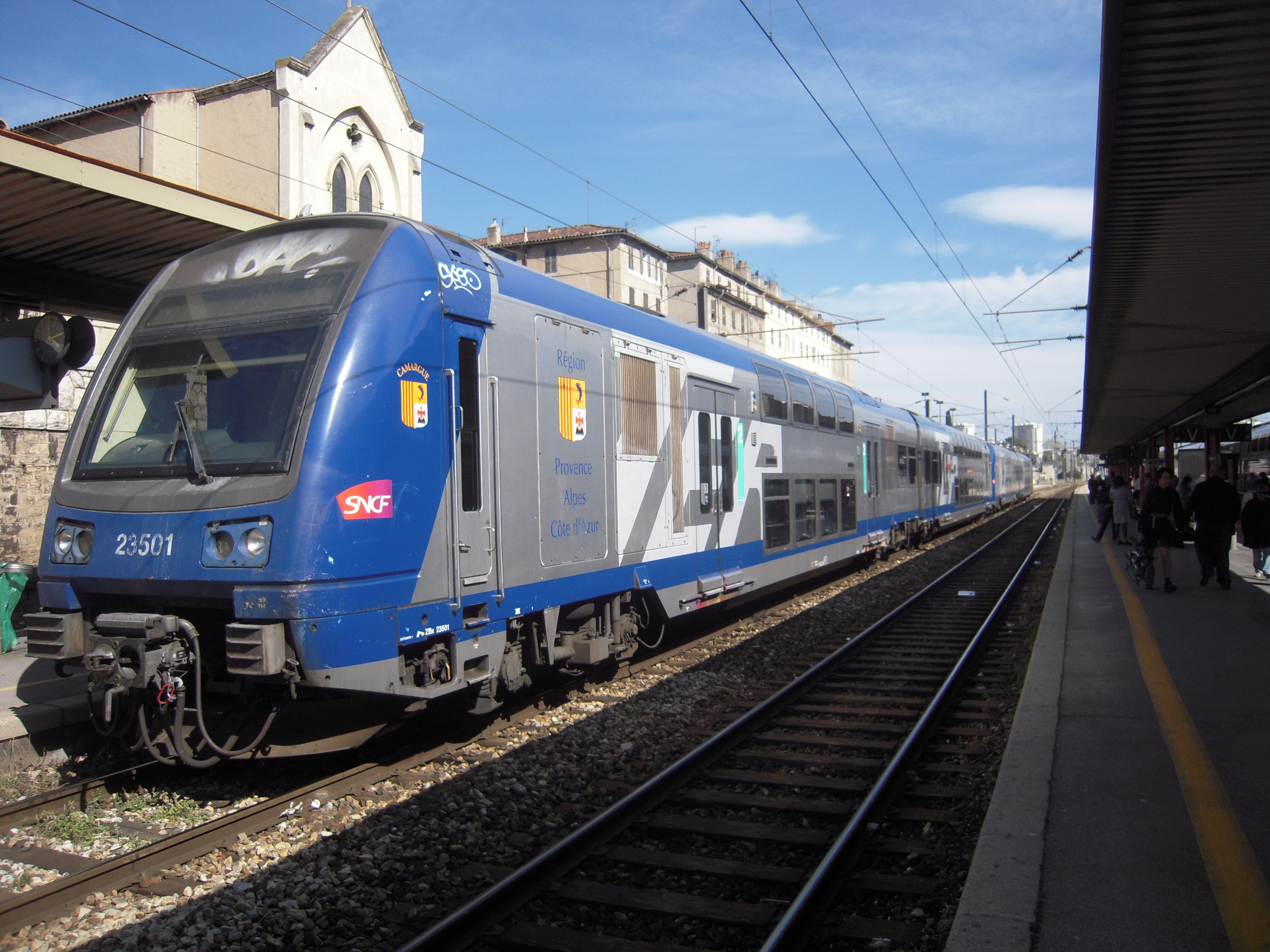
TER PACA en gare de Toulon.

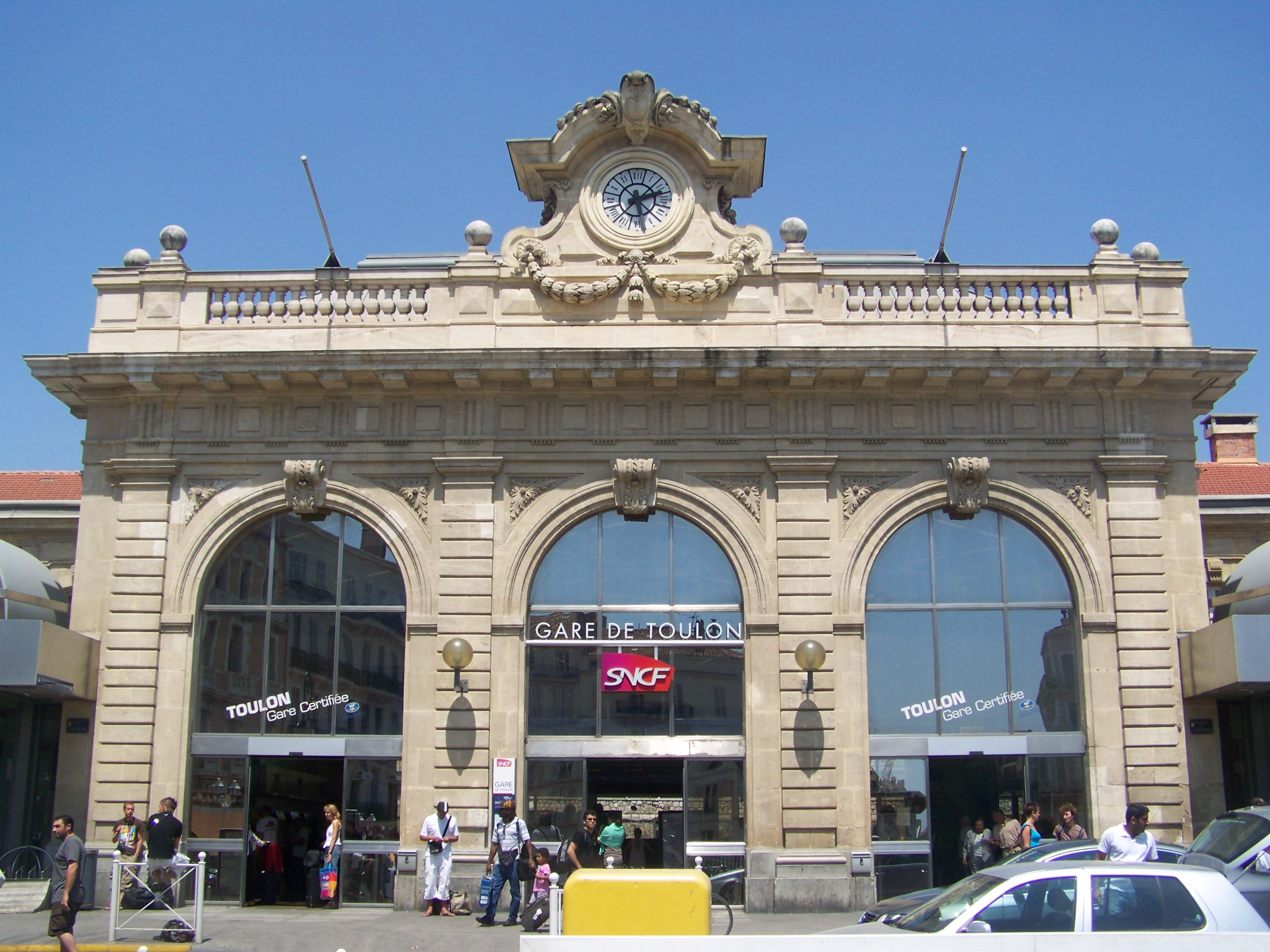
Entrée de la gare de Toulon.

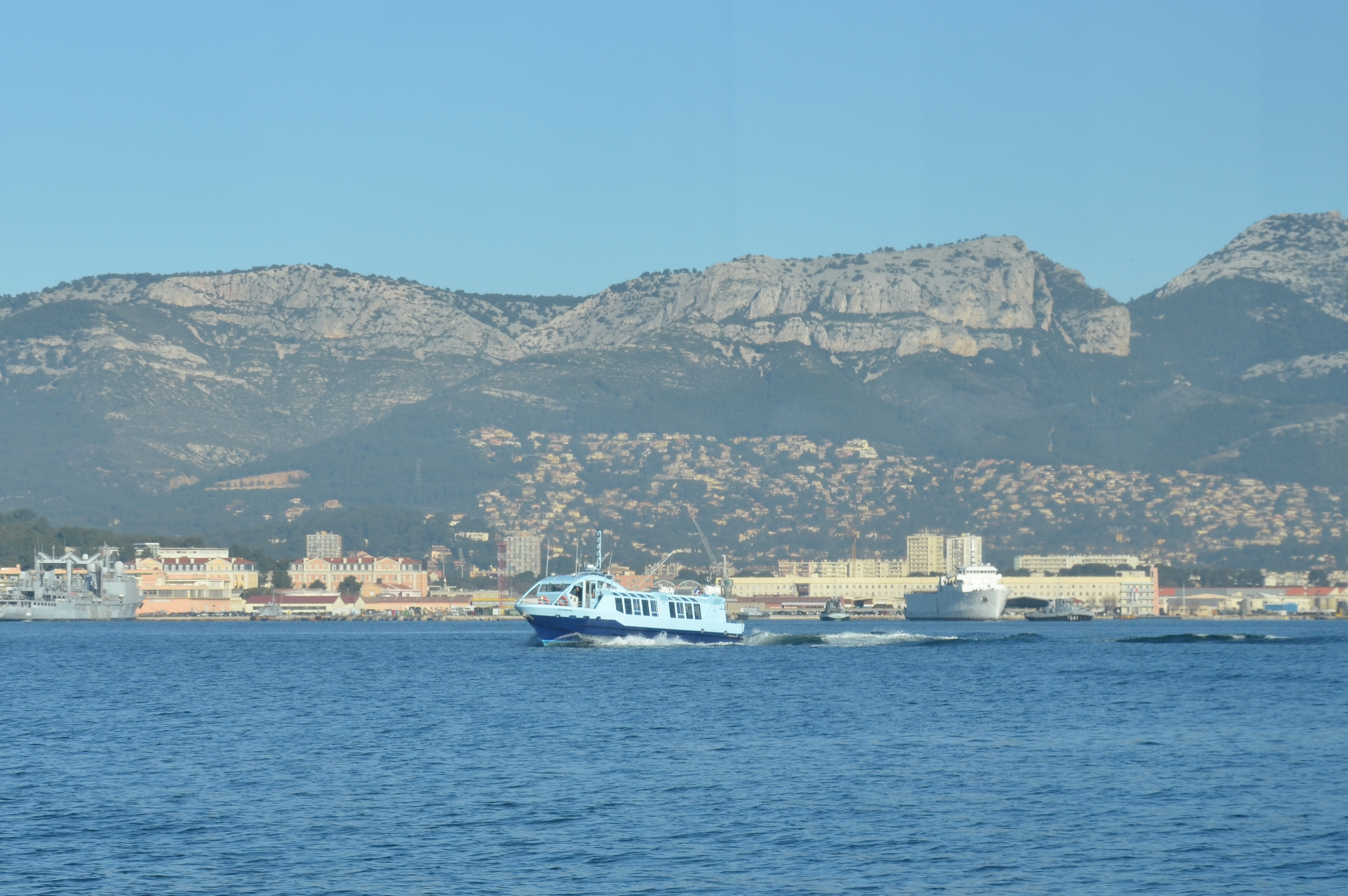
Bateau-Bus « Lou Roucaou » du réseau Mistral dans la rade de Toulon.

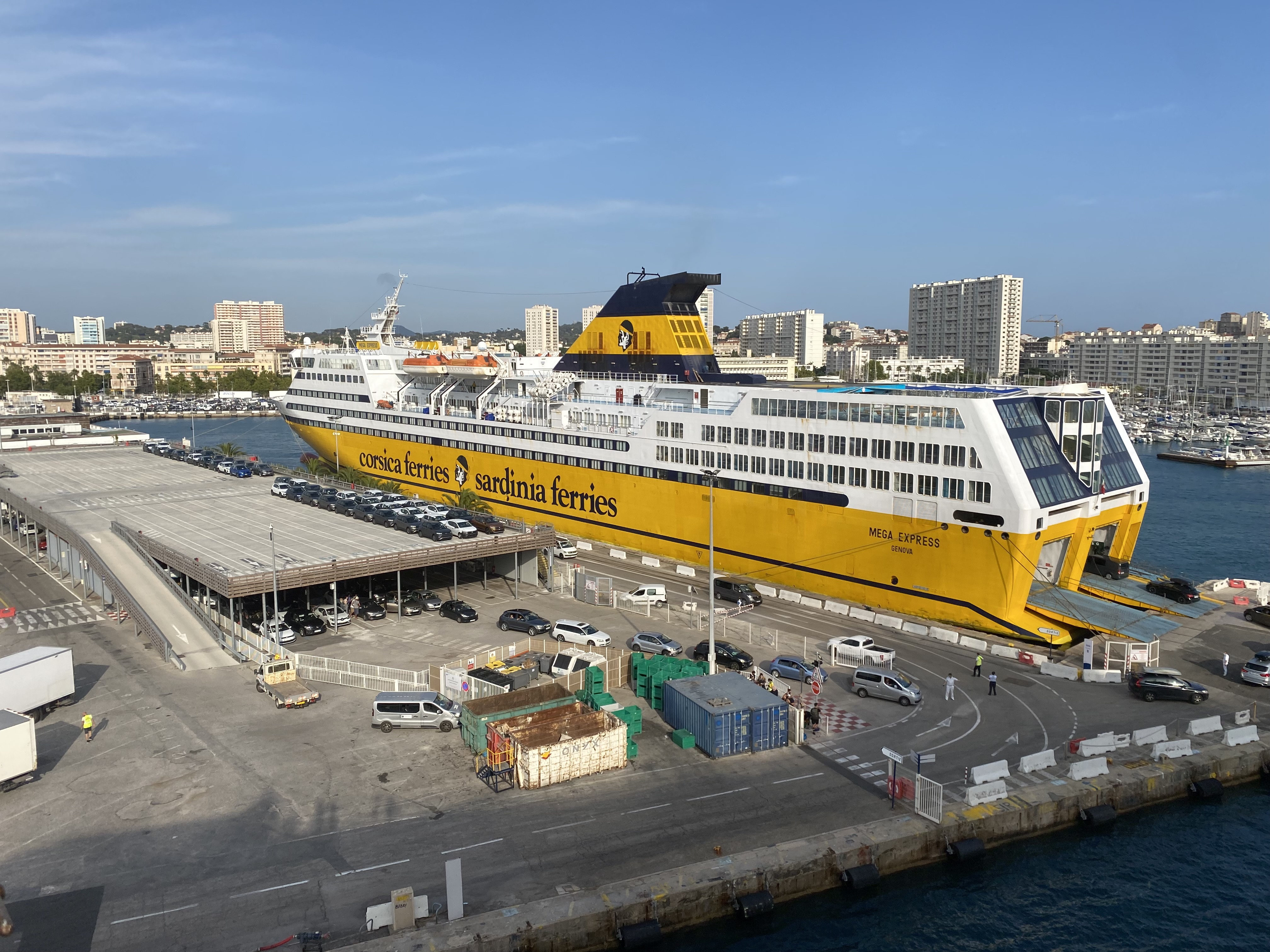
Navire de la compagnie Corsica Ferries au port de Toulon.

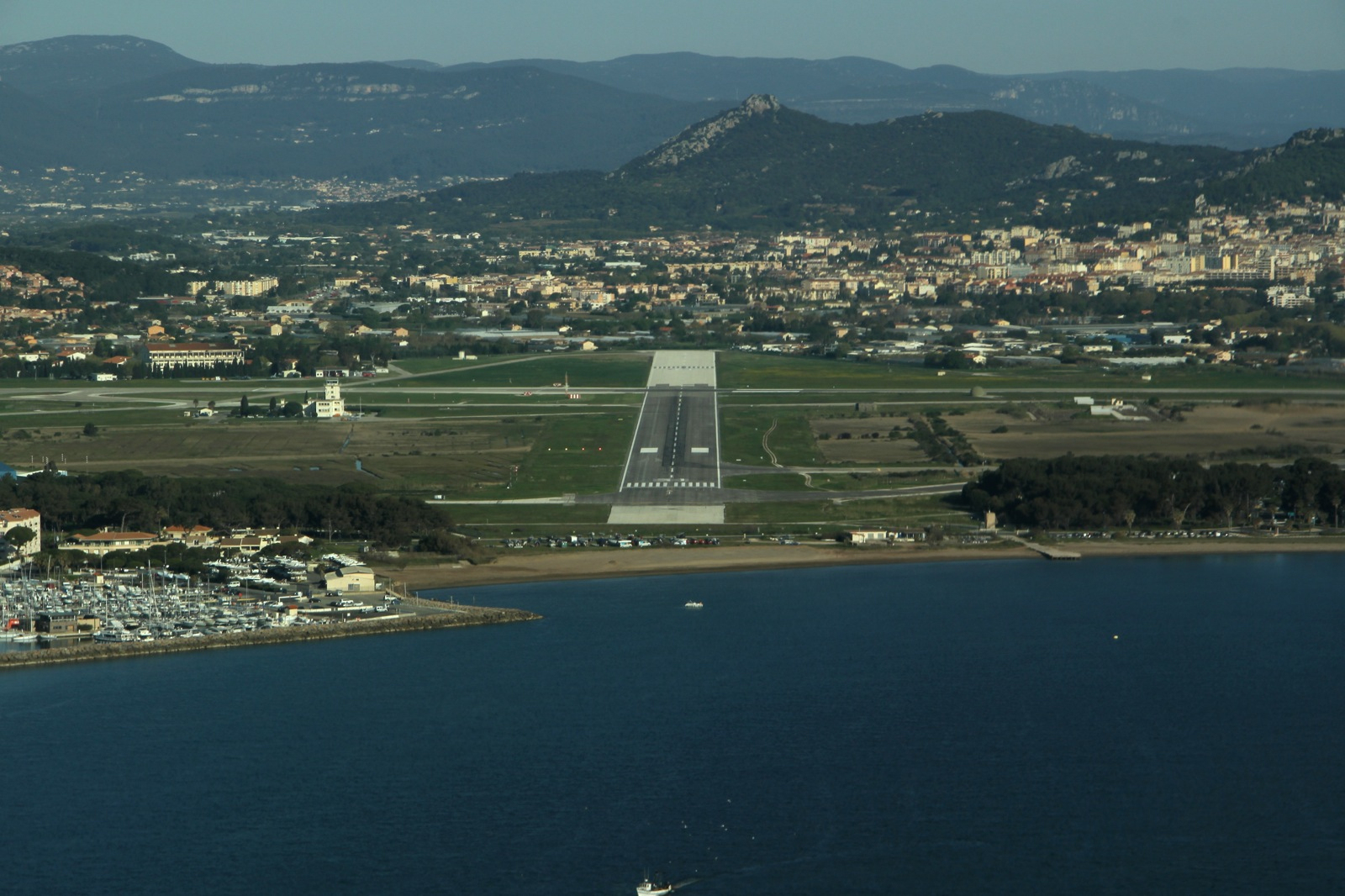
Aéroport de Toulon-Hyères.

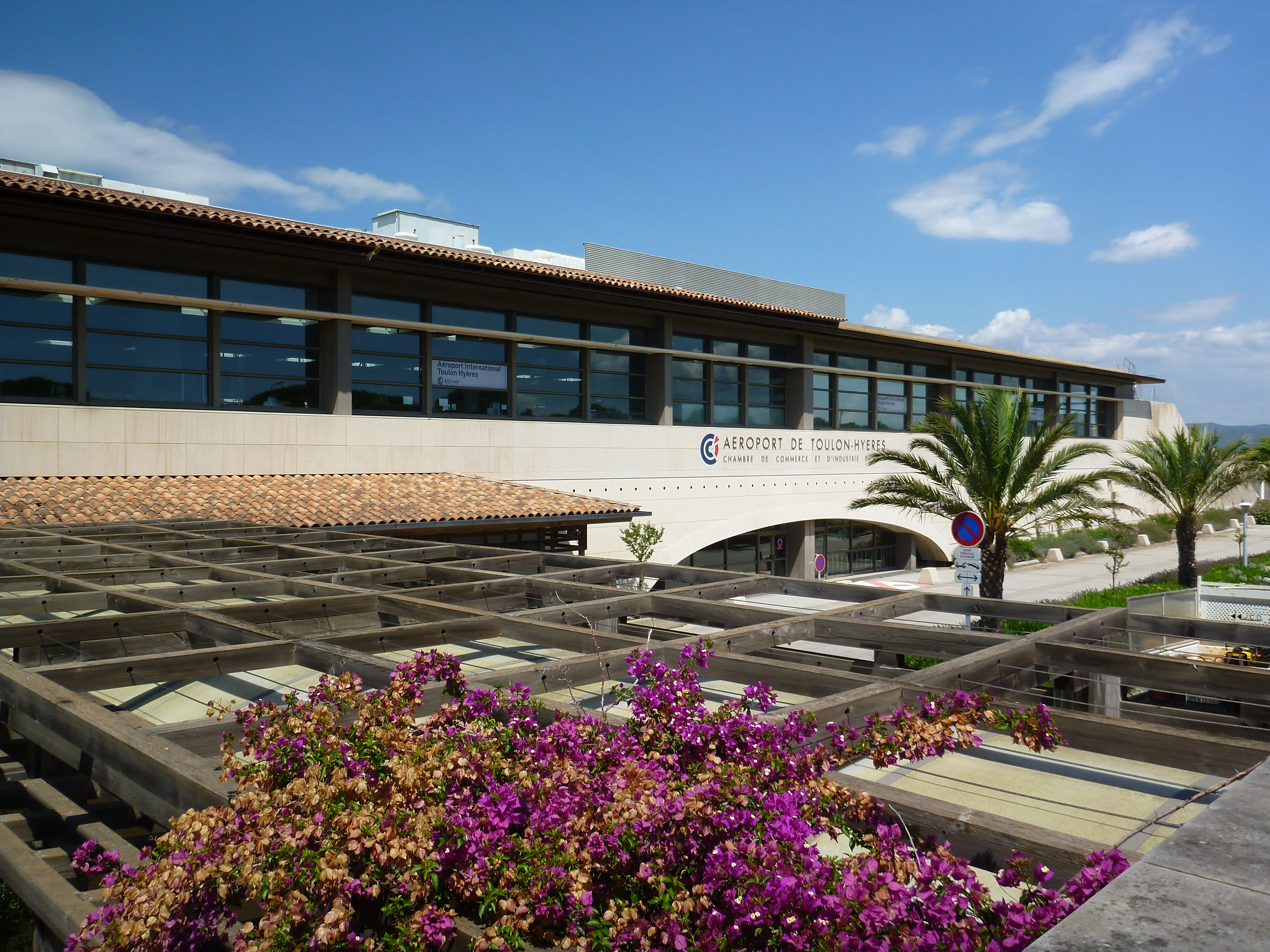
Entrée de l'aéroport de Toulon-Hyères.

Le réseau Mistral transportait 31 millions de passagers en 2019. En 2022, le réseau dessert les 12 communes de l’agglomération toulonnaise et regroupe trois sociétés : RMTT, Veolia « Lignes du Var » et Kéolis (Sodetrav). Il exploite 353 bus terrestres assurant 51 lignes terrestres ainsi que 15 lignes d’Appel-Bus, 6 lignes de jour prolongées en Nocturnes (jeudi, vendredi et samedi soir) et 21 bateaux assurant 3 lignes maritimes dont une ligne prolongée en nocturne. Le 23 février 2023, les élus de Toulon Provence Méditerranée ont voté pour un nouveau délégataire de transport. Le réseau sera géré par RATP Dev et par la SNT Suma à partir du 1er mai 2023 pour six ans,.

#### Transports ferroviaires
La gare de Toulon reçoit des trains Grandes Lignes (TGV et des trains régionaux TER). Le bâtiment de la gare, qui avait perdu dans les années 1950 sa grande verrière à charpente métallique au profit des marchands de métaux de l’époque, a fait l’objet de 2011 à 2014 d'importants travaux de restructuration et agrandissement des surfaces d’accueil pour un budget de 32 M €.
L’intermodalité est assurée avec les autocars interurbains au moyen de la gare routière adjacente ainsi qu'avec le port de commerce via les lignes 3 et 15 du Réseau Mistral.
Une ancienne liaison ferroviaire Toulon / Saint-Raphaël (Train du Littoral) existait par le passé.

#### Transports aériens
L'aéroport de Toulon-Hyères dessert plusieurs destinations : Bruxelles, Brest, Londres, Paris, Rotterdam, Bordeaux, Ajaccio, Bastia, Southampton, Genève et la plupart des lignes sont assurées de manière saisonnière. D’autres destinations en correspondance existent via Paris-Orly ou Paris-Charles de Gaulle. Des services de bus et cars effectuent la liaison avec les gares routières de Hyères, Saint-Tropez et Toulon.
Avec 292 056 voyageurs en 2024, le trafic global de l'aéroport varois affiche une baisse de 42,42 % par rapport à 2019 et place cette plateforme à la 34e place des aéroports français.

#### Transports maritimes
Le port de commerce est géré par la Chambre de commerce et d'industrie du Var associée à la métropole Toulon-Provence-Méditerranée. Depuis les années 2000, la compagnie privée franco-italienne Corsica Ferries - Sardinia Ferries assure principalement des liaisons quotidiennes toute l'année vers la Corse avec un départ chaque soir vers Bastia et Ajaccio et des traversées hebdomadaires vers L'Île-Rousse et Porto-Vecchio ainsi que vers la Sardaigne avec des rotations hebdomadaires vers Porto Torres. Cette compagnie assure également des liaisons saisonnières vers les îles Baléares et la Sicile entre les mois d'avril et novembre. Une activité de croisières développée depuis 2007 a permis en 2016 l'accueil de plus de 150 escales. TL est le code de Toulon selon la liste des quartiers maritimes.

#### Réseau cyclable
Sur les 300 km de voirie que compte la ville de Toulon, 53 km sont pourvus de pistes ou bandes cyclables, le reste étant réparti entre couloirs de bus — parfois étroits — et plateaux piétonniers. Le réseau cyclable reste peu développé malgré des efforts qui ont été entrepris depuis 2001 où la commune ne comptait que 6 km de pistes. En 2009, la Fédération française des usagers de la bicyclette (FUBicy) attribue à la ville le « Clou Rouillé ».
Dans le cadre de sa politique de mobilité en faveur des modes doux de déplacement, la communauté d’agglomération Toulon Provence Méditerranée s’engage depuis 2015 auprès des particuliers, pour l’achat d’un vélo à assistance électrique (VAE) ou d’un kit électrique vélo.

## Toponymie
La première mention du lieu, figure dans l'Itinéraire d'Antonin, un guide de voyage de la Rome antique, datant de la fin du IIIe siècle voire du milieu du IVe siècle, sous l'appellation Telo Martius.
Toulon est un hydronyme, Telo étant le nom d’une divinité indigène des eaux. La formation du nom avec Martius est semblable au nom Narbo Martius, port antique de Narbone, dans lequel Martius fait référence à Mars, sans doute en dédicace au dieu des guerriers . Télo pourrait aussi venir du celtique tol ou tor : lieu élevé, mont.
Une autre origine a été évoquée. Le dieu gaulois Telo, qui donne son nom d'origine à Toulon, est celui des sources jaillissantes, possiblement en raison de la présence de nombreuses sources au pied des Monts toulonnais, seul endroit de toute une région largement dépourvue de ressources en eau potable,,.
En occitan provençal, on écrit Tolon [tuˈluⁿ] selon la norme classique ou Touloun [tuˈluⁿ] selon la norme mistralienne.

## Histoire

### Préhistoire et Antiquité

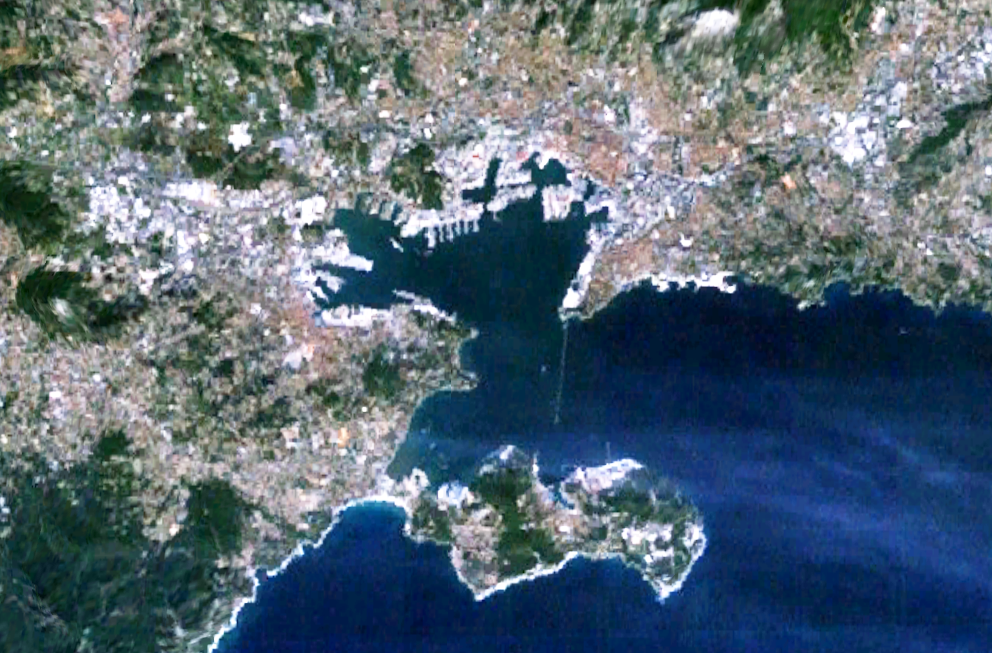
Vue satellite illustrant l'importance de la rade.

Avant la colonisation romaine, Toulon était un abri des navires grecs croisant entre Massalia et Olbia, et une pêcherie de murex, gros escargot de mer servant à teindre les toges. Exportation de la carme produite à partir d'une cochenille du chêne Kermès. Les Ligures (les plus anciennement installés), puis les Celtes, les Grecs et les Phéniciens de Carthage y commercèrent puis s'y affrontèrent, jusqu'à ce que les Massaliotes fassent appel à Rome, d'abord contre l'emprise de Carthage, (victorieuse contre les Massaliotes à la bataille d'Aléria en -545) puis contre les Celto-Ligures de l'arrière-pays.
À partir de -181, Marseille commence à faire appel aux armées de Rome, devenue la grande puissance méditerranéenne, pour l'aider à mettre fin aux pillages des Celto-Ligures et à défendre ses colonies. Rome, après plusieurs campagnes contre les Celto-Ligures qui attaquaient les liaisons de la route côtière et maritime, annexe finalement la région en l'an -120 avant notre ère (sauf le territoire de Massilia qui restera un allié indépendant et fidèle jusqu'à la guerre civile entre César et Pompée).
Sous la domination Romaine, « Telo » devient alors Telo Martius (de Martius : dieu latin de la guerre). Cette dénomination est équivalente à celle de Narbo (actuelle Narbonne) devenue Narbo Martius en -118. Ces deux ports de fondation concomitante seront donc deux escales militaires de Rome sur la côte gauloise, complétés plus tard par Fossæ Marianæ vers -104, à l'embouchure du Rhône (actuelle Fos-sur-Mer). La colonie romaine d'Aix-en-Provence est fondée concomitamment en -118. À l'époque impériale, Toulon suscite l'intérêt de Rome car la ville est un lieu de production du pourpre, extrait d'un coquillage appelé le murex.
Pline l'Ancien, amiral de la flotte de Misène (23 av. J.-C., 79 ap. J.-C.) attribue à la « Regio Camatulorum » ancien royaume des Camatuliciens (l'une des tribus des Celtoligures Saliens , les 1ers habitants nettement nommés de la Région toulonnaise) le front de mer qui s'étend du golfe de La Ciotat au golfe de Bormes, sans préciser les limites terrestres,.
Cette région devient ainsi la province de Gaule transalpine, appelée ensuite Gaule romaine, pour la distinguer de la Gaule non conquise (Gaule chevelue, Gaule belgique, Aquitaine) puis la province romaine de Narbonnaise. La zone occupée s'étend jusqu'à Tolosa (Toulouse) et jusqu'au Léman, créant une liaison terrestre entre les territoires romains en Espagne et en Gaule cisalpine (Italie du Nord, plaine du Pô). La colonie grecque de Massalia (Marseille) et son arrière-pays forment une enclave libre au sein de la Narbonnaise.
Telo Martius devient alors l'une des deux teintureries impériales de Gaule pour la pourpre, colorant naturel de couleur rouge, et de grande valeur financière, grâce à l'exploitation des murex et des cochenilles du chênes kermès, alors dominants sur son territoire.

### Moyen Âge

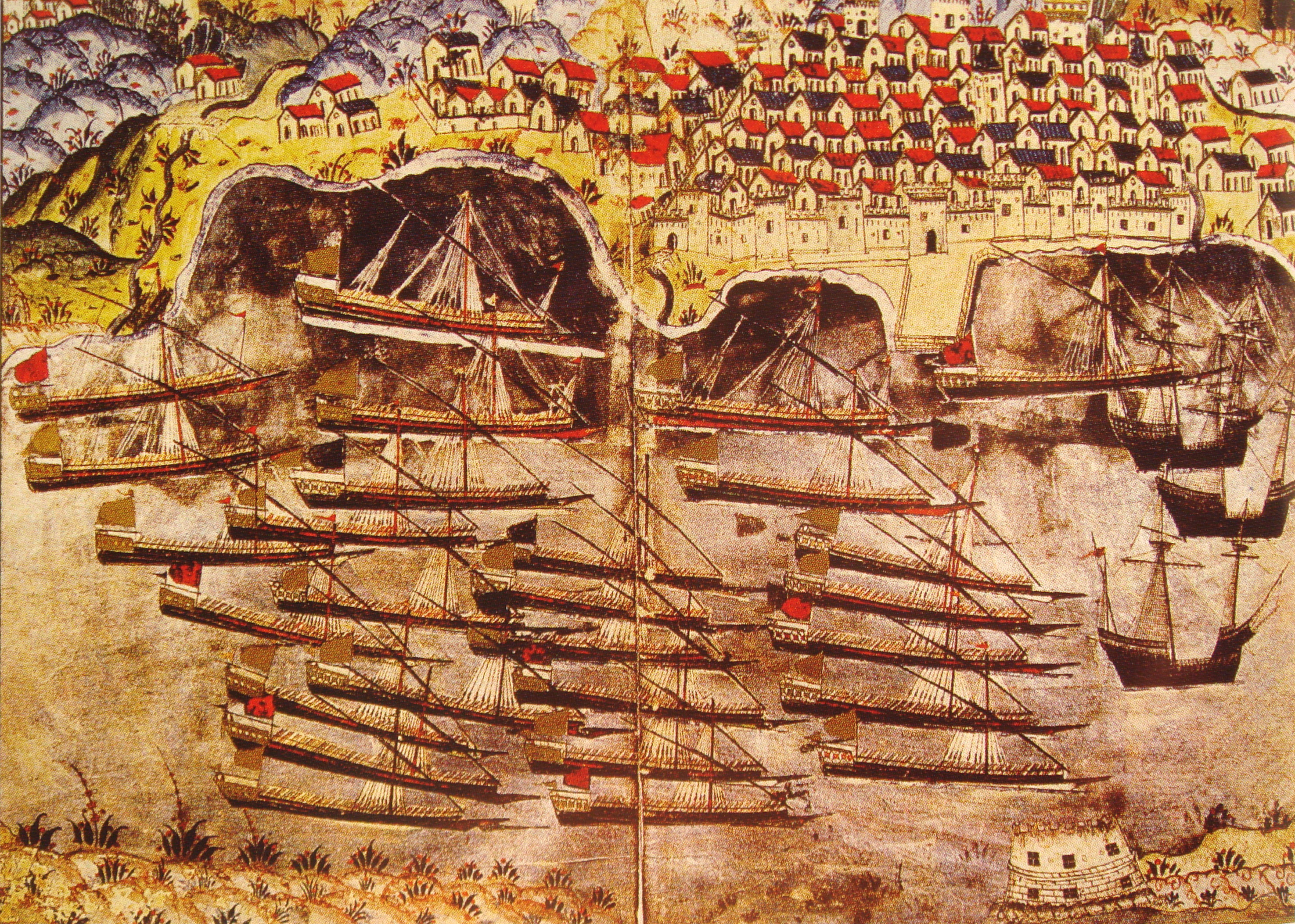
La flotte de Barberousse hiverne à Toulon en 1543.

Point de relâche des bateaux de commerce, Telo, puis Tholon, Tolon, Touloun s'attache à protéger ce site exceptionnel, fréquemment pillé par les pirates sarrasins (notamment en 1178 et 1197), mais aussi, en période de disette, base d'expéditions maritimes de rapine vers l'est ou le sud de la Méditerranée occidentale…
La mort de la reine Jeanne Ire ouvre une crise de succession à la tête du comté de Provence, les villes de l’Union d'Aix (1382-1387) soutenant Charles de Duras contre Louis Ier d'Anjou. Toulon fait partie de l’Union d’Aix, avant de faire promesse de reddition le 13 septembre 1387 à Marie de Blois, régente de Louis II d'Anjou, avant de conclure une trêve avec L’Isle-Saint-Geniès et le seigneur de Gémenos (décembre), puis de prêter hommage le 17 mars 1388.
Après l'association de la Provence à la France en 1486, Toulon devient un lieu de construction navale (sous Charles VIII) et sa rade est utilisée pour abriter des flottes militaires.

### Ancien Régime et Révolution

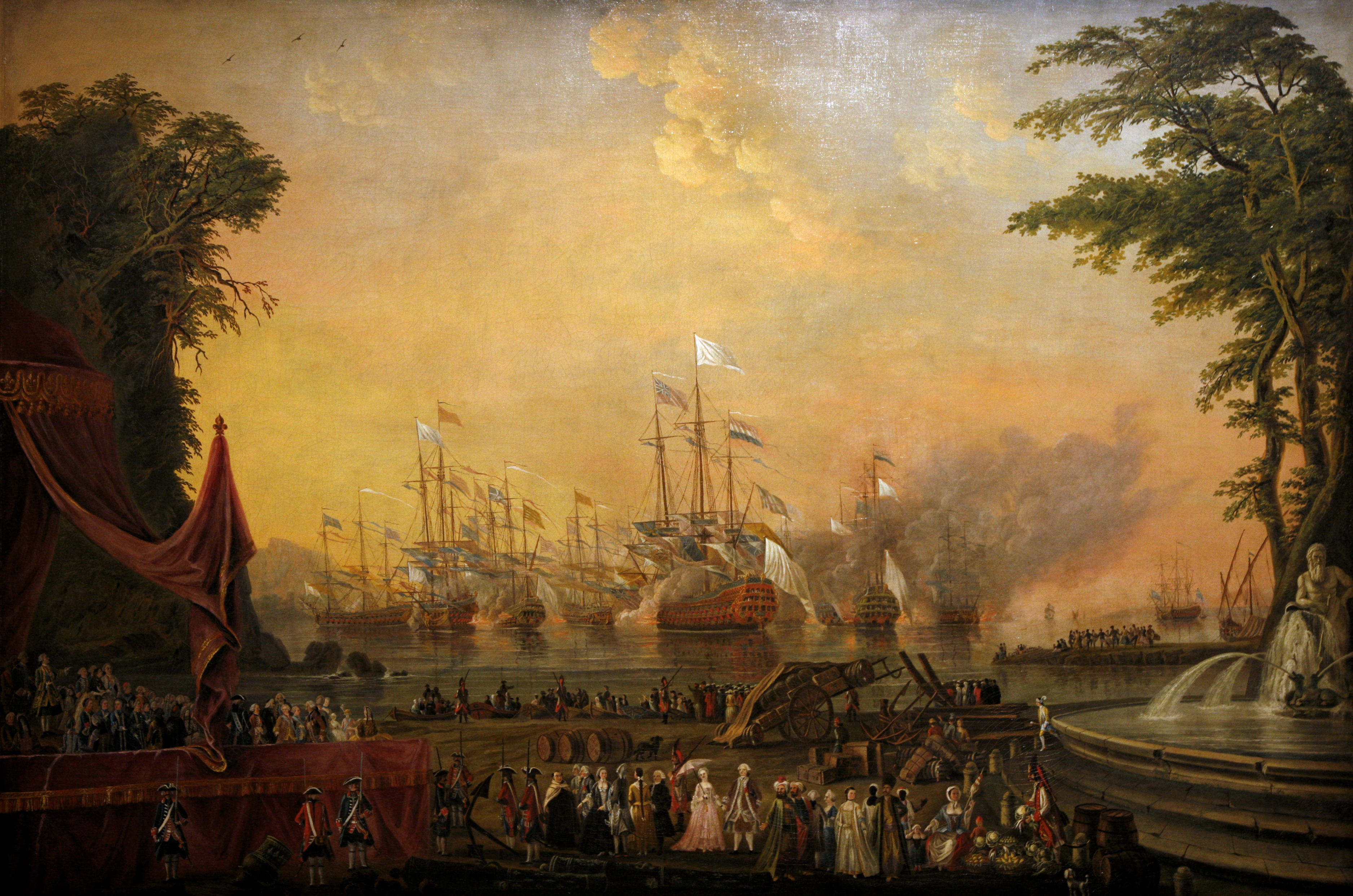
L'escadre de Toulon à la manœuvre en 1777, peu de temps avant le déclenchement de la guerre d'indépendance américaine.

Vauban fortifie la ville de Toulon qui reçoit l'escadre méditerranéenne de Louis XIV. Toulon est avec Brest, le seul port capable d'accueillir des grands vaisseaux de guerre aux XVIIe et XVIIIe siècles. Ces derniers, qui sont de plus en plus lourds à cause du poids de plus en plus élevé de leur artillerie, nécessitent des tirants d'eau de plus en plus importants, soit 7 m après 1680. Le site est même meilleur que celui de Brest sous dominante de vents d'ouest, ce qui rend difficile la sortie des escadres. Toulon n'a pas ce problème, mais la Méditerranée est une mer presque fermée, et en cas de guerre, l'escadre de Toulon doit contourner l'Espagne pour rejoindre celle de Brest, ce qui demande beaucoup de temps. Après 1704, s'ajoute le risque d'être repéré et attaqué par les forces anglaises de Gibraltar au moment du passage dans l'Atlantique, comme ce fut le cas en 1758 et 1759 lors de la guerre de Sept Ans.
Un bagne s'y installa, les condamnés dormant sur de vieux bateaux démâtés, et travaillant à terre dans la journée (tous n'étaient pas enchaînés); d'autres (soumis aux peines les plus sévères) étaient affectés aux chiourmes des galères royales, à la mortalité très élevée. En fin de peine, beaucoup restèrent dans la région.
En 1707, Victor-Amédée II de Savoie attaque la ville, bloquée par les navires de C. Showell, au mois de juillet et la flotte se saborde. La nuit entre le 22 et le 23 août les Savoyards se replient vers Nice.
Toulon était le lieu de départ et d'arrivée de la plupart des grandes expéditions militaires et coloniales françaises vers l'Afrique au cours de l'Ancien Régime et au XIXe siècle : par exemple, l'expédition d'Égypte, organisée par Najac et Vence, dirigée par Napoléon Bonaparte, partit de Toulon le 19 mai 1798. Bonaparte avait d'ailleurs gagné ses galons de général de brigade, le 22 décembre 1793, après le siège de Toulon et sa reconquête par les armées révolutionnaires. La ville avait été ouverte aux Anglais par la fraction royaliste de ses habitants. Elle allait être débaptisée par la Convention nationale qui, par décret du 4 nivôse an II (24 décembre 1793), stipulait : « Le nom infâme de Toulon est supprimé. Cette commune portera désormais le nom de Port-la-Montagne ».
La question s'est posée de savoir si Toulon avait été « punie de sa trahison » par le fait que le siège de la préfecture ne lui soit pas attribué en 1800, lors de la création du corps préfectoral. L'argument d'une rancune personnelle de Bonaparte envers les Toulonnais justifiant ce transfert n'est pas recevable : non seulement Toulon devait d'abord redevenir un grand port de guerre, mais encore les deux autres grands ports militaires français n'avaient pas reçu non plus, à cette même époque, le statut de préfecture. Ainsi Cherbourg n'était que sous-préfecture (la préfecture de la Manche étant attribuée à Saint-Lô), de même que Brest (la préfecture du Finistère revenant à Quimper). Que Toulon ne soit qu'une sous-préfecture n'était donc pas, en tant que tel, une aberration historique et administrative. Ce qui primait aux yeux de Napoléon était des considérations d’ordre militaire et logistique. De ce point de vue, Toulon était sans doute le meilleur port militaire de l’Empire. Le port était relativement difficile à bloquer par les escadres anglaises qui virent s’échapper, des escadres françaises, comme deux fois celle du vice-amiral Villeneuve en 1805, destinée à débloquer la Manche, mais encore celle du vice-amiral Ganteaume en 1808, ravitaillant Corfou, tout en rentrant dans le port sans être inquiétée par les Anglais. L’arsenal et les chantiers de Toulon lancèrent les vaisseaux de ligne au rythme le plus régulier, ce qui était favorisé par l’approvisionnement en bois de chêne disponible dans les forêts du bassin-versant du Rhône acheminé facilement depuis l’embouchure du fleuve, alors que Brest était difficile à approvisionner en bois. Toulon avait des conditions d’entraînement des équipages les meilleures par rapport aux autres ports français.

### Époque contemporaine (XIXe–XXesiècles)

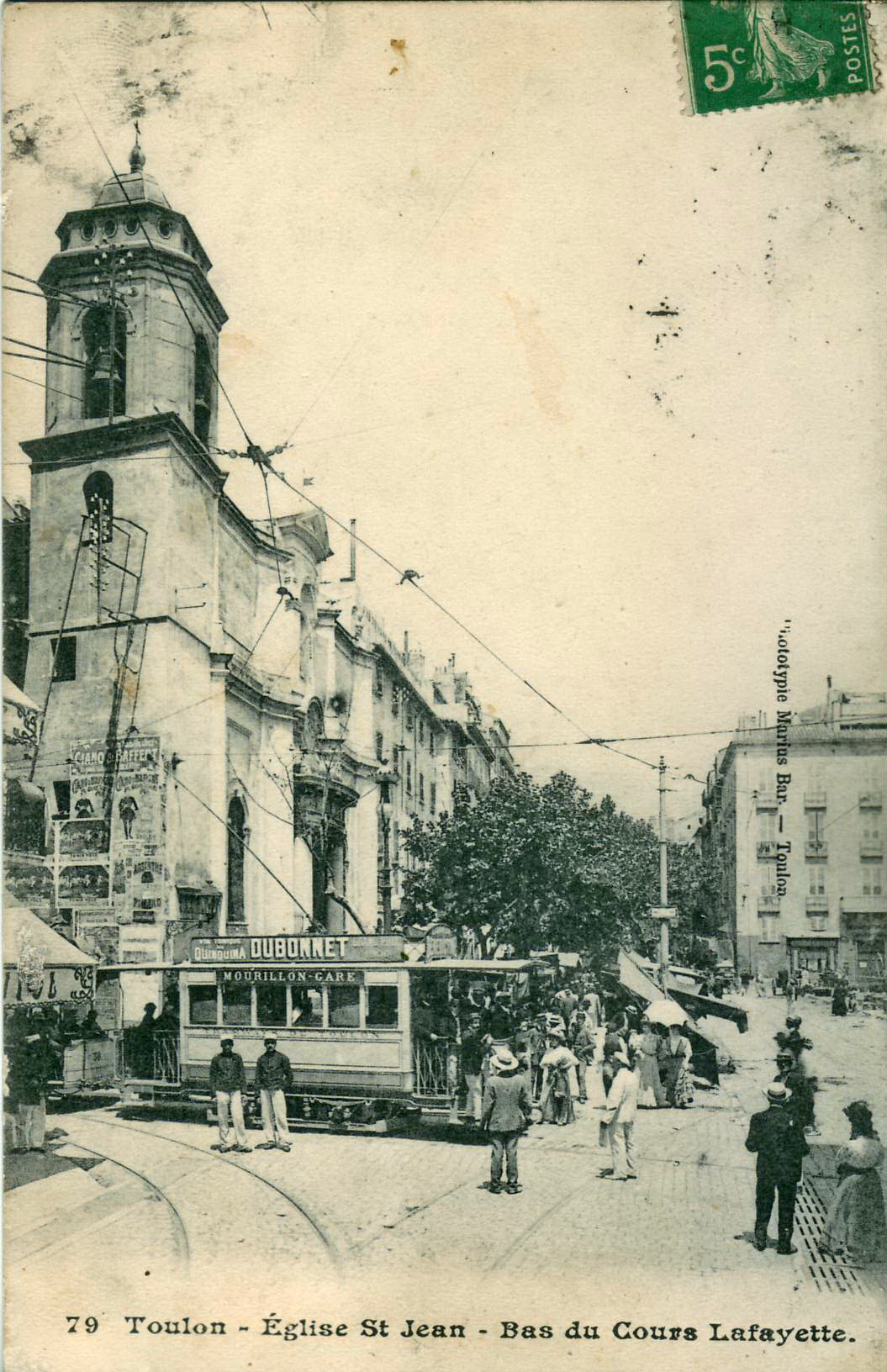
Une rame du tramway de Toulon, au bas du cours Lafayette, devant l'église Saint-Jean, au début du XXe siècle.

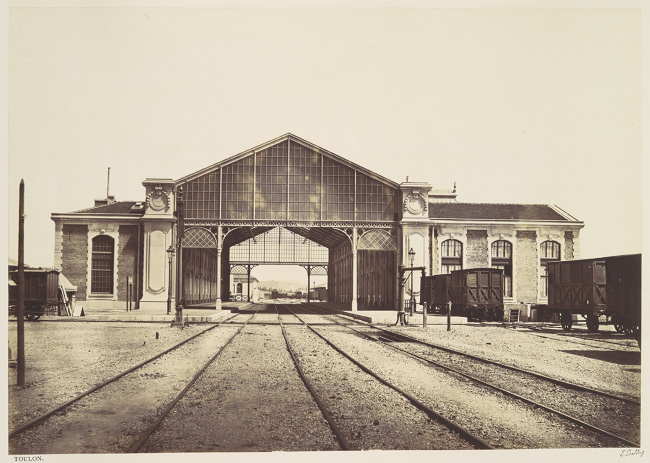
La gare de Toulon en 1859, photographiée par Édouard Baldus.

Durant le XIXe siècle, Toulon accueille une importante immigration italienne liée au développement industriel et naval, ainsi que de nombreux Corses.
Les permutations de la Marine nationale avec l'arsenal de Brest créent aussi une communauté bretonne.
Le port de Toulon vit des moments historiques lorsque l'escadre russe, commandée par l'amiral Avellan, rend visite à la flotte française pour sceller l'alliance franco-russe, alors que la France est auparavant isolée diplomatiquement. Cela donne lieu à de grandes festivités menées par le vice-amiral de Boissoudy, le vice-amiral Vignes et M. Ferrero, maire de Toulon.
En août 1935, un an avant le règne du Front populaire, de violents soulèvements des ouvriers des chantiers navals de Toulon s'opposaient à la politique d'austérité. Cela a entraîné un grand nombre de morts et de blessés ; l'état d'urgence a été imposé.

#### Seconde Guerre mondiale

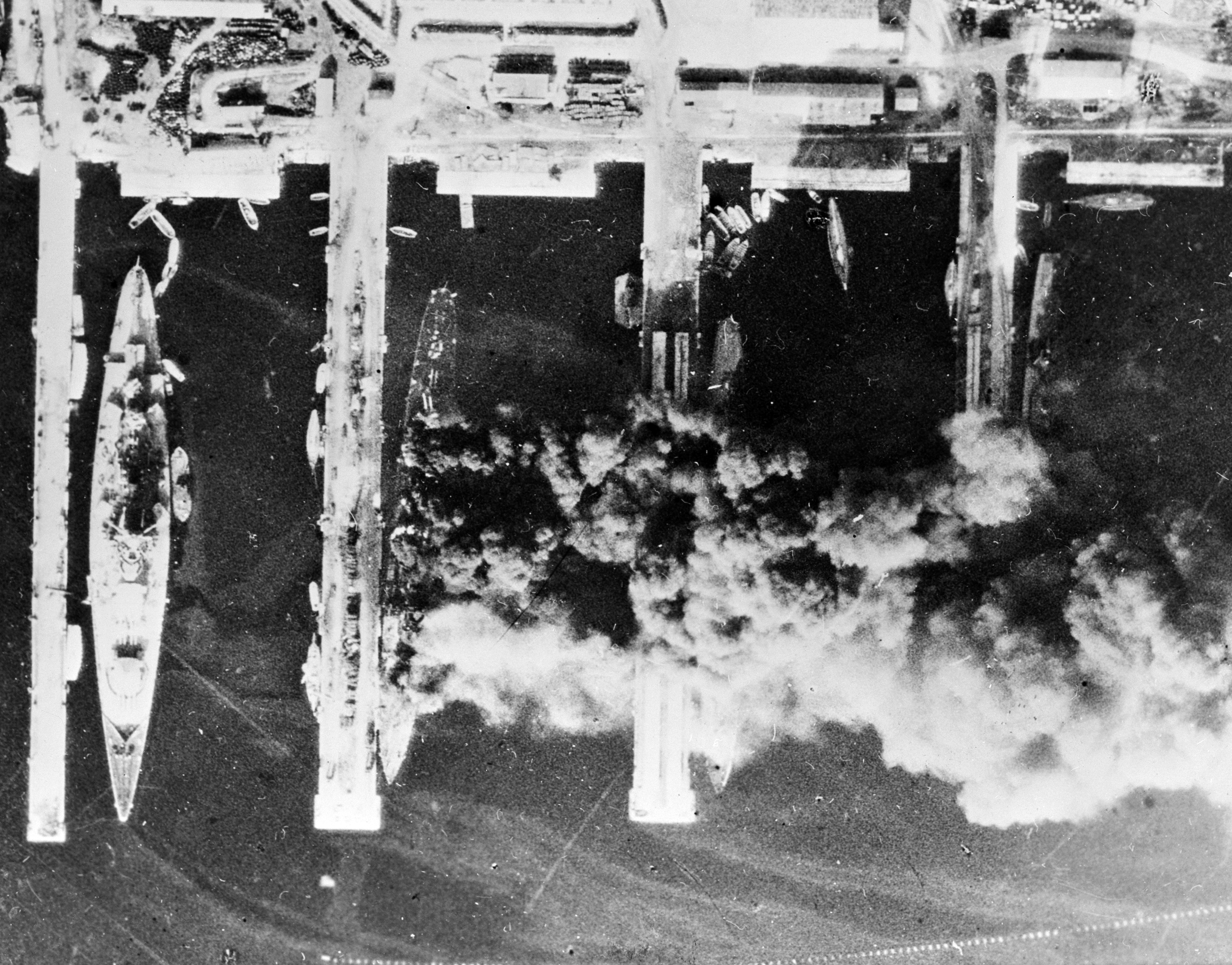
Sabordage de la flotte française à Toulon en 1942.

La ville est bombardée le 13 juin 1940 par la Regia Aeronautica italienne. En raison des conditions météorologiques défavorables, peu de dégâts seront toutefois infligés au port aux infrastructures.
Sévèrement éprouvée lors de la Seconde Guerre mondiale (sabordage de la flotte le 27 novembre 1942 veille de l'occupation allemande, bombardements américains du 24 novembre 1943), Toulon est libérée le 27 août 1944 par des unités de la 1re division de marche d’infanterie (1re DMI), de la 9e division d'infanterie coloniale (9e DIC), de la 3e division d'infanterie algérienne (3e DIA) et de la 1re division blindée (1re DB) de l'armée B. Les forces étaient composées d'Européens d'Afrique du Nord et de métropole, de Maghrébins (principalement 3e RTA) et de tirailleurs sénégalais. L'ensemble des forces militaires françaises est commandé par le général de Lattre de Tassigny,.
La commune a été décorée, le 11 novembre 1948, de la Croix de guerre 1939-1945 avec palme de bronze.

#### De 1945 à 2000
Après la guerre, le port ravagé est à reconstruire, ainsi que beaucoup de logements détruits ; de plus, à la fin de la guerre d'Algérie, l'afflux des pieds-noirs revenus d'Algérie nécessite la construction rapide de nouveaux logements : autour de la vieille ville, qui se dégrade, s'élèvent alors de nouveaux quartiers de logements collectifs. Le « Petit Chicago » fut après la Seconde Guerre mondiale le surnom d'un quartier malfamé situé au bas de la vieille ville, juste à la sortie de la porte principale de l’arsenal. Ce surnom fut donné par les pêcheurs, ce qui contribua largement à asseoir la mauvaise réputation de la ville dans les années 1950.
Le quartier est tenu par le crime organisé dont les figures emblématiques sont Jean-Louis Fargette — un truand assassiné en 1993 — et Maurice Arreckx. Ce dernier est maire de Toulon de 1959 à 1985, puis président du conseil général du Var de 1985 à 1994 et sénateur de 1986 à 1995. « Au début de leur carrière dans le grand banditisme, Fargette et ses hommes de main se livraient aux activités traditionnelles du milieu, comme le racket des bistrots, qu’ils incendiaient lorsqu’on ne les payait pas, relate François Trucy, maire de la ville de 1985 à 1995. Ensuite, Fargette est passé à la construction et aux affaires immobilières, en s’associant avec mon prédécesseur, Maurice Arreckx. »
Les journalistes Simon Fontvieille et Jean-Baptiste Malet relèvent qu'« ensemble, l’élu et le truand règnent sur Toulon durant plus de deux décennies. Ils bouleversent la physionomie de la ville en faisant construire d’immenses verrues de béton et tissent des réseaux d’allégeance clientélistes. Lors des législatives de 1978, Arreckx place Fargette à la tête d’une officine électorale et lui demande d’assurer la sécurité des meetings de son parti, l’Union pour la démocratie française (UDF). Lorsque le premier ministre Raymond Barre se rend à Toulon afin de soutenir les candidats UDF, c’est Fargette, alors fiché au grand banditisme, qui monte à la tribune pour prononcer le discours de bienvenue…»
La ville retrouve son statut de préfecture en décembre 1974. À partir des années 1970 Toulon connait une forte déprise économique et sociale, et doit faire face à divers problèmes. Un taux de chômage élevé, un développement de la délinquance notamment dans le centre-ville en plein délabrement, une saturation du trafic routier lié à la mauvaise desserte autoroutière de l'agglomération, une gestion affairiste de la ville, notamment sous le mandat du maire Maurice Arreckx, contribuent à la victoire du Front national aux élections municipales de 1995, gouvernant la ville jusqu'en 2001.

### XXIesiècle: une mutation inévitable
En ce début de XXIe siècle, Toulon cherche à améliorer son image et à s'affirmer comme une véritable métropole régionale, à travers une revalorisation de son centre ancien, une amélioration des infrastructures de communication, et un développement économique.
En 2001, le maire sortant et ex-frontiste Jean-Marie Le Chevallier est battu à l'issue du premier tour des élections municipales par celui qui sera le premier magistrat de Toulon, Hubert Falco. Ce dernier commence par la réduction des charges de la ville, endettée à l'époque à hauteur de 214 millions d'euros, et la réhabilitation de Toulon, et en particulier du centre ancien. Il met également en place avec onze communes voisines la Communauté d'agglomération Toulon Provence Méditerranée le 1er janvier 2002 pour porter les grands projets de la métropole toulonnaise.
En décembre 2009, Toulon reçoit la Marianne d'or du développement durable pour son engagement dans des actions innovantes et modernes qui participent au développement local de la commune. Au printemps 2014, la ville voit l'ouvrage du tunnel de Toulon s'achever après environ 50 ans d'attente.

## Politique et administration

### Tendances politiques et résultats
Malgré la tradition ouvrière toulonnaise, qui a fait de la ville un bastion du Socialisme utopique au XIXe siècle, avec notamment Flora Tristan, Toulon incarne l'image d'une « ville de droite » depuis plusieurs décennies. En effet, après l'élection en 1959 de Maurice Arreckx membre de l'UDF, les maires qui lui ont succédé se sont pour la plupart réclamés d'une sensibilité conservatrice, voire ouvertement opposée dans le cas du Front national, connaissant parfois de véritables raz-de-marée électoraux comme Hubert Falco, réélu au premier tour en 2014 avec 59,26 % des suffrages exprimés.
À l’élection présidentielle française de 2007, le premier tour a vu arriver en tête Nicolas Sarkozy avec 38,24 %, soit 32 769 voix, suivi de Ségolène Royal avec 20,88 %, soit 17 892 voix, suivi de François Bayrou avec 15,63 %, soit 13 396 voix, et enfin de Jean-Marie Le Pen avec 13,53 %, soit 11 598 voix, aucun autre candidat ne dépasse le seuil des 5 %. Au second tour, les électeurs ont voté à 62,77 %, soit 53 162 voix, pour Nicolas Sarkozy contre 37,23 %, soit 31 536 voix, pour Ségolène Royal. Pour cette élection présidentielle, le taux de participation a été très élevé. On compte alors 107 452 inscrits sur les listes électorales toulonnaises. 81,86 %, soit 87 961 électeurs, ont participé aux votes, le taux d’abstention fut de 18,14 %, soit 19 491 électeurs, 3,71 %, soit 3 263 électeurs, ont effectué un vote blanc ou nul et enfin 84 698 suffrages, soit 96,29 %, ont été exprimés.
L’administration d'Hubert Falco bénéficie d'un fort soutien dans plusieurs franges de la population — les militaires, les personnes âgées, les pieds-noirs — et peut compter sur le soutien de réseaux d’allégeance clientélistes. Les journalistes Simon Fontvieille et Jean-Baptiste Malet indiquent dans une enquête que « lorsque le recours au clientélisme ne suffit pas, il reste la méthode forte : le bourrage d’urne. » Les cahiers d'émargement des bureaux de vote où Hubert Falco et son équipe réalisent leurs meilleurs résultats comportent les signatures de personnes mortes ou emprisonnées. Selon eux : « Des repentis du milieu toulonnais nous ont expliqué que, dans la ville, la fraude électorale était traditionnellement plus discrète : il s’agissait de remplacer quelques dizaines de bulletins d’un candidat par ceux d’un autre lors du dépouillement, afin que la manipulation demeure indécelable une fois les bulletins expédiés à la préfecture du Var. »

#### Résultats des élections récentes
| Scrutin              | 1er tour | 1er tour | 1er tour | 1er tour | 1er tour | 1er tour | 1er tour | 1er tour | 1er tour | 1er tour | 1er tour   | 1er tour | 2d tour                  | 2d tour                  | 2d tour                  | 2d tour                  | 2d tour                  | 2d tour                  |
| Scrutin              | 1er      | 1er      | %        | 2e       | 2e       | %        | 3e       | 3e       | %        | 4e       | 4e         | %        | 1er                      | 1er                      | %                        | 2e                       | 2e                       | %                        |
| -------------------- | -------- | -------- | -------- | -------- | -------- | -------- | -------- | -------- | -------- | -------- | ---------- | -------- | ------------------------ | ------------------------ | ------------------------ | ------------------------ | ------------------------ | ------------------------ |
| Municipales 2014     |          | UMP      | 59,26    |          | FN       | 20,47    |          | PS       | 10,11    |          | FG-PCF-POC | 4,01     | Victoire au premier tour | Victoire au premier tour | Victoire au premier tour | Victoire au premier tour | Victoire au premier tour | Victoire au premier tour |
| Européennes 2014     |          | FN       | 31,01    |          | UMP      | 27,23    |          | PS       | 9,75     |          | UDI-Modem  | 7,56     | Tour unique              | Tour unique              | Tour unique              | Tour unique              | Tour unique              | Tour unique              |
| Régionales 2015      |          | FN       | 38,55    |          | LR       | 32,38    |          | PS       | 14,52    |          | EELV       | 4,76     |                          | LR                       | 58,18                    |                          | FN                       | 41,82                    |
| Présidentielles 2017 |          | FN       | 27,30    |          | LR       | 23,60    |          | LREM     | 19,08    |          | LFI        | 17,84    |                          | LREM                     | 55,96                    |                          | FN                       | 44,04                    |
| Européennes 2019     |          | RN       | 30,71    |          | LREM     | 21,08    |          | UDC      | 10,65    |          | EELV       | 9,21     | Tour unique              | Tour unique              | Tour unique              | Tour unique              | Tour unique              | Tour unique              |
| Municipales 2020     |          | LR       | 61,39    |          | RN       | 14,99    |          | EELV     | 9,12     |          | LREM       | 7,32     | Victoire au premier tour | Victoire au premier tour | Victoire au premier tour | Victoire au premier tour | Victoire au premier tour | Victoire au premier tour |
| Régionales 2021      |          | LR       | 38,67    |          | RN       | 36,46    |          | EELV     | 12,10    |          | CÉ         | 4,50     |                          | LR                       | 59,89                    |                          | RN                       | 40,11                    |
| Présidentielles 2022 |          | RN       | 25,28    |          | LREM     | 24,21    |          | LFI      | 19,62    |          | REC        | 13,68    |                          | LREM                     | 50,43                    |                          | RN                       | 49,57                    |
| Européennes 2024     |          | RN       | 36,82    |          | LREM     | 13,01    |          | PS-PP    | 10,19    |          | LFI        | 9,83     | Tour unique              | Tour unique              | Tour unique              | Tour unique              | Tour unique              | Tour unique              |

### Liste des maires
Les pouvoirs réglementaire, exécutif et judiciaire dans la cité sont exercés pour la première fois par Guillaume Martin nommé consul jusqu'en 1284. Les consuls furent élus jusqu'en 1313 remplacé par le conseil exécutif en 1315 et par son premier représentant Guillem de Saint-Pierre. Ces derniers perdurèrent jusqu'en 1381 avec l'élection de syndics annuels établis jusqu'en 1523. L'année suivante des consuls annuels sont nommés au sein de la ville jusqu'en 1691, apparurent par la suite les maires consuls jusqu'en 1790.
Au début de la Révolution, la commune est administrée par un maire élu, jusqu'à la reprise de la ville par les troupes républicaines, après un intermède exercé par les généraux, commandants de la place, la ville est gérée pendant six ans, par une commission municipale, ayant à sa tête un président désigné pour une période d'un mois, jusqu'à la reprise en main de l'administration française, par Bonaparte. En 1800, le premier maire de Toulon, Joseph Jacques François Martelly-Chautard (1734-1810), brigadier des armées navales, est nommé sous le régime de la loi municipale du 28 pluviôse an VIII (16 février 1800), par le Premier consul et installé le 26 messidor an VIII (15 juillet 1800), après avoir prêté le serment de fidélité à la Constitution. Hubert Falco est maire entre 2001 (réélu en 2008, 2014 et 2020) et le 14 avril 2023.
| Nom | Nom                      | Nom             | Dates du mandat | Dates du mandat | Parti             |
| --- | ------------------------ | --------------- | --------------- | --------------- | ----------------- |
| 10  | Franck Arnal             |                 | 1944            | 1945            | SFIO              |
| 11  | Jean Bartolini           |                 | 1945            | 1947            | PCF               |
| 12  | Paul Baylon              |                 | 1947            | 1948            | RPF               |
| 13  | Louis Puy                |                 | 1948            | 1953            | RPF               |
| 14  | Édouard Le Bellégou      |                 | 1953            | 1955            | SFIO              |
| 15  | Célestin Forno           |                 | 1955            | 1955            | SE                |
| 16  | Édouard Le Bellégou      |                 | 1955            | 1959            | SFIO              |
| 17  | Maurice Arreckx          | Maurice Arreckx | 1959            | 1985            | UNR → RI → UDF-PR |
| 18  | François Trucy           | François Trucy  | 1985            | 1995            | UDF-PR            |
| 19  | Jean-Marie Le Chevallier |                 | 1995            | 2001            | FN                |
| 20  | Hubert Falco             | Hubert Falco    | 2001            | 19 avril 2023   | LR → DVD → HOR    |
| 21  | Josée Massi              |                 | 3 mai 2023      | En cours        | SE                |

### Budget et fiscalité 2020
En 2020, le budget de la commune était constitué ainsi :
- total des produits de fonctionnement : 218 559 000 €, soit 1 258 € par habitant ;
- total des charges de fonctionnement : 187 552 000 €, soit 1 079 € par habitant ;
- total des ressources d'investissement : 82 019 000 €, soit 472 € par habitant ;
- total des emplois d'investissement : 70 873 000 €, soit 408 € par habitant ;
- endettement : 70 239 000 €, soit 404 € par habitant.

Avec les taux de fiscalité suivants :
- taxe d'habitation : 19,35 % ;
- taxe foncière sur les propriétés bâties : 23,90 % ;
- taxe foncière sur les propriétés non bâties : 29,97 % ;
- taxe additionnelle à la taxe foncière sur les propriétés non bâties : 0,00 % ;
- cotisation foncière des entreprises : 0,00 %.

Chiffres clés Revenus et pauvreté des ménages en 2018 : médiane en 2018 du revenu disponible, par unité de consommation : 19 750 €.

### Les cantons
La ville de Toulon est divisée en neuf cantons de 1997 à 2015, puis quatre à partir de 2015. À la suite des dernières élections départementales de juin 2021, ces quatre cantons sont conservés par la droite :

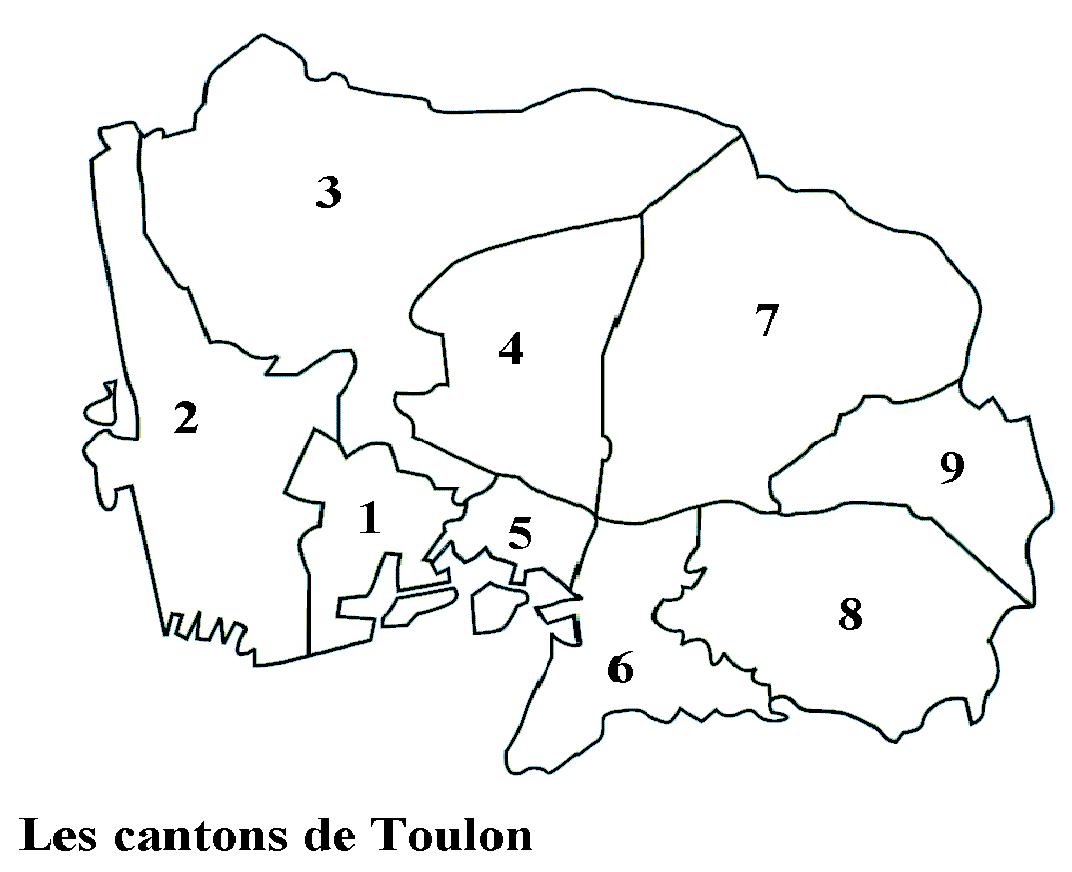
Le découpage des cantons de Toulon avant 2015.

### Les circonscriptions
Toulon est divisé en deux circonscriptions législatives :
- 1re circonscription du Var (anciens cantons de Toulon 1, 5, 6 et 8), députée :  Yannick Chenevard  (LR) ;
- 2e circonscription du Var (dont les anciens cantons de Toulon 2, 3, 4, 7 et 9), députée :  Laure Lavalette (RN).

### Intercommunalité

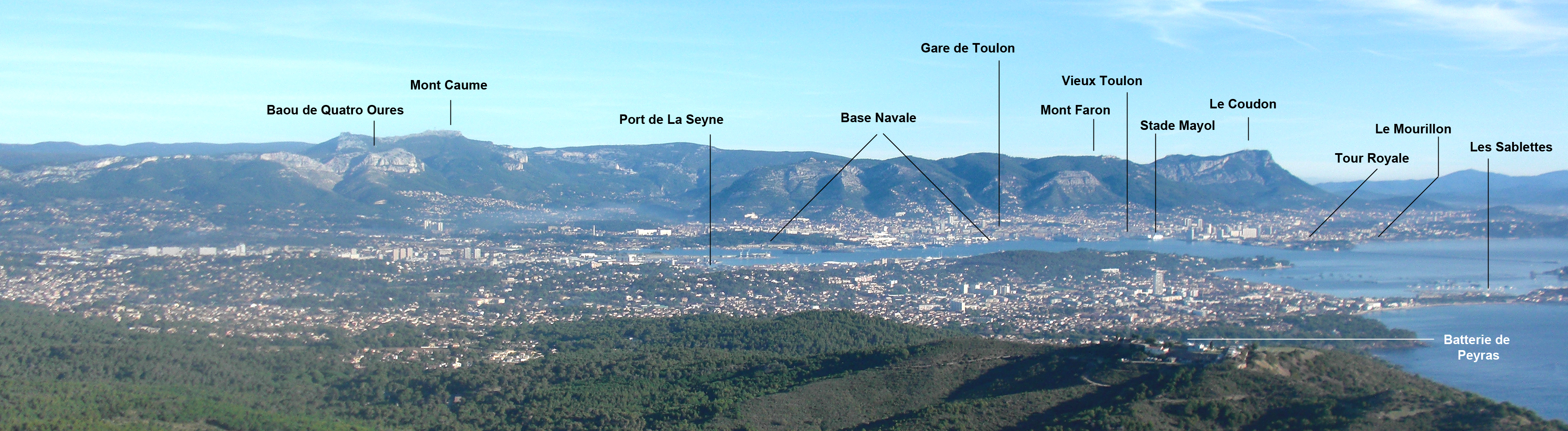
Les principaux lieux de l'agglomération toulonnaise.

Toulon appartient à la Métropole Toulon-Provence-Méditerranée, qui rassemble douze communes et 434 409 habitants en 2013 soit 41 % de la population du département du Var. Le SCoT Provence Méditerranée (schéma de cohérence territoriale), créé en 2002, regroupe 32 communes. Sa population est évaluée à 438 985 habitants en 2018.

### Jumelages
| Ville | Ville     | Pays | Pays       | Période                     |
| ----- | --------- | ---- | ---------- | --------------------------- |
|       | Herzliya  |      | Israël     | depuis 1989                 |
|       | Kronstadt |      | Russie     | depuis le 26 septembre 1996 |
|       | La Spezia |      | Italie     | depuis le 25 octobre 1958   |
|       | Mannheim, |      | Allemagne  | depuis le 25 octobre 1958   |
|       | Norfolk   |      | États-Unis | depuis le 21 décembre 1988  |

## Population et société

### Démographie

#### Évolution démographique
L'évolution du nombre d'habitants est connue à travers les recensements de la population effectués dans la commune depuis 1793. Pour les communes de plus de 10 000 habitants les recensements ont lieu chaque année à la suite d'une enquête par sondage auprès d'un échantillon d'adresses représentant 8 % de leurs logements, contrairement aux autres communes qui ont un recensement réel tous les cinq ans,.

En 2022, la commune comptait 180 834 habitants, en évolution de +6,6 % par rapport à 2016 (Var : +4,98 %, France hors Mayotte : +2,11 %).
| 1793   | 1800   | 1806   | 1821   | 1831   | 1836   | 1841   | 1846   | 1851   |
| ------ | ------ | ------ | ------ | ------ | ------ | ------ | ------ | ------ |
| 19 000 | 22 000 | 28 170 | 30 798 | 33 885 | 35 322 | 45 449 | 62 941 | 69 474 |

| 1856   | 1861   | 1866   | 1872   | 1876   | 1881   | 1886   | 1891   | 1896   |
| ------ | ------ | ------ | ------ | ------ | ------ | ------ | ------ | ------ |
| 83 705 | 84 601 | 77 126 | 74 800 | 70 509 | 70 103 | 70 122 | 77 747 | 95 276 |

| 1901    | 1906    | 1911    | 1921    | 1926    | 1931    | 1936    | 1946    | 1954    |
| ------- | ------- | ------- | ------- | ------- | ------- | ------- | ------- | ------- |
| 101 602 | 103 549 | 104 582 | 106 331 | 115 120 | 133 263 | 150 310 | 125 742 | 141 117 |

| 1962    | 1968    | 1975    | 1982    | 1990    | 1999    | 2006    | 2011    | 2016    |
| ------- | ------- | ------- | ------- | ------- | ------- | ------- | ------- | ------- |
| 161 786 | 174 746 | 181 801 | 179 423 | 167 619 | 160 639 | 167 816 | 163 974 | 169 634 |

| 2021    | 2022    | - | - | - | - | - | - | - |
| ------- | ------- | - | - | - | - | - | - | - |
| 180 452 | 180 834 | - | - | - | - | - | - | - |

Au XVIe siècle, la ville ne compte qu'un millier d'habitants.
Comme dans l’ensemble de la région, les personnes âgées du Var sont peu nombreuses à vivre en maisons de retraite : seuls 8 % des aînés de 75 ans et plus sont hébergés dans des établissements. Sur les 24 000 bénéficiaires de l’Allocation personnalisée d’autonomie (APA) du département, seuls 28 % reçoivent l’APA en établissement. Cependant 15,5 % des allocataires de l’APA à domicile sont fortement dépendants.

#### Pyramide des âges
La population de la commune est plus jeune que celle du département.
En 2020, le taux de personnes d'un âge inférieur à 30 ans s'élève à 33,5 %, soit au-dessus de la moyenne départementale (29,9 %). À l'inverse, le taux de personnes d'âge supérieur à 60 ans est de 29,1 % la même année, alors qu'il est de 33,1 % au niveau départemental.
En 2020, la commune comptait 85 462 hommes pour 94 197 femmes, soit un taux de 52,43 % de femmes, légèrement supérieur au taux départemental (51,99 %).
Les pyramides des âges de la commune et du département s'établissent comme suit.
| Hommes | Classe d’âge | Femmes |
| ------ | ------------ | ------ |
| 0,9    | 90 ou +      | 2,5    |
| 8,3    | 75-89 ans    | 11,9   |
| 16,4   | 60-74 ans    | 17,9   |
| 18,9   | 45-59 ans    | 18,6   |
| 19,3   | 30-44 ans    | 18     |
| 18,5   | 15-29 ans    | 16,2   |
| 17,6   | 0-14 ans     | 14,9   |

| Hommes | Classe d’âge | Femmes |
| ------ | ------------ | ------ |
| 1      | 90 ou +      | 2,3    |
| 10,1   | 75-89 ans    | 12,6   |
| 19,7   | 60-74 ans    | 21     |
| 20     | 45-59 ans    | 19,9   |
| 17,3   | 30-44 ans    | 16,7   |
| 15,4   | 15-29 ans    | 13,2   |
| 16,4   | 0-14 ans     | 14,3   |

### Enseignement
Les établissements d'enseignement de la ville de Toulon relèvent de l'académie de Nice, qui regroupe les départements du Var et des Alpes-Maritimes.

#### Enseignement primaire et secondaire
Toulon possède 45 écoles élémentaires publiques, 41 écoles maternelles publiques, 10 écoles spécialisées. La ville compte également 10 collèges, 8 lycées d'enseignement général ou technologique (3 publics et 5 privés) et 5 lycées professionnels (4 publics et 1 privé). En 2009, selon le magazine L'Express, le cours Fénelon a été classé parmi l'un des vingt meilleurs lycées de France. En 2015, à la suite de la réforme de l'éducation prioritaire, le collège Peiresc et le collège Pierre-Puget sont classés REP (réseaux d'éducation prioritaires), et les collèges La Marquisanne et Maurice-Genevoix sont classés REP+.

#### Enseignement supérieur

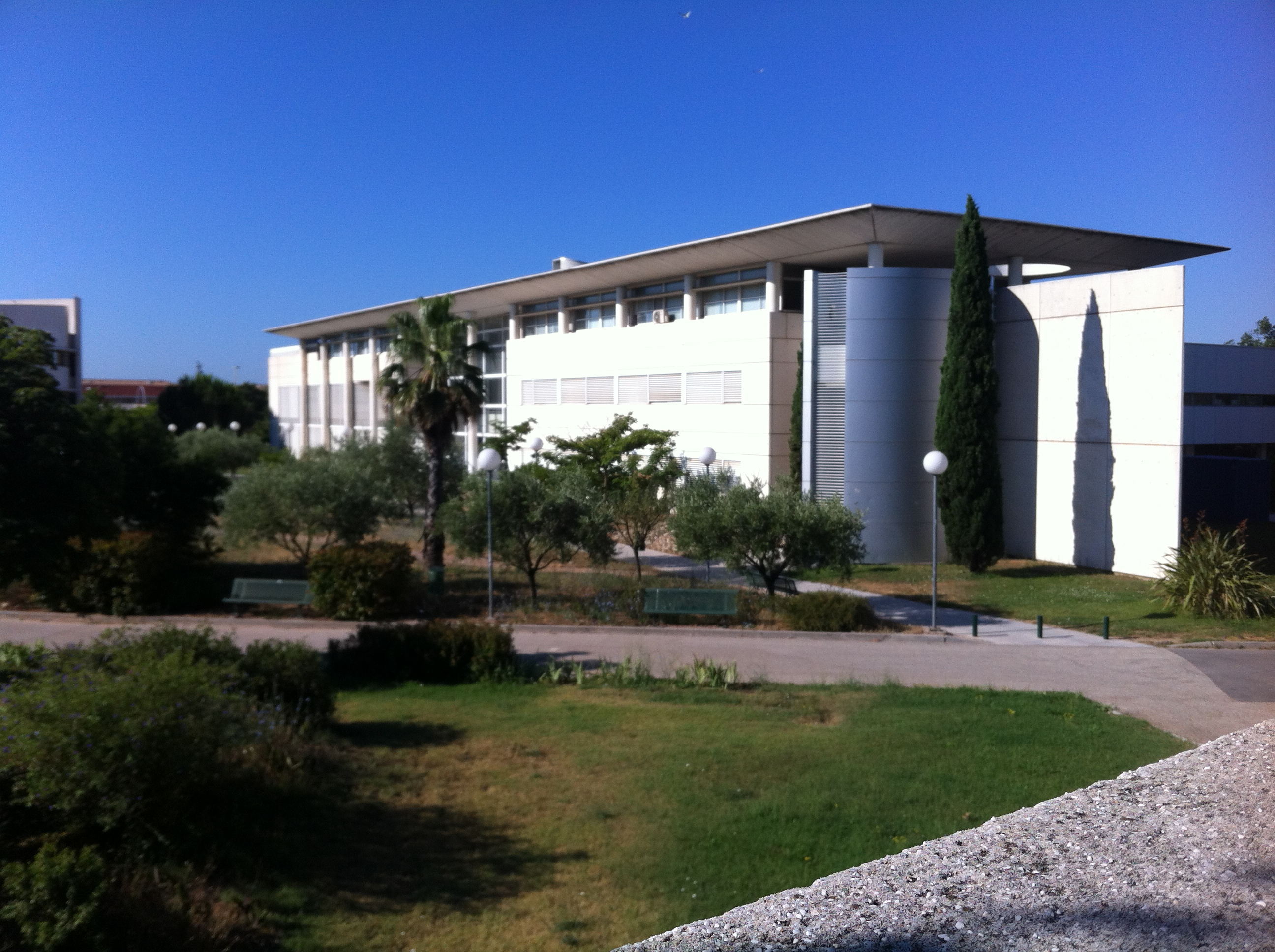
Un bâtiment de l'université.

L'université de Toulon existe depuis 1968. Ses sites principaux sont constitués par le campus de La Garde, situé à environ 10 km à l'est de Toulon (UFR lettres et sciences humaines, UFR sciences et techniques, UFR STAPS, IUT) et par le campus de Toulon, qui regroupe l'UFR Droit, l'UFR sciences économiques et de gestion, l'UFR Ingémédia (sciences de l'information et de la communication) et l'Institut d'administration des entreprises (IAE) dans un nouveau pôle universitaire inauguré en octobre 2014. Elle comporte près de 12 000 étudiants. Toulon possède aussi 2 écoles d'ingénieurs : l'Institut supérieur de l'électronique et du numérique (ISEN Méditerranée) et l’École Seatech, née de la fusion de l'Institut des sciences de l'ingénieur de Toulon et du Var (ISITV) et de Supméca Toulon. Des classes préparatoires aux grandes écoles de filières scientifiques, économiques et littéraires sont aussi présentes aux lycées Dumont-d'Urville et Rouvière (filière scientifique uniquement).

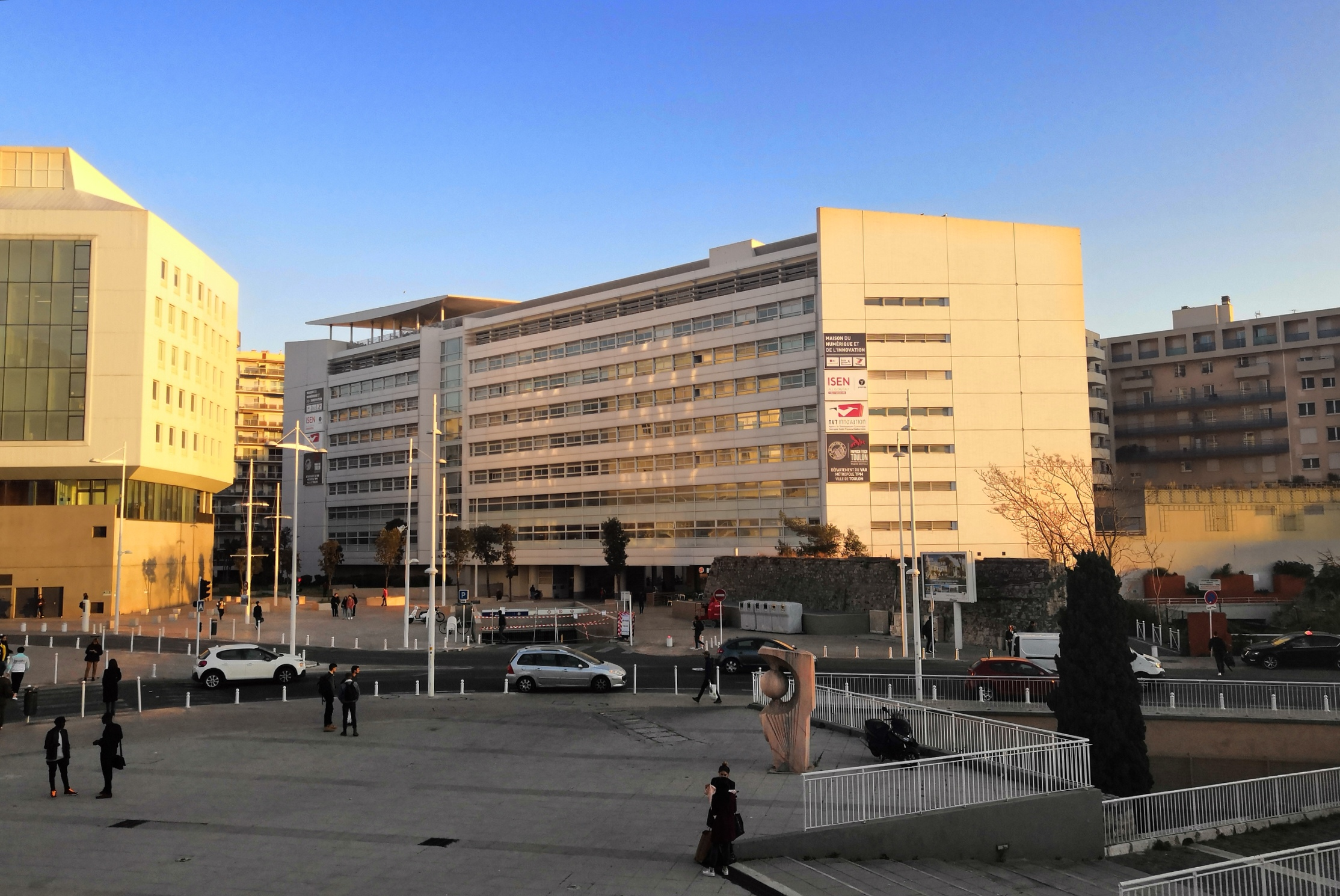
Campus étudiant du centre-ville.

Le nouvel écoquartier Chalucet ("quartier de la Créativité et de la Connaissance") réunit à la fois l’entreprenariat (pépinière d'entreprises du numérique), la recherche (le palais de la connaissance et de l'industrie créative), le monde universitaire (Kedge Business School, École supérieure d'art et de design Toulon Provence Méditerranée, École Camondo), les étudiants, les acteurs culturels (une médiathèque) et les familles de résidents afin de créer une dynamique économique et culturelle dans la haute ville.

### Santé
Quelques hôpitaux sont implantés dans Toulon, dont le premier d'entre eux situé sur la place du Théâtre, daté du XIIe siècle.
Il faut attendre le XXe siècle pour voir éclore le second hôpital, l'hôpital Font-Pré (1963). Aujourd'hui l'hôpital Font-Pré et Chalucet, remplacés par l'hôpital Sainte-Musse depuis le 12 mars 2012, font partie du centre hospitalier intercommunal Toulon La Seyne-sur-Mer qui regroupe deux autres hôpitaux de l'agglomération toulonnaise : l'hôpital George-Sand à La Seyne-sur-Mer et l'hôpital Georges-Clemenceau à La Garde.
Depuis 1910, Toulon dispose du côté nord de la ville de l'hôpital d'instruction des armées Sainte-Anne.
La ville dispose aussi d'établissements de santé privés comme l'hôpital privé Toulon-Hyères (sites de Toulon-Saint Roch, Toulon-Saint-Jean du Var et Hyères-Sainte Marguerite) ou encore la clinique Saint-Michel-et-Saint-Vincent.
Plus récemment, il y a l'hôpital Sainte-Musse à Toulon, il constitue un établissement pivot pour l’ensemble du territoire de santé desservant les habitants de la grande agglomération toulonnaise.

### Sports

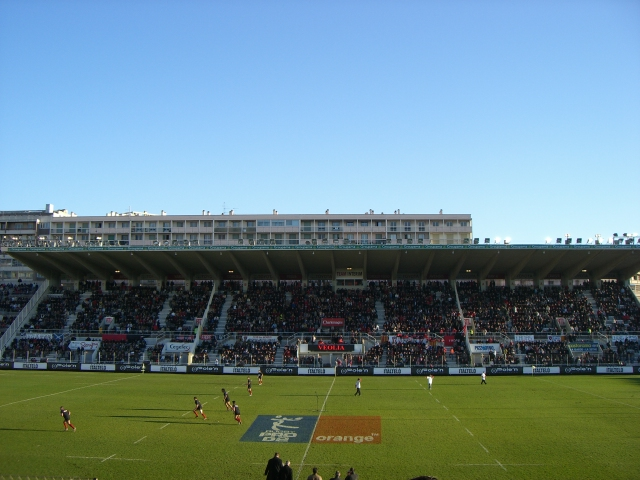
Le stade Mayol en 2007.

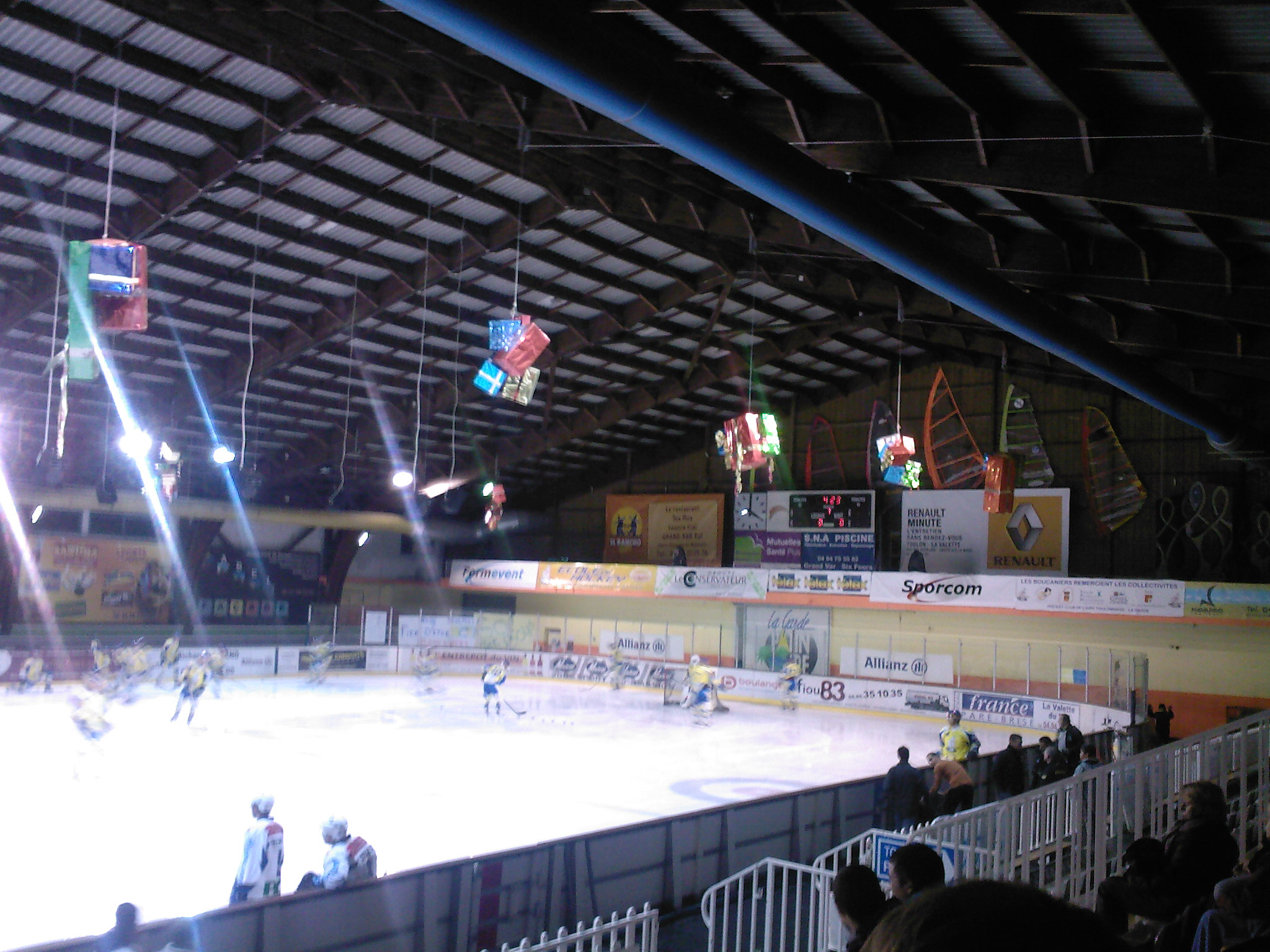
La patinoire de La Garde en 2010.

Le sport toulonnais est avant tout dominé par le club de rugby à XV de la ville : le Rugby club toulonnais, également appelé le « RCT », dont les couleurs sont le rouge et le noir. Fondé en 1908, le RCT a remporté quatre titres de Champion de France (en 1931, 1987, 1992 et 2014) et également trois titres de Champion d'Europe en 2013, 2014 et 2015. Le Stade Félix Mayol est utilisé toute l'année pour les matchs à domicile du Rugby club toulonnais durant le championnat de rugby du Top 14. Il accueille également, depuis 1967, le Festival International Espoirs de Toulon et du Var, souvent appelé Tournoi de Toulon. Édifié en 1919 et reconstruit en 1983, le stade Mayol est situé au centre de la ville de Toulon, tout près du port, et compte 15 500 places. La ville a entrepris en 2010 de rénover l'enceinte, sur plusieurs années, afin de la rendre plus conforme au standing de la capitale varoise, avec notamment un agrandissement de la tribune Finale, la création de nouvelles loges VIP (tribune Delangre), la création d'un local presse, l'installation d'écrans géants. Le stade devrait aboutir à une capacité de 18 000-20 000 places d'ici 2020.
Toulon est aussi une terre traditionnelle de football. Le club « historique » de la ville est le « Sporting club toulonnais » exclu du championnat en 1998-99 en raison de problèmes financiers, mais qui a très longtemps fait partie de la D1 et a même participé à deux demi-finales de la Coupe de France en 1963 et 1984 ainsi qu'à une finale de la Coupe Gambardella en 1966. Aujourd'hui le Sporting club toulonnais redémarre en amateur sous le nom de « Sporting Toulon Var » et conserve glorieusement les couleurs azur et or. À ses côtés existe le Sporting Club Toulon-Le Las, club de football amateur accédant en 2015 en CFA.
Le football américain compte également son équipe avec les Canonniers, pensionnaires de D2. La patinoire de La Garde accueille les Boucaniers qui évoluent en D2. Le Toulon Métropole Var Handball, champion de France 2010 et vainqueur de la Coupe de France en 2011 et 2012, représente la ville en matière de handball en Division 1 féminine. Toulon Provence Méditerranée Var Volley (anciennement Entente Toulon Six-Fours La Seyne) est le club de volley-ball féminin de l'agglomération, qui dispute le championnat de Championnat de France d'Élite.
Le rugby à XIII est également présent dans la ville depuis 2011; ainsi en 2019, les Marlins de Toulon XIII Métropole jouent en deuxième division du championnat de France.
C'est tout naturellement que Toulon est représentée au Tour de France à la voile avec son voilier Toulon Provence Méditerranée COYCHyères, skippé par le Toulonnais Fabien Henry, qui a remporté l'épreuve en 2005, 2007 et 2012.
Enfin, la commune est devenue au fil du temps la ville d'étape finale de grandes compétitions sportives telles que le Dark Dog Tour ou encore le Tour méditerranéen.
La ville inaugura en 2006 le palais des sports Jauréguiberry, un vaste espace sportif situé à l'ouest de la ville qui accueille de nombreuses compétitions sportives nationales et internationales ainsi que les matchs de Pro A avec l'équipe professionnelle du Hyères Toulon Var Basket, qui y joue la plupart de ses matchs (certains matchs étant disputés dans l'enceinte de l'Espace 3000 à Hyères). La ville a accueilli pour la première fois de son histoire du 5 au 7 mars 2010 la Coupe Davis pour le premier tour de la compétition de tennis entre la France et l'Allemagne. Le stade Léo-Lagrange, qui est réputé pour être le temple du sport amateur à Toulon, renaît de ses cendres après une nouvelle rénovation pour rouvrir le 6 février 2013.
L’office des sports de la ville de Toulon regroupe en 2010 plus de 80 clubs et plus de 18 741 licenciés.
| Sport               | Équipe                                  | Palmarès | Création | Ligue                                     | Structure sportive                                        |
| ------------------- | --------------------------------------- | --- | -------- | ----------------------------------------- | --------------------------------------------------------- |
| Volley-ball         | Toulon Provence Méditerranée Var Volley | Néant | ?        | Élite Féminine Poule B                    | Gymnase des Lices                                         |
| Basket-ball         | Hyères Toulon Var Basket                | Coupe de France (1990) Championnat de France de basket-ball (2001, 2016)                                                                            | 1990     | Pro A                                     | Palais des sports Jauréguiberry et Espace 3000            |
| Hockey sur glace    | Les Boucaniers                          | Champion de Division 3 (2010) | 1985     | Division 3                                | Patinoire de La Garde                                     |
| Football américain  | Les Canonniers                          | Vice-Champion de France de 2e division (1992, 1996)                                                                                                 | 1988     | D2 (Casque d'or)                          | Stade Léo-Lagrange                                        |
| Baseball / softball | Les Comanches de Toulon                 | Vainqueur Coupe d'Europe de softball féminin (2015) Champion de France de softball féminin (2008, 2009, 2010, 2011, 2012, 2013, 2014, 2015 et 2016) | 1988     | Championnat de France de softball féminin | Stade Estublier                                           |
| Rugby à XV          | Rugby club toulonnais                   | Vainqueur Coupe d'Europe (2013, 2014, 2015) Champion de France Top 14 (1931, 1987, 1992, 2014)                                                      | 1908     | Top 14                                    | Stade Mayol                                               |
| Rugby à XV féminin  | Rugby club toulonnais                   | Néant | 2017     | Fédérale 1                                | Stade Berg                                                |
| Football            | Sporting Club Toulon-Le Las             | Champion DH Méditerranée (2010) | 1965     | CFA                                       | Stade de Bon Rencontre                                    |
| Football            | Sporting Toulon Var                     | Championnat de France de football national (1996) Championnat de France amateur (2005)                                                              | 1944     | CFA                                       | Stade de Bon Rencontre                                    |
| Football            | Sporting Toulon Var féminin             | Champion de France de division d'honneur (2016) | 2012     | Division 2                                | Stade de Bon Rencontre                                    |
| Rugby à XIII        | Sporting treiziste toulonnais           | Champion de France de Nationale 2 (2015) | 2011     | Élite 2                                   | Stade Léo-Lagrange                                        |
| Handball            | Toulon Métropole Var Handball           | Champion de France de handball féminin (2010) | 2005     | Division 1                                | Gymnase de Vert-Coteau et palais des sports Jauréguiberry |
| Football en salle   | Toulon Tous Ensemble Futsal             | Vice-champion de France Top 12 (2015) | 2008     | Championnat de France Futsal              | Palais des sports Jauréguiberry                           |

### Médias

#### Presse écrite
La presse toulonnaise est représentée par deux journaux :
Var-Matin, qui a fusionné en 1998 avec son concurrent niçois Nice Matin. Var Matin est le quotidien emblématique de la capitale varoise, décliné aujourd'hui en huit versions départementales.
Un autre journal tente modestement de contrer l'hégémonie de Var Matin : le journal La Marseillaise, anciennement Le Petit Varois, le plus vieux journal sur Toulon (1944). Un journal d'opinion de gauche à l'opposé de son concurrent.
En 1880, Le Petit Var est fondé par le maire de la ville Henri Dutasta. Le quotidien disparaît lors de la Libération en 1944. De 1995 à 2012, le journal satirique d’information varoise Cuverville propose l’actualité de Toulon et de son agglomération, les affaires de justice, les médias, la vie politique et culturelle. Elle y est vu sous un angle différent de celui proposé par la presse locale que représente Var-Matin.
D'autre part, la municipalité toulonnaise possède un média écrit, Toulon Méditerranée Mag (anciennement Toulon Méditerranée magazine), revue d'informations municipales de la commune qui est diffusée gratuitement sur l'ensemble du territoire et disponible dans les mairies et lieux publics alentour.

#### Radio
Plusieurs radios locales sont installées (ou recevables) à Toulon :
- Radio Star (90.2 FM) : station de radio régionale basée à Marseille, diffusant ses programmes dans la région Provence-Alpes-Côte d'Azur, anciennement contact azur, elle a été reprise par Radio Star en 2005[84] ;
- Mistral FM (92.4 FM) : radio régionale commerciale. Ses studios sont à La Garde[85]. Elle diffuse aussi son programme à Aubagne sur 106.0 FM ; En 2018, elle est classée première radio à Toulon[86]
- Nostalgie Toulon (93.7 FM) : déclinaison toulonnaise de Nostalgie. Elle diffuse des décrochages locaux le matin et l'après-midi en semaine et des écrans publicitaires toulonnais la journée ;
- Chérie FM Toulon (95.3 FM) : déclinaison toulonnaise de Chérie FM. Elle diffuse des programmes locaux le matin et l'après-midi en semaine et des écrans publicitaires toulonnais la journée ;
- Virgin Radio Provence (95.8 FM) : programme local marseillais de Virgin Radio[87] ;
- Radio Active (100.0 FM) : radio associative toulonnaise[88] ;
- France Bleu Provence (102.9 FM) : radio locale publique de Radio France. Ses studios sont à Aix-en-Provence ;
- RCF Méditerranée (105.1 FM) : radio locale chrétienne du diocèse de Fréjus-Toulon[89] ;
- Radio Sud Toulon, fondée en 1983 et disparue en 1985, a renaquit sur le web[90]. Elle diffuse des chansons et des informations locales et nationales[91].

#### Télévision
Toulon devait avoir au 1er semestre 2011 sa chaîne de TV locale. Le Conseil supérieur de l'audiovisuel (CSA) avait sélectionné le 23 novembre 2010 « Direct Azur Toulon-Hyères », un projet présenté par la société Direct Azur du groupe Bolloré. À l'automne 2011, le groupe Bolloré a jeté l'éponge à la suite de la revente au groupe Canal+ de sa division Télévision (avec notamment Direct Star et Direct 8). Le CSA devra donc désigner un nouveau diffuseur pour la fréquence allouée (LCM, la Chaîne Marseille, pourrait être candidate).
Var Azur : service de télévision locale, autorisée par le CSA (en 2017), TNT canal 30 TNT zone Toulon – Hyères diffusée sur le littoral de Cavalaire-sur-mer, Le Luc, La Ciotat,.
La chaîne France 3 Provence-Alpes conçoit depuis ses locaux toulonnais de Saint-Jean-du-Var une édition locale « Var » de huit minutes, diffusée à 19 h 17 du lundi au vendredi. Cette chaîne, comme les autres chaînes de la TNT, est recevable sur Toulon grâce aux sites TDF du cap Sicié, de la tour de l'Hubac (au nord-ouest) et du mont Faron (au nord-est).

#### Internet
En 2014, Toulon est récompensée par le label « Ville Internet @@@@ » :
- le site Internet de la ville toulon.fr d'informations pratiques et touristiques ;
- le site d'information sur la culture frequence-sud.fr dispose d'une édition locale Toulon-Hyères depuis 2007 ;
- La Rade toulonnaise (laradetoulonnaise.com), est un webzine proposant toutes sortes d'informations sur Toulon et de son agglomération. Lancé en 2013, le webzine a arrêté son activité début 2017 ;
- CToulon Magazine est un webzine lancé en 1998 proposant toutes sortes d'informations sur Toulon, la Métropole TPM et le Var[96] (sous le nom Marco On Line) puis en 1999 (sous le nom Toulon à son MaXXimum, puis ctoulon.com) pour devenir en 2000 CToulon Magazine, le webzine a arrêté son activité fin 2015[97] (sauf son forum lacommunautetoulonnaise.fr). Le webzine a rouvert le 15 septembre 2018[98].

#### Animaux
En 2017, Toulon a obtenu le ruban d'honneur de la part de la fondation 30 millions d'amis pour récompenser l'engagement politique local en faveur des animaux.

## Économie

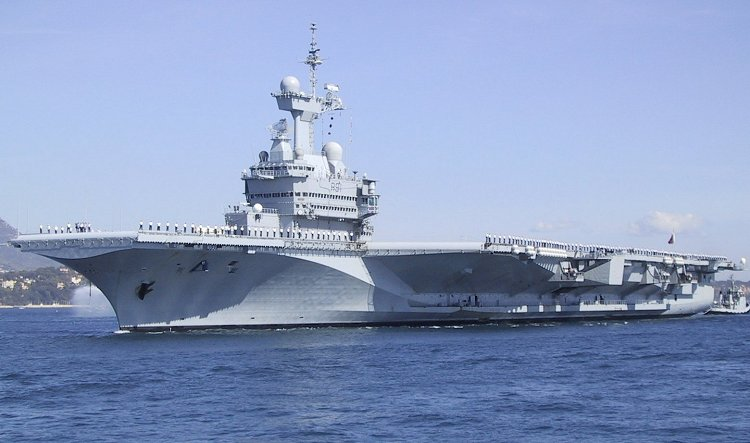
Le porte-avions Charles de Gaulle dans la rade de Toulon.

Comme d'autres villes du sud de la France, Toulon a été peu touchée par la révolution industrielle. L'essentiel de son développement économique a été provoqué par le tourisme, le commerce et les activités liées au bâtiment. Après la Seconde Guerre mondiale, les activités administratives se sont beaucoup développées. Elles jouent aujourd'hui un rôle important dans l'économie de la ville. Cependant la ville reste, malgré une baisse des effectifs, dépendante de la forte activité militaire qui existe depuis les débuts du XVIe siècle. En 2008, plus de 23 000 emplois dépendent des activités de la marine nationale, faisant de Toulon la première base navale d’Europe.
Les militaires professionnels représentent 8 % de la population active de Toulon.

### Secteur primaire
Aujourd'hui le territoire toulonnais, qui est situé entre la mer Méditerranée et la colline du mont Faron, dispose de peu de terrain pour s'adonner à la pratique de la culture de ces sols. Cependant, il subsiste encore une petite parcelle de terre de 3 hectares dans le quartier du cap Brun, permettant à l'activité viticole de subsister en milieu urbain tel que celui de Montmartre à Paris. Au large de Toulon et plus précisément dans la rade, face à la commune de Saint-Mandrier-sur-Mer, continue de se développer l'activité aquacole.

### Secteur secondaire
Toulon n'est pas une ville industrielle, mais elle a connu dans le passé une activité manufacturière importante. La première fabrique de savons est créée à Toulon vers 1440, un certain Palmier, industriel de Grasse, installe sa manufacture au nord de la place du Portalet (aujourd'hui la place Gambetta). Les fabriques de savons se multiplient passant de huit savonneries en 1600, à vingt en 1650, ce qui en fait une activité prospère. La ville connaît ainsi son âge d'or avant de succomber à la concurrence de Marseille dès 1669.
Bien plus tard, les Cafés Maurice créés par Marc Maurice, à Port-au-Prince en 1875, dans les Antilles, s'installent à Toulon. Son fondateur ouvre une petite unité de torréfaction et un magasin de vente de cafés torréfiés, sucre, chocolat. L'activité prend une rapide extension et l'établissement industriel devenant trop petit, une usine voit le jour en 1935 dans le centre ancien de Toulon. La marque réussit à traverser l'après-guerre, pour évoluer dans les années 1970, mais est finalement reprise par les grandes enseignes durant les années 1980.
Toulon dispose d'une usine d'incinération des ordures ménagères : l'usine d'incinération de Lagoubran, située à l'entrée ouest de la ville. Le site est géré depuis 1979 par le Syndicat intercommunal chargé du transport et du traitement des ordures ménagères de l'aire toulonnaise qui regroupe Toulon et 25 communes de l'aire urbaine toulonnaise. Pour la réalisation de ses missions et l'atteinte des objectifs du Grenelle Environnement, le syndicat a mis en place un système de traitement multi-filières sur sa zone de compétence. Le Sittomat aire toulonnaise s'attache également à sensibiliser la population de l'aire toulonnaise aux gestes que chacun peut faire pour protéger l'environnement.
Économie militaire
Si Toulon ne dispose pas d'une industrie importante, elle bénéficie de la présence de l'Arsenal, premier employeur du Var, ouvert directement sur le centre-ville. On estime à 25 000 le nombre de travailleurs quotidiens sur le port militaire de Toulon. Considérant les activités pyrotechniques, les secteurs destinés à la maintenance et à la réparation des navires militaires, et les nombreuses emprises liées comme les zones de stockage d'hydrocarbures, Toulon peut être considérée comme une ville concentrant un nombre important d'emplois industriels à l'échelle des grandes villes françaises.

### Secteur des services
La ville de Toulon connaît une tertiarisation croissante de son économie avec prolifération des sociétés de services. Toulon est le siège de la Chambre de commerce et d'industrie du Var fondée le 13 juin 1833. Celle-ci gère notamment l’aéroport de Toulon-Hyères (jusqu'en 2015), le port de commerce de Toulon, le port de plaisance de Toulon et les ports de Giens-Porquerolles. Elle a institué avec le Conseil départemental, Var Accueil Investisseurs, une agence de promotion et de développement économique du Var située sur Six-Fours-les-Plages.
La Chambre syndicale, l'Union patronale du Var, fondé Jacques Boyer en 1936 s'engage, fédère, représente, informe, conseille, dialogue et agit pour les 5 000 entreprises adhérentes du département.
Le Var connaît un développement de l'activité touristique dans les années 1950 et 1960. Le conseil général du Var crée, en 1957, le Comité départemental de tourisme du Var contribuant à l'élaboration et à la mise en œuvre des politiques départementales en matière de tourisme. En 2009, l'institution opte pour une nouvelle dénomination : Agence de développement touristique du Var. Celle-ci dispose de bureaux au centre-ville de Toulon, sur le boulevard de Strasbourg.
En 1982, Toulon voit se créer la maison d'édition Soleil Productions avec l'ouverture par son fondateur Mourad Boudjellal, de la librairie Bédulle, place Puget. Fort du succès des rééditions des aventures à succès telles que Rahan, Mandrake le Magicien, Tarzan ou Le Fantôme, l'éditeur toulonnais est aujourd'hui l'une des références françaises en matière de bande dessinée. Racheté le 22 juin 2011 par les éditions Delcourt, ces deux grandes maisons d'édition deviennent le premier groupe indépendant en matière de bande dessinée francophone.
La société anonyme d'économie mixte Var Aménagement Développement intervient depuis 1985 sur l’ensemble du département dans les domaines de l’aménagement, de la construction ou de la réhabilitation d’équipements publics et de la rénovation urbaine. Elle compte quatre points d’implantation dont deux bureaux sur Toulon.
En 1988, l'association Toulon Var Technologies est créée. La structure rassemblant les entrepreneurs varois, chercheurs, universitaires et élus de collectivités a pour objectif d’organiser un environnement privilégié pour l’accompagnement des entreprises et la valorisation technologique dans le département du Var mais aussi sur l’ensemble de la région Provence-Alpes-Côte d’Azur.
Le 24 avril 1990, le maire de l'époque François Trucy inaugura ce qui est devenu l’un des acteurs importants du commerce du centre-ville de Toulon, le centre commercial Mayol accueillant un ensemble d’enseignes nationales et européennes.
En matière d'assurance, le groupe AGPM, créé le 17 octobre 1951, inaugure les nouveaux locaux du siège social dans le quartier Sainte-Musse à Toulon les 23 et 24 novembre 2001.
La ville compte trois zones d’activités économique (ZAE) sur une vingtaine d'hectares de terrains : Sainte-Musse, Malbousquet et Général Pruneau.

#### Cafés, restaurants et hôtels
La commune est désormais classée Commune touristique, mais la capacité hôtelière de la capitale du Var est bien inférieure à celles d'autres villes de même taille. En 2007, la commune comptait 26 hôtels pour 840 chambres, totalisant 263 970 nuitées. La majorité des cafés et restaurants toulonnais se situent sur le port de Toulon, tout au long du Quai Cronstadt, très fréquenté durant la période estivale, ainsi que dans le quartier du Mourillon, notamment sur l'avenue Frédéric-Mistral et la rue Muiron tout au long de l'année.

#### Institutions publiques

##### Toulon Provence Méditerranée

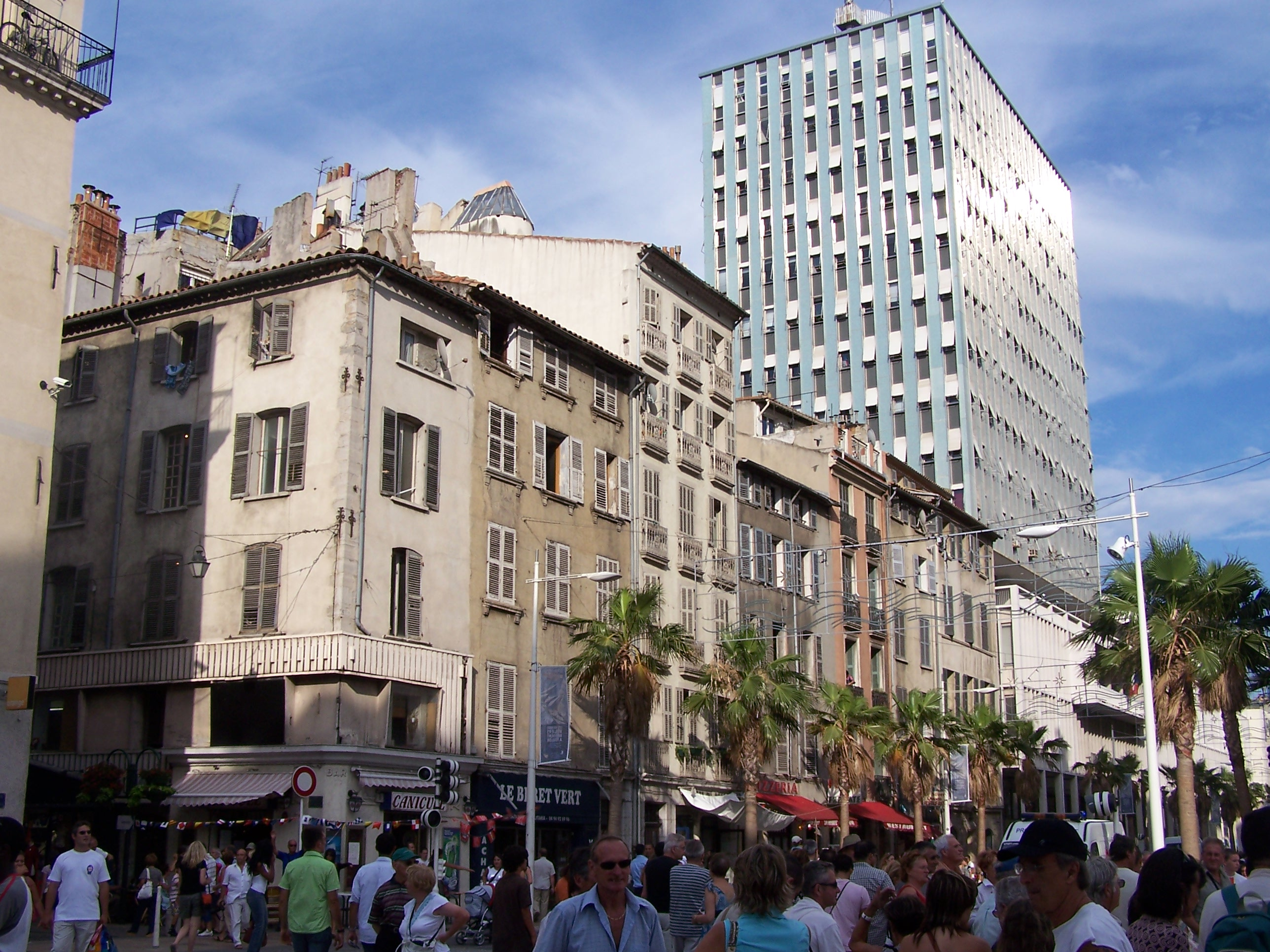
Mairie de Toulon.

Initialement installé de 2003 à 2014 dans l'ancien bâtiment de la Caisse d'épargne (Rue Nicolas Peiresc), l'hôtel métropolitain de Toulon Provence Méditerranée se situe désormais à La Rode, dans l'ancien bâtiment de France Télécom « Le Vecteur » (107 boulevard Henri-Fabre).
Toulon-Provence-Méditerranée est présidée depuis le 4 mai 2023 par Jean-Pierre Giran, maire de la commune d’Hyères. Créée le 1er janvier 2002, la métropole Toulon Provence Méditerranée associe 12 communes — Carqueiranne, La Crau, La Garde, Hyères, Ollioules, Le Pradet, Le Revest-les-Eaux, Saint-Mandrier-sur-Mer, Six-Fours-les-Plages, La Seyne-sur-Mer, Toulon et La Valette-du-Var — autour d'un seul et même objectif : améliorer la vie quotidienne de 427 974 habitants.
Toulon Provence Méditerranée s'inscrit dans une aire urbaine de 607 050 habitants, la 9e agglomération de France, d'un poids démographique comparable à ceux de Nantes et Grenoble. Elle représente plus de 420 000 habitants, soit 43 % de la population du Var sur 6 % de sa superficie. Sur un bassin de vie de près de 36 654 hectares, Toulon Provence Méditerranée fédère les énergies de ses communes membres pour animer, investir, construire, aménager et mener à bien de grands projets.
Toulon Provence Méditerranée intervient dans de nombreux domaines de compétence : l'aménagement de l'espace, la culture et les grands équipements culturels, le développement économique, l'environnement, la Formation et le développement de l'enseignement supérieur la politique de la ville et l'équilibre social de l'habitat, le sport et les grands équipements sportifs, le tourisme, les transports en commun, la voirie et le stationnement, et l'assainissement.

##### Conseil départemental du Var
L'hôtel du département du Conseil départemental du Var se situe au nord du centre-ville de Toulon.

### Tourisme

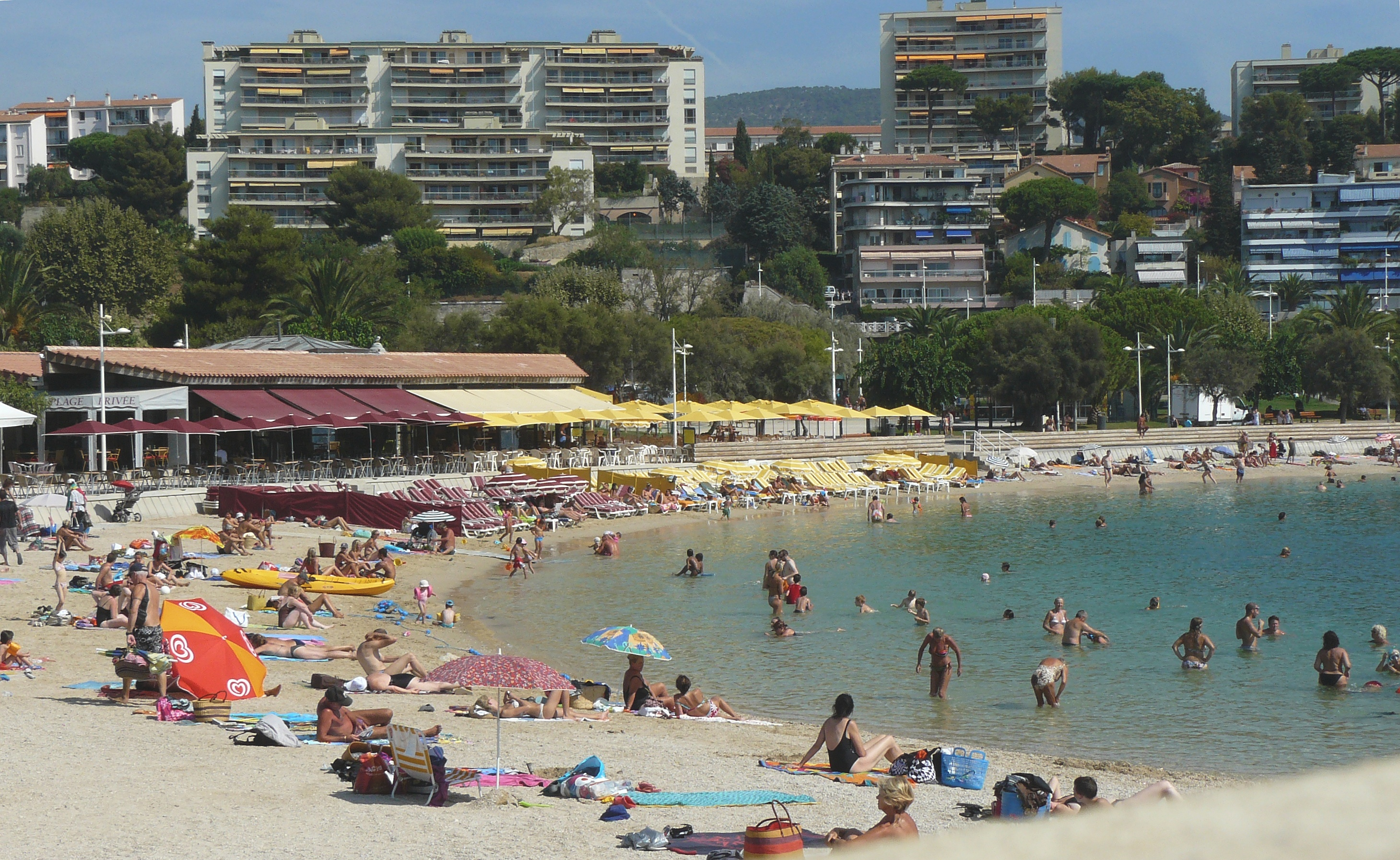
Une des plages du Mourillon.

Le premier port militaire de France n'a pas été considéré jusque très récemment comme une destination touristique, mais plutôt comme une ville de passage pour les touristes provenant de Marseille et d'Aix qui se rendent en Italie et en Corse en ferry. En effet, la majeure partie de la rade de Toulon était occupée et l'est encore par le port militaire. Cependant, coincée entre une magnifique rade et les collines des alentours où l'on peut jouir d'un panorama exceptionnel, Toulon réussit tant bien que mal à attirer de nombreux visiteurs. Dès 1834, la ville accueille de nombreux artistes tels que Joseph Méry qui tomba sous le charme de la cité. Dans la seconde moitié du XIXe siècle, Toulon change de visage et son activité touristique aussi. En effet, l'agrandissement de Toulon, signé par le décret de 1852, l'arrivée du chemin de fer avec l'achèvement de la construction de la gare de Toulon en 1859 et la création d'une nouvelle ville appelée la « Haute Ville » donnent une autre dimension à Toulon.

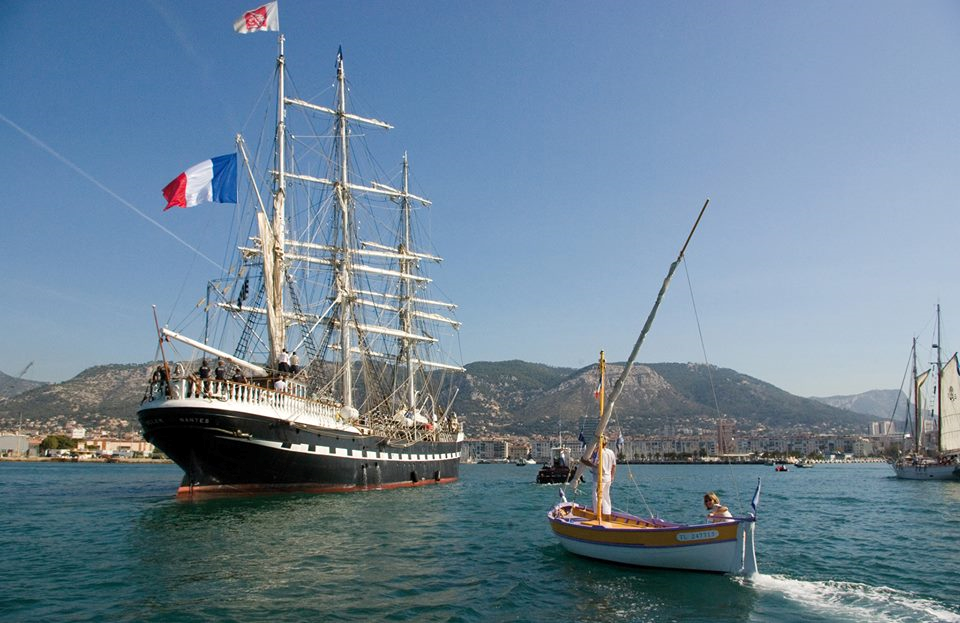
Le Belem rentre en rade de Toulon.

Aujourd'hui et depuis près d'un siècle, la capitale du Var a vu son image s'améliorer sensiblement. La ville n’est toujours pas identifiée comme une ville de tourisme, mais mise sur la rénovation des bâtiments de la « basse ville », la rénovation du parc hôtelier existant. Tournée vers la Méditerranée, Toulon s’inscrit aussi pleinement dans sa vocation maritime avec l'accueil de croisiéristes tout au long de l'année (la ville a accueilli 225 000 croisiéristes pour 112 escales en 2011 contre 70 000 croisiéristes pour 63 escales en 2008). De plus, en juillet 2007, la ville organise pour la première fois en Méditerranée une étape de la Tall Ships’ Races (course des grands voiliers). Près de 970 000 visiteurs ont pu découvrir une quarantaine de bateaux de 15 nationalités différentes, animations gratuites et populaires sur tout le territoire. Après l'immense succès rencontré, une seconde édition a lieu en 2013, attirant davantage de participants que l'édition précédente,. La ville possède des plages agréables et ombragées à peu de distance du centre-ville, accessibles facilement en bus, comme les quatre anses artificielles aménagées par apport de sable et digues au quartier du Mourillon, possédant restaurants, transats à louer, ou jeux pour les enfants.
Plus à l'est est installée une école de voile. D'autres plages, comme celles des Sablettes ou de Saint-Mandrier, sont accessibles directement par le service de bateaux de la rade au tarif urbain. Depuis 2009, la ville se voit récompensée chaque année pour la qualité de ses eaux de baignade, en décrochant le Pavillon bleu d'Europe.
La pointe de la Tour royale abrite deux petites plages surveillées en été : Pipady et la Mitre. Ces plages étaient jadis réservées aux familles de militaires et furent ouvertes au public dans les années 2000. Tout le long du sentier du littoral, on trouve des criques, dont quelques-unes fréquentées de temps en temps par des naturistes.

## Culture locale et patrimoine

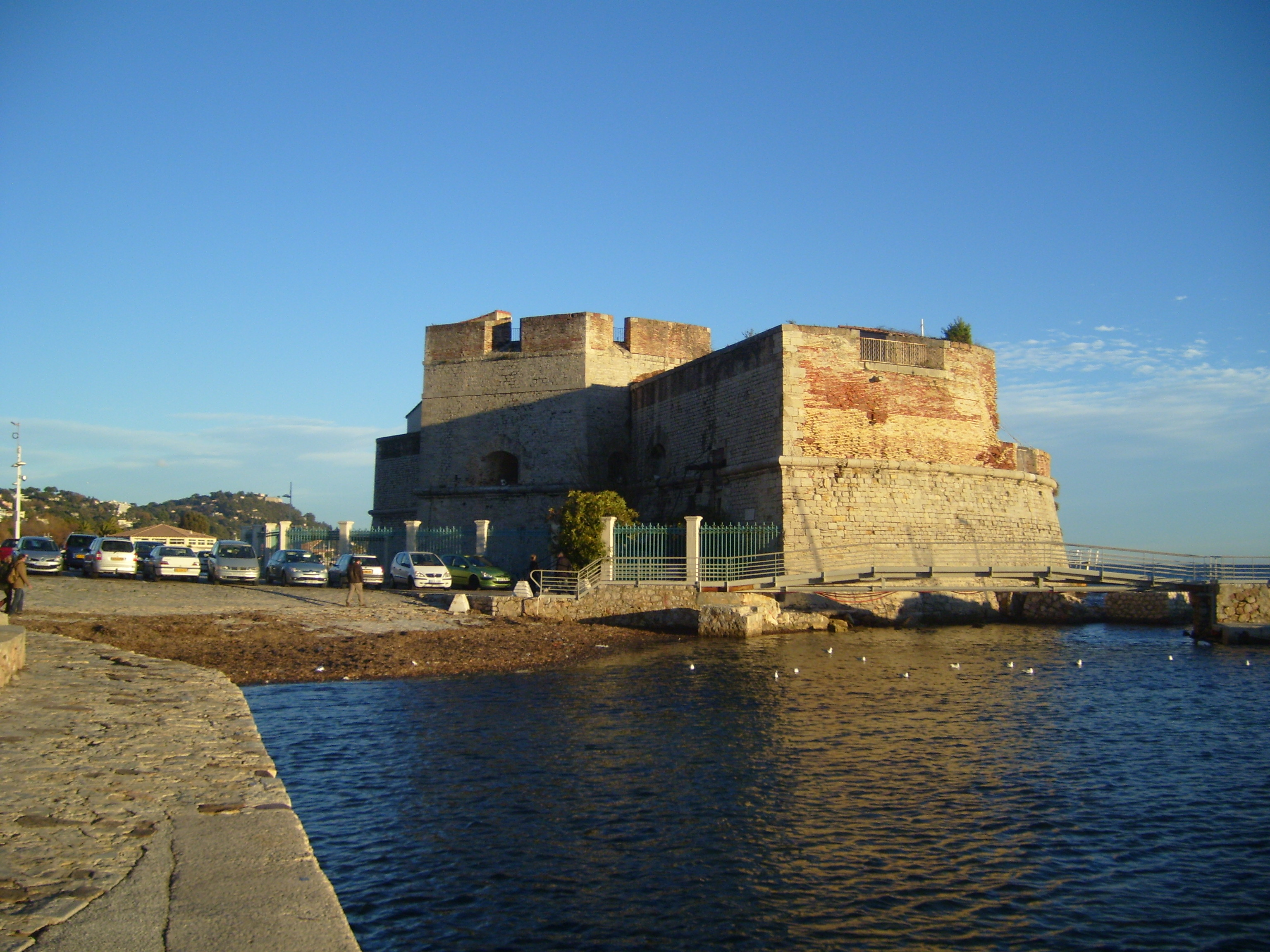
Fort Saint-Louis au Mourillon.

La culture toulonnaise a été avant tout une culture provençale et la langue provençale en a été la principale langue jusque dans les années 1950 (plusieurs grands écrivains de langue provençale sont originaires de Toulon et de ses proches environs). L'arrivée massive de populations françaises venues d'ailleurs (notamment de Pieds-Noirs) à partir des années 1960 a profondément modifié la vie toulonnaise. Toulon compte un patrimoine riche et diversifié pris en compte dans les objectifs du plan local d'urbanisme,. La ville recense vingt et un monuments historiques, dont 7 sont classés et 14 inscrits à l'inventaire des monuments historiques. Ils se trouvent souvent dans le centre-ville de Toulon.

### Lieux de cultes

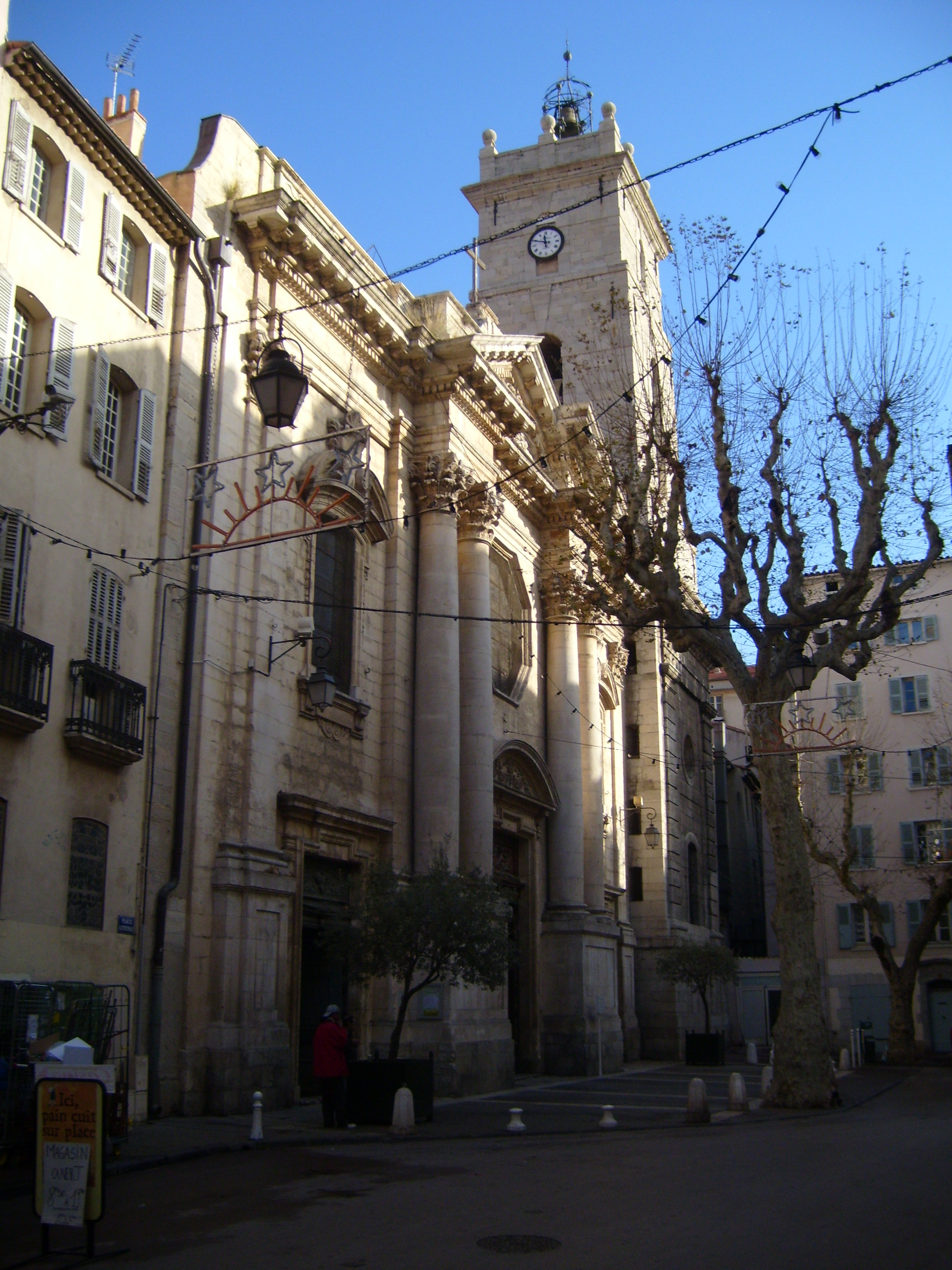
Cathédrale de Toulon.

Différents cultes sont présents à Toulon ; le principal est celui de l'Église catholique, dont les lieux de culte dépendent du diocèse de Fréjus-Toulon dirigé par Dominique Rey et dont l'évêché se trouve avenue de l'Élisa. Toulon accueille une communauté « Fraternité Saint-Pie-X » disposant de l'église Sainte-Philomène (au Mourillon). Après l'Église catholique, l'Église réformée est historiquement importante avec son temple principal rue Victor-Clappier en centre-ville. Il existe aussi de petites communautés évangéliques. L'Église orthodoxe grecque est présente rue Marius-Andrieu à Bon Rencontre, et l'Église orthodoxe russe à Siblas. Une petite communauté orthodoxe française existe à Aguillon. Le culte judaïque dispose d'une synagogue avenue Lazare-Carnot à Saint-Roch, et le culte musulman s'exerce à la mosquée En-Nour, rue Vincent-Courdouan, et à la salle de prière, boulevard Ferdinand-de-Lesseps. Les bouddhistes et les confucéens ont acheté des petits lieux privés.
Ainsi, La ville accueille un nombre important de bâtiments religieux. La cathédrale Notre-Dame-de-la-Seds de Toulon qui a été construite au XIe siècle sous l'impulsion du comte de Provence, Gilbert de Boson, qui désirait faire bâtir une église consacrée à la Vierge Marie. Inscrite au monument historique par arrêté du 16 novembre 1949, puis classée par arrêté du 14 novembre 1997, elle est depuis 1957, la cathédrale du diocèse de Fréjus-Toulon, regroupant les diocèses de Toulon et de Fréjus. En 1707, Armand-Louis Bonnin de Chalucet décide d’édifier sur la place d'Armes une nouvelle église pour desservir la partie ouest de la ville en l'honneur de saint Louis, roi de France. Celle-ci fut détruite et réédifiée sur le terrain exproprié du couvent des capucins. Achevée à la veille de la Révolution française en 1788, l'édifice d'inspiration gréco-romaine, est l'exemple majeur de l'architecture religieuse néoclassique en France. L'église Saint-François-de-Paule, située en bas du cours Lafayette et à deux pas du port de Toulon, est une église catholique érigée en 1744 à l'emplacement de l'ancien château royal, Casteou de la Mar, pour servir de chapelle au couvent des Récollets attenant. Nommée ainsi selon le souhait des paroissiens, le lieu est largement inspiré du baroque romain et piémontais, comportant ainsi une nef de dimension modeste et des chapelles latérales.
- Édifices religieux catholiques :
  - cathédrale Notre-Dame-de-la-Seds de Toulon (fin XIIe siècle), co-cathédrale du diocèse de Fréjus-Toulon (l'évêché est situé à Toulon, quartier de Beaulieu) ;
  - l'église Saint-François-de-Paule (1744) ;
  - l'église Saint-Louis ;
  - l'église et l'ancien couvent Sainte-Philomène au Mourillon ;
  - l'église Saint-Jean-Bosco[120] ;
  - l'église Saint-Antoine-de-Padoue ;
  - l'église Saint-Pie X[121] ;
  - l'église Saint-Paul ;
  - l'église du Sacré-Cœur ;
  - l'église Saint-Flavien ;
  - l'église Saint-Vincent-de-Paul ;
    - les orgues des édifices cultuels[122].

  - chapelle Sainte-Thérèse de Valbertrand ;
  - la chapelle Notre-Dame-du-Cap-Falcon.
  - le prieuré du Saint-Sacrement de Toulon (dont l'existence de la chapelle fut mentionnée pour la première fois en 1781), et qui s'étendait sur la majorité du quartier historique de Saint-Jean du Var.
- Édifices religieux protestants :
  - Temple protestant de Toulon, rue Picot, en centre-ville, de l'Église protestante unie de France
  - Armée du Salut, rue Picot.
  - Église biblique baptiste, chemin du Pont de Bois.
  - Église protestante évangélique baptiste, rue Henri Sainte-Claire Deville[123].
  - Église évangélique Mission Chrétienne, rue Jean Jaurès[124].
  - Église évangélique pentecôtiste, avenue Louis Barthou[125].
  - Église évangélique vie et lumière, rue de l'Amiral Collet.
  - Église Protestante évangélique, boulevard Paban[126].
  - Une Église à Vivre - AoG, Impasse du Ponant, La Valette-du-Var[127].
  - Église évangélique adventiste, boulevard du Docteur Charles Barnier.

### Monuments et lieux touristiques
- Fortifications et ouvrages militaires :
  - la Tour royale (1514), une ancienne forteresse de défense de la rade puis prison jusqu'à la Seconde Guerre mondiale ;
  - fort Lamalgue ;
  - fort Saint-Antoine ;
  - fort Saint-Louis ;
  - ancien fort des Pomets ;
  - tour Beaumont (musée mémorial du débarquement en Provence, inauguré en 1964 par le général De Gaulle) ;
  - fort de Croix-Faron;
  - fort Faron.
- Portes :
  - la porte de l'Arsenal[128],[129],[130] ;
  - la porte d’Italie[131] ;
  - la porte du séminaire jésuite aujourd'hui sur le pavillon est de la Corderie[132].
- Statues et Monuments commémoratifs :
  - statue en l'honneur de Raimu, acteur provençal du début du XXe siècle ;
  - plus surprenante, celle de Heinrich Heine trônant discrètement sous les ombrages du jardin d'acclimatation au Mourillon après un périple incroyable : commandée par l’impératrice Sissi, fervente admiratrice de Heine, cette statue du sculpteur danois Louis Hasselriis arrive à sa propriété de Corfou, l’Achilleion, en 1892 ; en 1907, l’empereur Guillaume II qui abhorre Heine, le « pire saligaud de tous les poètes allemands », rachète l’Achilleion et se débarrasse aussitôt de la statue. Heinrich Julius Campe, fils de l’éditeur du poète, la rachète pour l’installer à Hambourg, mais elle est victime d’actes antisémites puis des nazis. En 1939, une fille Campe fait transférer la statue à Toulon, où on la croit perdue après les bombardements alliés. Finalement, l’œuvre est mise en place en 1956[133] ;
  - François Fabié[134] ;
  - statue du Génie de la Navigation, carré du Port (statue en bronze, dénommée dans le langage populaire « Cul-vers-Ville », du fait qu'elle tourne le dos aux Toulonnais)[135] ;
  - monument de la Fédération[136], une fontaine de la place de la Liberté, mettant en scène de façon très idéalisée le départ de la statue de la liberté de Toulon vers New York sur la frégate Isère ;
  - le bathyscaphe FNRS 3, esplanade de la Tour royale[137] ;
  - le monument national à la mémoire des Sous-Mariniers[138],[139] ;
  - le monument des marins et soldats toulonnais[140] ;
  - le monument aux morts de la guerre de 1914-1918[141],[142],[143],[144] ;
  - la stèle de 1793[145] ;
  - la stèle aux Arméniens[146].
- Bâtiments administratifs et culturels :
  - la préfecture maritime[147] ;
  - le tribunal administratif[148] ;
  - hôtel du port[149] ;
  - opéra de Toulon, le plus grand opéra-théâtre de province.
- Autres types de patrimoine :
  - tour de l'horloge ou « tour carrée », dans l'enceinte de l'arsenal (seconde moitié XVIIIe siècle), anciennement sur pilotis. Très endommagée lors des bombardements de la Seconde Guerre mondiale, son campanile a été refait au début des années 1950 ;
  - le kiosque à musique du square Alexandre-Ier[150] ;
  - les halles municipales, dites Halles Raspail[151] ;
  - le trompe-l'œil de la rue de la Glacière[152],[153] ;
  - linteaux de portes[154] ;
  - la maison des Têtes[155] ;
  - invitation au voyage[156] ;
  - la sculpture aux boules[157] ;
  - corderie de l’arsenal de Vauban (XVIIe siècle) formant la partie nord de l'enceinte de l'Arsenal[158].

### Parcs, jardins et squares

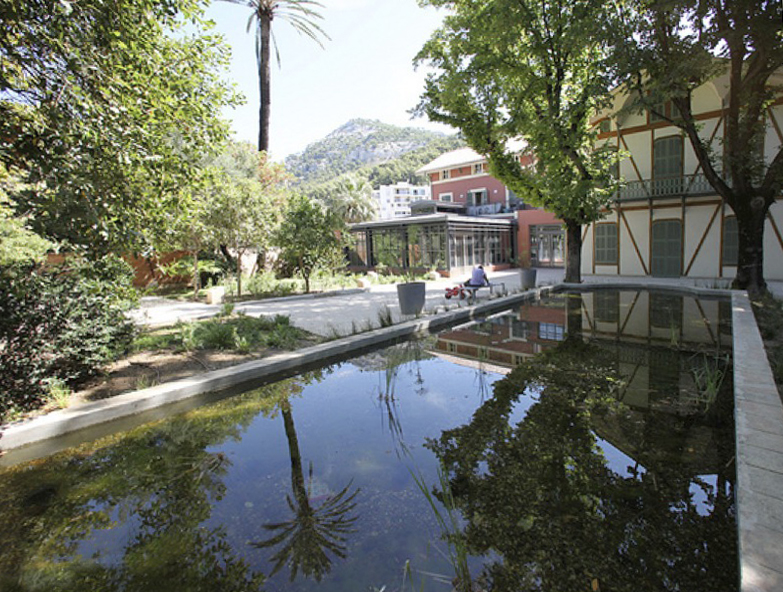
Jardin du Las et son muséum d'histoire naturelle de Toulon et du Var.

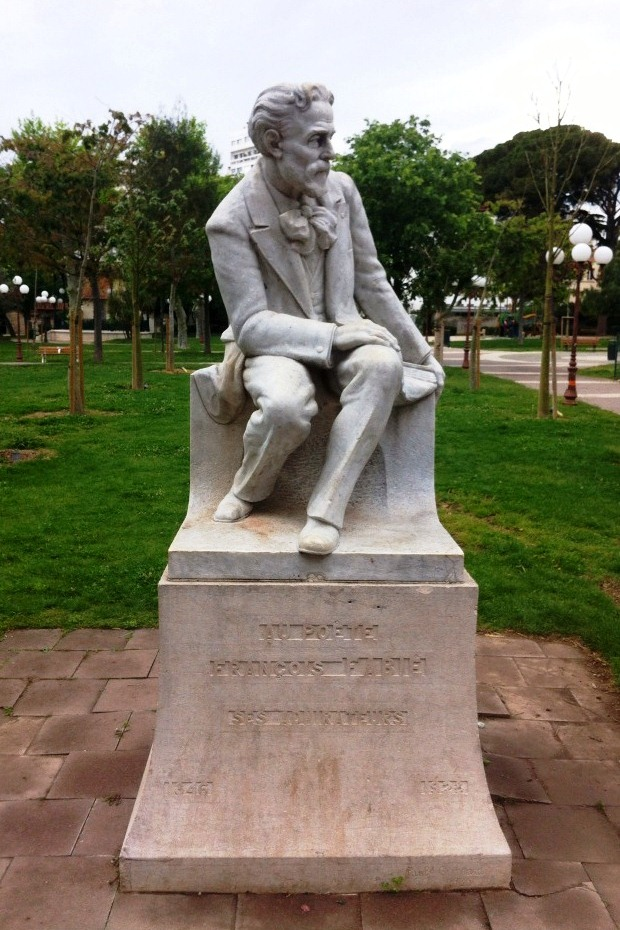
Statue de l'entrée principal du jardin Alexandre-Ier.

Honorée de Trois Fleurs au concours des villes et villages fleuris, Toulon dispose d'une vingtaine de jardins et petits parcs. Le jardin Alexandre-Ier situé en cœur de ville, est le jardin de Toulon le plus ancien à avoir été aménagé et cela depuis 1852. Le jardin du Las, classé « espace naturel sensible » et « jardin remarquable », abrite le muséum. La ville possède un exemplaire unique d'arbre, un figuier étrangleur, bouture provenant de la place Georges Tainturier, à Compiègne. Le jardin de la Tour royale, inauguré en 2008, est le plus important parc créé à Toulon dans les années 2000.
| Antérieurs au Second Empire | Aménagés sous le Second Empire | Créés dans le dernier quart du XXe siècle | Créés au XXIe siècle                                                              |
|                             | - le jardin Alexandre-Ier (1,6) ; - le jardin du Las (1,5) ; - le jardin d'acclimatation (0,8) ; - le jardin de la porte d'Italie ; - le parc des Cèdres (0,7) ; - le square de Broglie (0,4). | - le jardin Renouf (0,5) ; - le jardin de Claret (0,4) ; - le jardin Amiral-Orosco (0,337) ; - le parc des Lices (9) ; - le parc Raoulx (1,1) ; - le parc de la Florane (1) ; - le parc du Pré-Sandin (2) ; - le parc des Oiseaux (1) ; - le square Abbé-Dhamar (0,4) ; - le square Champ-de-Mars ; - le square Général-Girolami (0,35) ; - le square Kennedy (0,4). | - le jardin de la Tour royale (0,35) ; - le parc paysager de Sainte-Musse (0,25). |

### Fontaines

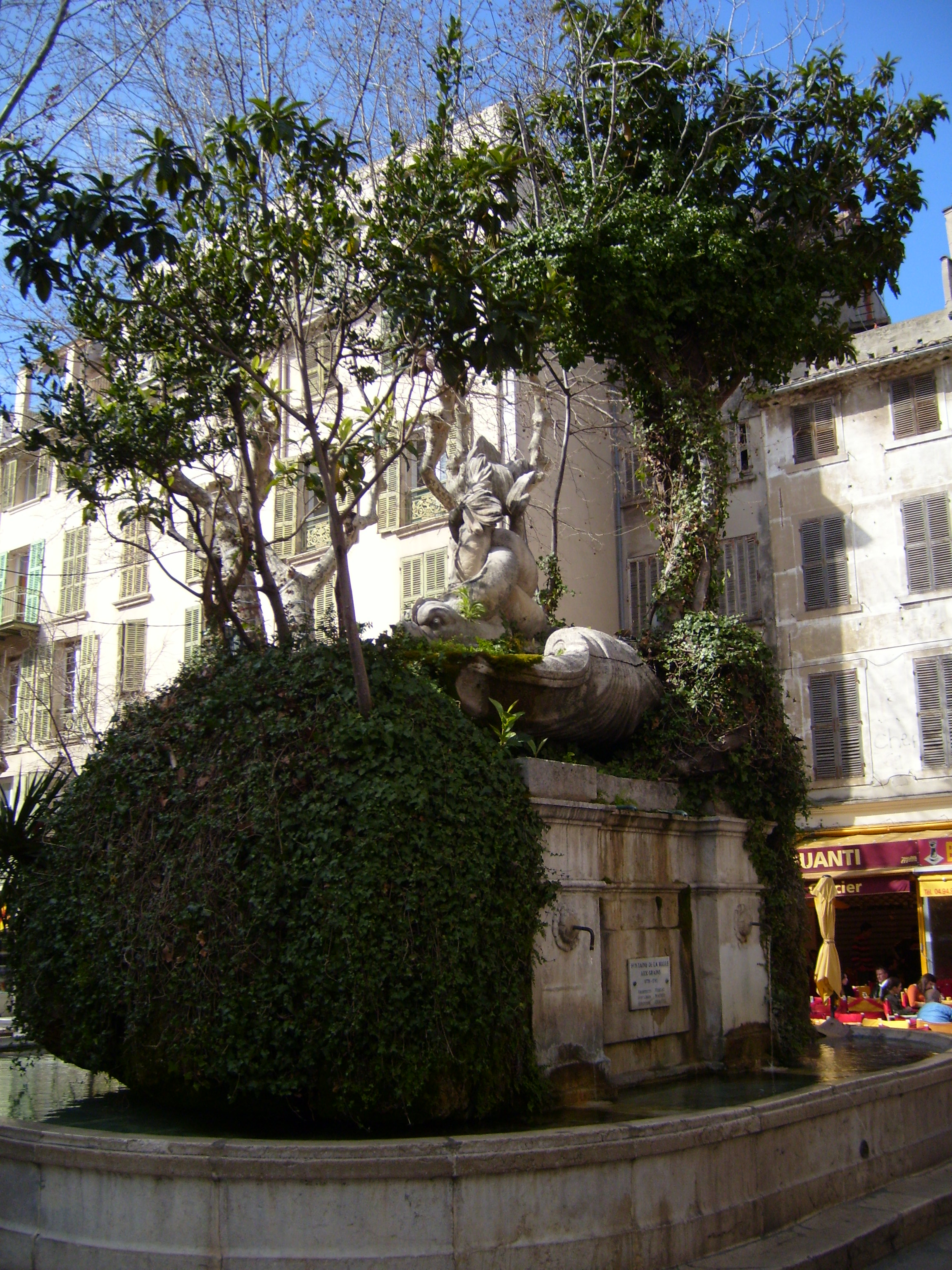
Fontaine du 18e, place Puget.

Située au pied d'une haute formation calcaire retenant les eaux de pluie, Toulon a été surnommée aux XVIIIe et XIXe siècles, ville des fontaines. Les sources d'eau de la commune ont été rapidement captées par les Romains, qui a vu fleurir les fontaines publiques sur son territoire, grâce notamment au travail de grands sculpteurs travaillant pour la Marine royale. Aujourd'hui, la ville compte 83 fontaines, la majorité étant situées dans le Vieux Toulon, donnant aux places des allures d'oasis quand la période estivale s'installe. On y trouve des fontaines-buffet, fontaines-chandelier, ou encore fontaines-lavoir, témoignage de l'évolution du goût, de l'histoire et de l'art, comme la fontaine de la Halle aux grains, la fontaine du panier, la fontaine des pucelles, la fontaine du rond-point Jean-Vitel, la fontaine de la place Saint-Vincent, la fontaine du dauphin, la fontaine de la place Camille-Ledeau, la fontaine du Vieux-Palais, ou la fontaine de la place Paul-Comte. L'office de tourisme de Toulon propose un circuit de deux heures pour partir à la découverte du vieux Toulon et des nombreuses fontaines qui lui ont valu ce surnom. De plus, André Jean Tardy, un ancien ingénieur en chef de la ville qui a dirigé la régie des Eaux et de l’assainissement durant plusieurs années, propose après 25 ans de travail de recherche dans un livre intitulé Fontaines toulonnaises, une étude richement illustrée de documents d’époque de toutes les fontaines existantes ou ayant existé à Toulon.

### Espaces culturels
L’offre culturelle de la ville s'étoffe depuis les années 2000 et la commune essaie depuis lors de développer cette activité. À titre d'exemple, le label national du Conservatoire de région, ou encore le Centre national de création et de danse contemporaine de Chateauvallon.

#### Musées

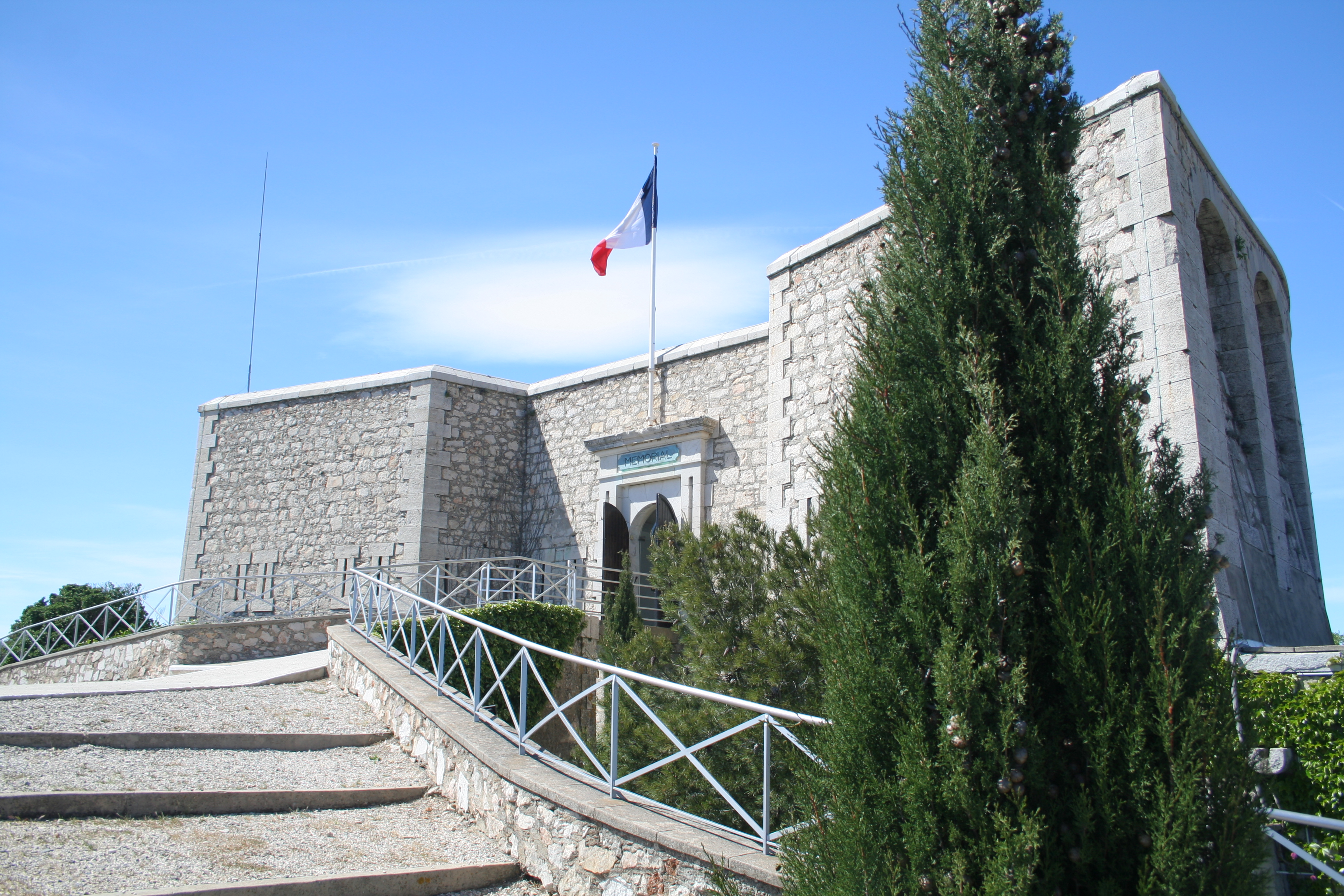
Mémorial du débarquement en Provence.

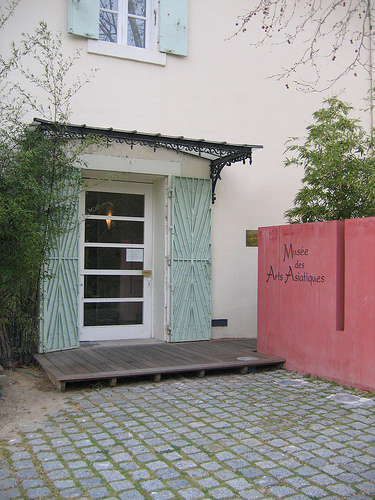
Entrée du Musée des arts asiatiques.

Le musée national de la Marine de Toulon (une des cinq annexes du musée national de la Marine qui se trouve à Paris au palais de Chaillot) est créé à la fin du Premier Empire et ouvert au public en 1814. Il est installé depuis 1981 place Monsenergue, à côté de la tour de l’horloge de l’arsenal et présente notamment une très importante collection de maquettes de bateaux et galères.
Le musée d'art, inauguré en 1888, expose des tableaux des écoles flamandes, hollandaise, italienne et française (XVIe – XVIIIe siècles) et un fonds du XIXe siècle où figurent des œuvres de peintres provençaux comme le paysagiste toulonnais Vincent Courdouan.
Le nouveau muséum d'histoire naturelle où le visiteur peut voir des collections de minéralogie, de fossiles et d'animaux naturalisés, ainsi que de reconstitutions de dinosaures et d'hommes préhistoriques, se trouve dans le quartier du Jonquet, au jardin du Las, un « espace naturel sensible » et « jardin remarquable ». Il est classé musée de France, tout comme le musée de la Marine et le musée d'art (boulevard Leclerc). La tour Beaumont érigée en 1845 au mont Faron héberge le mémorial du débarquement en Provence. Celui-ci est inauguré le 15 août 1964 par le général de Gaulle pour célébrer le 20e anniversaire du débarquement de Provence. Le musée consacre une exposition détaillée sur le déroulement des opérations militaires en Provence, avec de nombreuses cartes, photographies d'époque, maquettes, mannequins et engins militaires.
Le musée du Vieux Toulon, fondé en 1949 dans l’ancien évêché, est géré par l'association dite Société des amis du vieux Toulon et de sa région. Il retrace l'histoire de la ville et de son port, et abrite également des objets ayant trait à l'histoire sociale, économique, religieuse, artistique ou militaire de Toulon. Il dispose notamment d'une importante collection de plaques de cheminées (ce qui restait des maisons bombardées en 1943-1944). Il est transféré depuis 2015 au cœur de la vieille ville.
Toulon dispose d'une structure unique en son genre dans la région : le « Relais socio-culturel Peiresc ». Créé en 1987 par l'inspection académique du Var, au sein du collège Peiresc, ce centre subventionné par les collectivités territoriales, et géré par l'Éducation nationale, dispose de 300 m2 d'expositions et ceux, dans tous domaines : rencontres d'artistes, conférences, ateliers artistiques, visites guidées, diffusion de vidéos d'art, expositions itinérantes et concerts.
Installée depuis son ouverture en 1989 dans une casemate, des remparts du XVIIe siècle, porte d'Italie, la galerie contemporaine des musées est consacrée à l’art contemporain. Ce site est l'un des équipements les plus importants de la ville en matière de création contemporaine, accueillant des expositions temporaires d’artistes nationaux et internationaux tout en restant à la fois un équipement servant à la promotion de la jeune création régionale.
Ancien siège de la sous-préfecture (jusqu'en 1974 date à laquelle Toulon redevint préfecture) puis hôtel de la présidence du conseil général du Var, l'hôtel des Arts est depuis 1999 un centre culturel d'exposition de 600 m2, présentant l'art de la seconde moitié du XXe siècle à nos jours.
Inauguré en 2001, le musée des arts asiatiques se trouve encore dans la villa Jules-Verne (maison bourgeoise du début du XIXe siècle, dans le quartier du Mourillon) et abrite des collections d'arts asiatiques datant pour les plus anciennes du XVIIe siècle, présentées par origine géographique : Chine, Japon, Inde, Tibet, Thaïlande, Mongolie, Cambodge, Java, Ceylan, Birmanie et Viêt Nam-Tonkin. Cette bâtisse devant être transformée en hôtel, l'établissement se cherche une nouvelle demeure pour 2015.
Installé dans une ancienne caserne du XIXe siècle, boulevard Bazeilles, le musée archéologique du Centre archéologique du Var présente des objets usuels, œuvres d’art, poteries et maquettes retraçant l'Antiquité, la navigation, l’activité économique de la ville par le passé. Ce musée devait déménager fin 2015.
Située au cœur de la vieille ville, la maison de la photographie, inaugurée en 2002 constitue un tremplin pour les artistes de la région et s’inscrit dans le prolongement direct de la collection photographique constituée par Marie-Claude Beaud conservatrice du musée d’art de Toulon entre 1978 et 1982. Celle-ci compte plus de 400 œuvres des principaux représentants de la photographie française tels que Édouard Boubat, Bernard Plossu ou encore Willy Ronis.
La mairie d’honneur située en face de la mairie principale sur le quai de Cronstadt compte un hall d’exposition qui est exclusivement réservé aux associations de l’agglomération toulonnaise.

#### Sites touristiques
- Atlantes de Pierre Puget ;

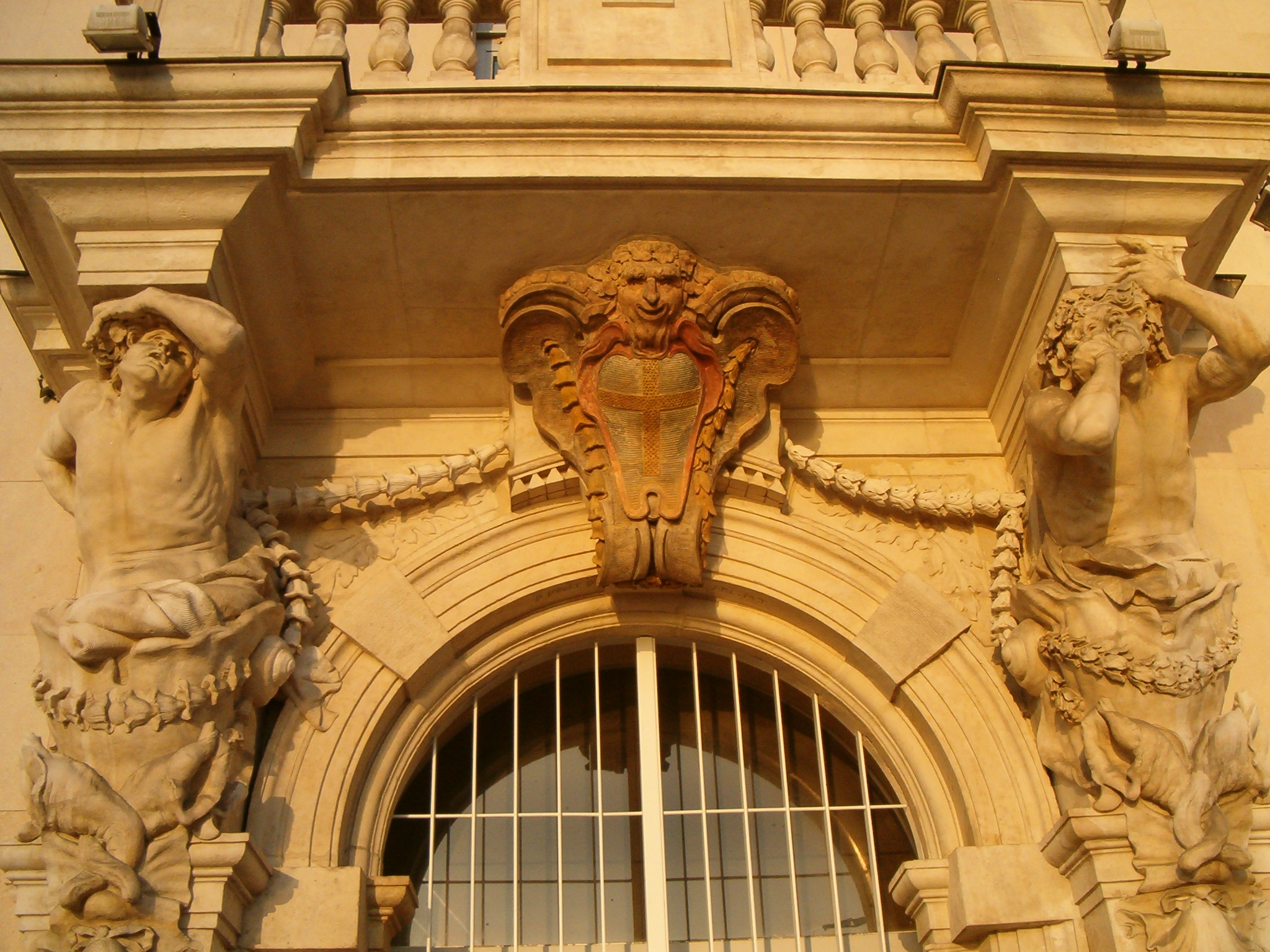
Les Atlantes de Pierre Puget (1656-1658) sur la façade de la mairie d'honneur.

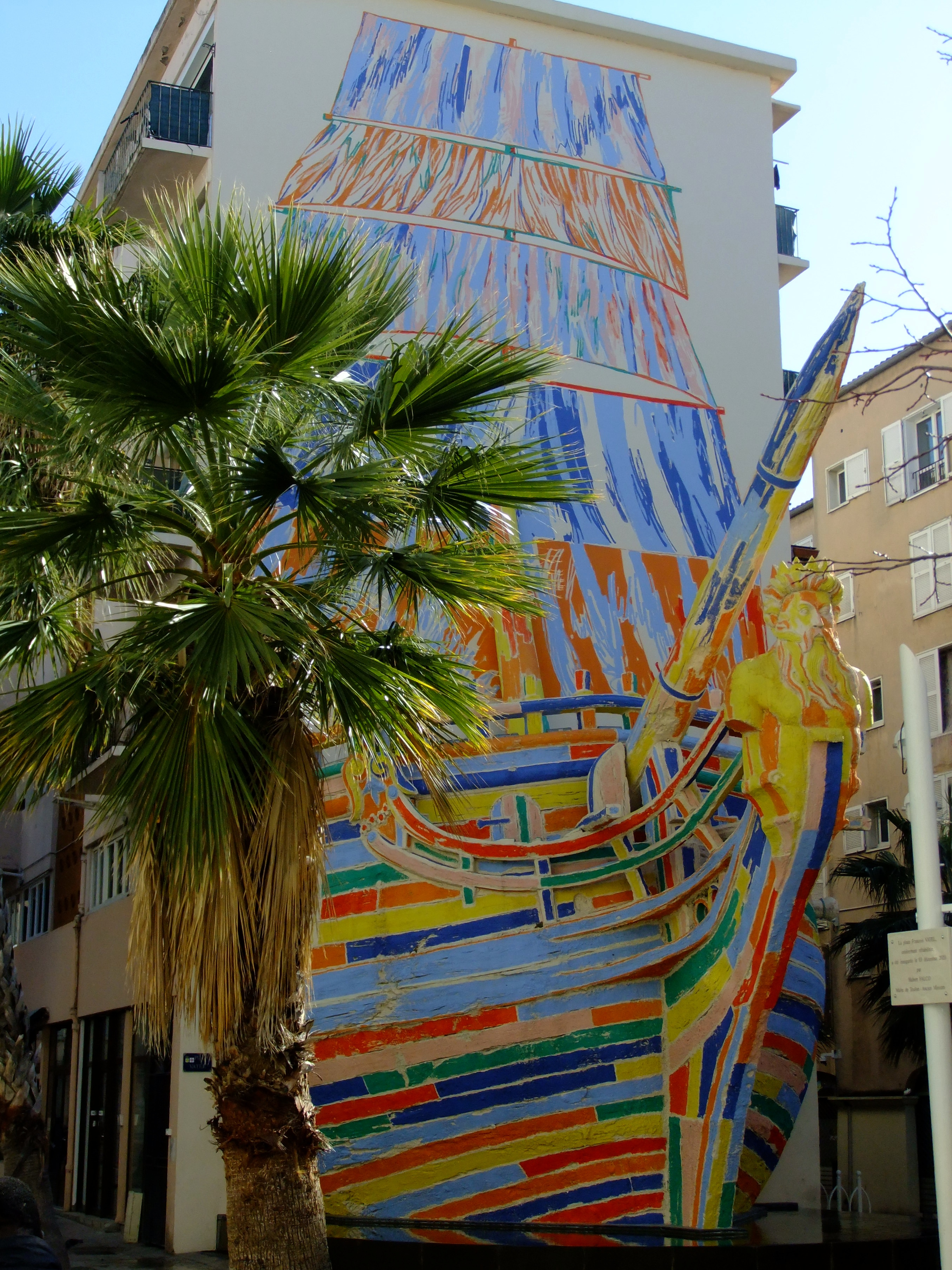
Bateau sculpture, place Vatel.

- bateau sculpture (la véritable tête de proue est au musée de la marine) ;
- église Saint-François-de-Paule (XVIIe siècle) ;
- église Saint-Louis (néoclassique) ;
- fort Saint-Louis ;
- mont Faron ;
- place de la Liberté et sa « fontaine de la Fédération » (1889) ;
- place Puget et sa « fontaine aux Dauphins » (1780) ;
- place Raimu et la façade de l'opéra ;
- plages du Mourillon ;
- porte d'Italie ;
- porte monumentale de l'Arsenal ;
- porte monumentale de l'ancien séminaire des jésuites (façade est de la Corderie) ;
- statue du Génie de la Navigation (appelée aussi « Cuverville » — Cul-vers-ville — car il fait dos à la ville) ;
- rivière Neuve délimitant les quartiers de Bon Rencontre et du pont Neuf (canal de détournement du Las entrepris par Vauban) ;
- Tour royale (avec parc et plage) ;
- zoo du Mont Faron.

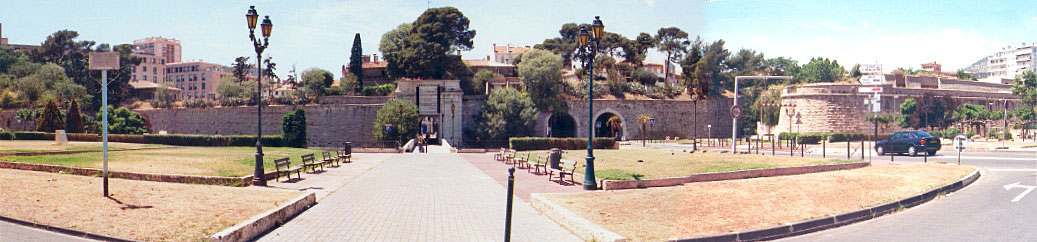
La porte d'Italie que traversa Napoléon en partant pour la campagne d'Italie.

#### Bibliothèques
Toulon compte deux bibliothèques et trois médiathèques qui sont gérées par la ville. À l'ouest de la ville dans le quartier du Pont du Las sur l'avenue principale, avenue du XVe-Corps, se trouve la médiathèque du Pont-du-Las ; au centre-ville de Toulon, boulevard du Maréchal-Leclerc se situe la Bibliothèque du centre-ville ; dans le quartier du Mourillon se trouve la bibliothèque du stade nautique, il suit à Saint-Jean du Var la médiathèque de la Roseraie et la médiathèque de Sainte-Musse dans le quartier de Sainte-Musse.

#### Opéras, théâtres, cinémas et salles de spectacle

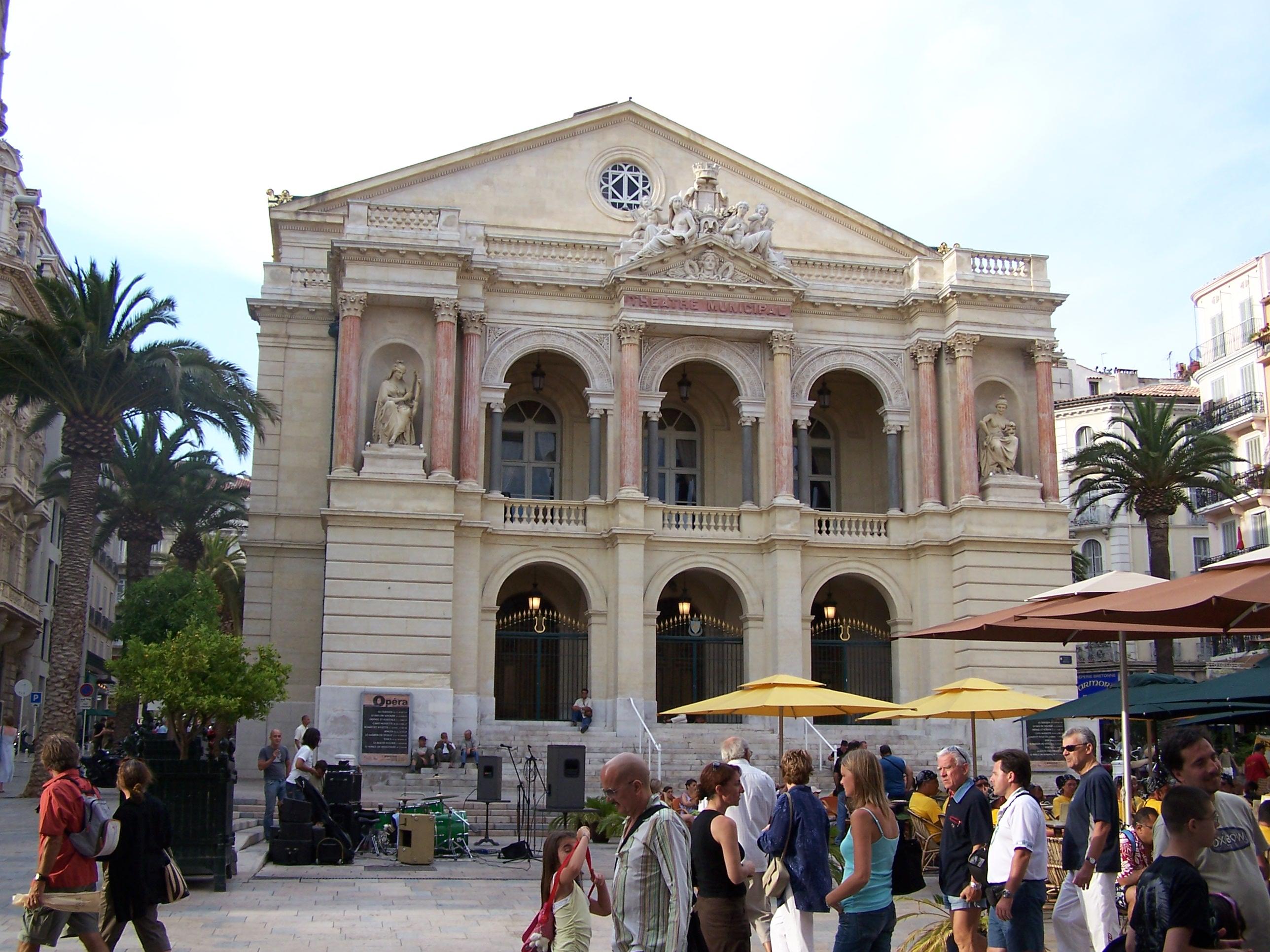
L'opéra de Toulon.

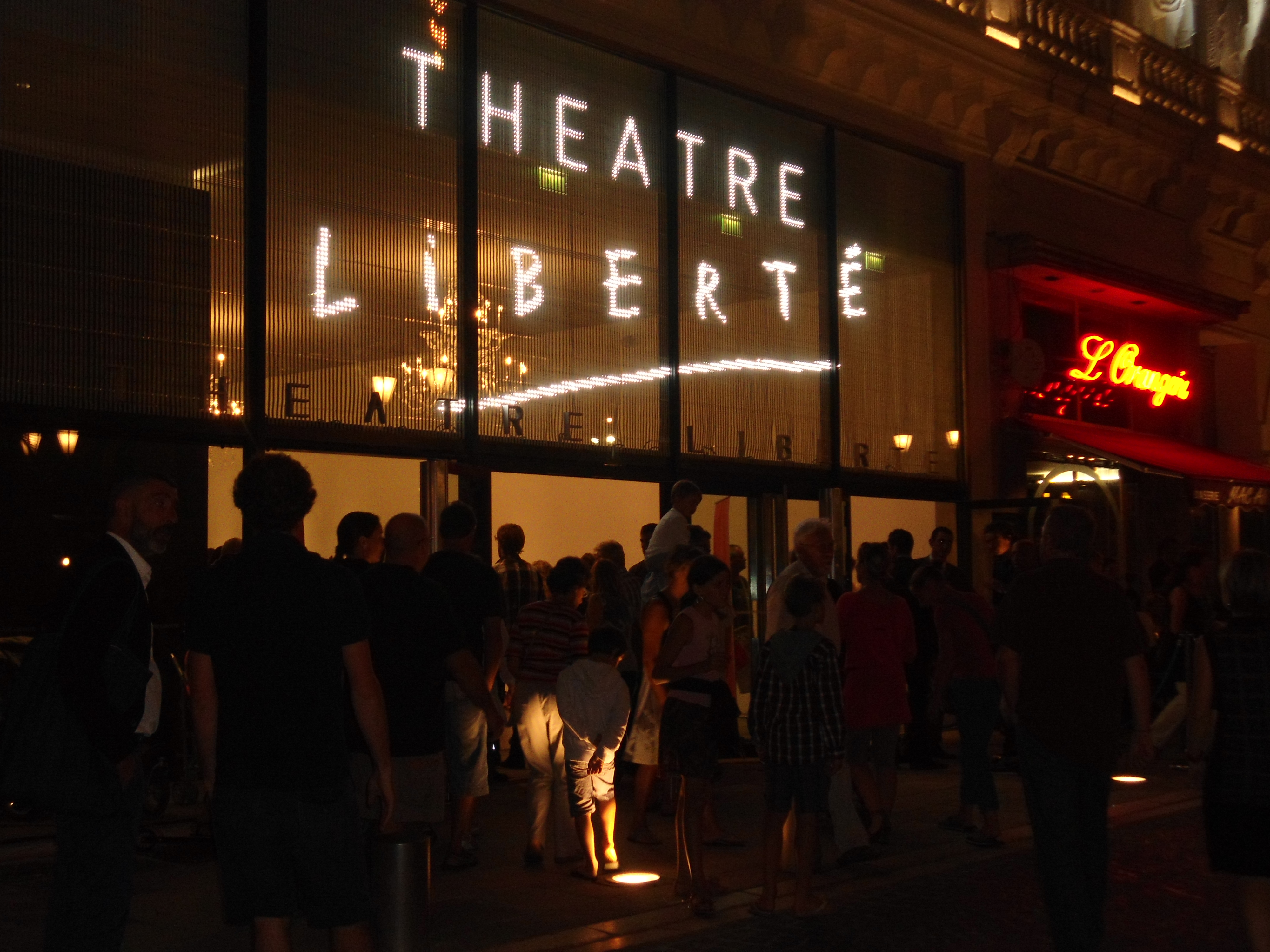
Le théâtre Liberté de nuit.

Toulon se dota en 1765 de son premier théâtre les « Fantaisies toulonnaises », nom qui sera repris plus tard en 2007, lors de la création de la première édition du festival de music-hall. La ville renoue enfin avec son passé artistique.
L'opéra de Toulon, inauguré en 1862 soit treize ans avant l’opéra Garnier, est le plus important opéra de province. Situé en plein cœur de ville, il remplace l’ancienne salle de la Comédie datant de 1770 qui selon les dires de la bonne société toulonnaise est très vétuste, exiguë et inconfortable. Conçu par l’architecte Léon Feuchère, l’édifice est de style néo-classique avec des arcs en plein cintre, des colonnes grises et roses ainsi qu'un fronton, possédant de nombreux détails des frises géométriques d’inspiration byzantine, style orientaliste qui est très prisé à la fin du XIXe siècle. Aujourd'hui, le principal lieu culturel de Toulon propose un répertoire varié de classique et de moderne.
Le café-théâtre de la porte d'Italie, créé au cœur de la porte d'Italie en 1986, peut accueillir 124 personnes dans une salle intimiste creusée dans la pierre. Depuis l'Est de la ville, cet ancien lieu de garnison, initialement conçu pour stocker des munitions, accueille tous les registres de spectacles des jeunes talents aux comédiens de cabarets survoltés, en passant par des spectacles pour enfants et musiciens de jazz. L'Espace Comedia, ancien cinéma de ville a été inauguré en 1991 dans le quartier du Mourillon. Ce théâtre de 230 places, animé par le théâtre de la Méditerranée assure une programmation de spectacle vivant et y accueille plusieurs compagnies.
Le Zénith Oméga de Toulon, l'une des plus grandes salles de la région Provence-Alpes-Côte d'Azur, inauguré en 1992 dans le quartier Les Lices, accueille principalement des concerts d'artistes français tels que Johnny Hallyday, Pascal Obispo, Michel Sardou, Charles Aznavour, Zazie, mais aussi internationaux comme George Michael, Nirvana, Iron Maiden, Marilyn Manson.
Dans les années 1950 à 1970, la ville de Toulon comptait un grand nombre de cinémas qui pour la plupart ont disparu. Il n'en subsiste que deux : le Pathé Liberté et le Royal, cinéma indépendant classé Art et Essai. Ce dernier, le plus connu d'entre eux, lancé en mai 1993 par un passionné, Christian Braschi, propose tout au long de l'année des films d’art et d’essai, laissant aussi la possibilité au public d'y voir également des films en version originale.
Depuis 1954, le palais des congrès de Toulon reçoit chaque année le Festival international du film maritime, d'exploration et d'environnement.
Enfin, depuis 2011 la Ville dispose d'un théâtre public, le théâtre Liberté, ayant depuis décembre 2015 le statut de scène nationale. La direction a été confiée à Charles et Philippe Berling, inauguré en présence de Frédéric Mitterrand, ministre de la Culture et de la Communication.

### Toulon et les arts

#### Littérature
Toulon a inspiré quelques auteurs célèbres ou connus. Victor Hugo passa quelque temps à Toulon, visita le bagne et résuma ainsi dans son œuvre Choses vues les strictes lois qui étaient appliquées : « Rébellion, meurtre sur un camarade ou tout autre, coups à un supérieur (depuis l'argousin jusqu'à l'amiral, depuis le mendiant jusqu'au pair de France) : la mort — Évasion ou la tentative, coups à un camarade, injures à un supérieur, vol au-dessus de cinq francs etc. : trois ans de prolongation de peine ou trois ans de double chaîne — Jurer, chanter, refus d’obéir, refus de travail, ne pas se découvrir devant un supérieur (c'est-à-dire devant quiconque passe) etc. : Cachot ou la bastonnade ».
Au XIXe siècle, Victor Hugo consacre une partie du roman Les Misérables au bagne de Toulon où il voit le personnage de Jean Valjean purger une peine de dix-neuf ans d'emprisonnement. À la même époque il y a aussi Vautrin personnage dans Le Père Goriot d’Honoré de Balzac qui fuit le bagne de Toulon, ainsi que Gaspard Caderousse et Benedetto/Andrea Cavalcanti, tous deux issus du roman Le Comte de Monte-Cristo, d’Alexandre Dumas, père.
Près de Toulon, à Ollioules, réside l'écrivain Jacques Séréna, auteur de romans publiés chez Minuit et dont le drame se déroule parfois dans l'aire toulonnaise. Toulon et son quartier du Mourillon sont également décrits dans le roman de Claude Farrère, Les Petites alliées. Dans les années 1920 et 1930, nombreux sont les écrivains ayant séjourné à Toulon. Parmi eux, Francis Carco, Louis Aragon, André Breton, Jean Cocteau ou André Salmon. Blaise Cendrars parle de sa garçonnière en bas du cours Lafayette dans Bourlinguer. La nouvelle L'infirme divinisé, du recueil Le poète assassiné, de Guillaume Apollinaire se situe à Toulon. Ford Madox Ford qui rejoint Juan Gris, Georges Duthuit et la fille de Matisse à Toulon en 1924, achète la villa Paul, chemin de la Calade, dans les années 1930 où il se rendra régulièrement pour écrire. James Joyce séjourna un mois au Grand Hôtel, place de la Liberté, en 1928. Mary et George Oppen vivent au Beausset entre 1929 et 1931, c'est à Toulon qu'ils font imprimer des ouvrages de William Carlos Williams et Ezra Pound. Dans Murphy de Samuel Beckett on peut lire ceci : « Murphy s'était rappelé une tempétueuse après-midi d'hiver à Toulon, devant l'Hôtel de ville, et les deux cariatides de Puget, et, bafoués par un ciel en lambeaux de plus en plus noir, ses efforts pour déterminer laquelle était la Force et laquelle la Fatigue. »

#### Peintures, dessins et sculptures
De par sa proximité avec la mer Méditerranée, Toulon a été une source d'inspiration pour de nombreux artistes. Aux XVIIe et XVIIIe siècles, les écoles de peinture et de sculpture de l'Arsenal sont actives dans la décoration de la ville avec des artistes tels que Pierre Puget, Carravaque, Pierre-Jacques Volaire, Louis-Michel Van Loo… En 1754 et 1755, le peintre français Joseph Vernet réalise une série de tableaux intitulée Vues des ports de France, dont trois sont faits sur Toulon et sont conservés au Louvre et musée national de la Marine de Paris. Au XIXe siècle, on retrouve Vincent Courdouan, Eugène-Baptiste Emile Dauphin, Paulin Guérin. Au XXe siècle peuvent être mentionnés Eugène Baboulène, Henri Pertus, André Filippi, l'aquarelliste Georges Rose (pour son Port de Toulon de 1938) … Pour la sculpture du XIXe siècle peuvent être cités André-Joseph Allar, Louis-Joseph Daumas, Benoît Lucien Hercule, Joseph Louis Hubac … En matière de dessins, l'illustrateur et graphiste français Richard Zielenkiewicz (connu sous le pseudonyme de Monsieur Z) réalise à partir des années 2010, de nombreuses affiches colorées et épurées inspirées de l’esthétique des années 1950 sur Toulon et ses alentours.

#### Toulon dans la musique et la chanson
Le marché provençal du cours Lafayette de Toulon a inspiré le chanteur toulonnais Gilbert Bécaud pour la chanson Les Marchés de Provence sortie en 1957.
Impliqué activement dans la vie culturelle toulonnaise, l'Orchestre d'Harmonie Toulon Var Méditerranée (OHTVM) regroupe une quarantaine de musiciens. L'Orchestre est partenaire du Conservatoire TPM.

#### Toulon à l'écran
Toulon ne dispose pas d'une image cinématographique importante, mais a su jusqu'à présent attirer quelques producteurs. En 1966, Pierrot le fou a été tourné partiellement aux environs des plages du Mourillon. En 1966, La Malédiction de Belphégor a été entièrement tourné à Toulon et dans sa région, à la fois devant et à l'intérieur de l'Opéra. Lors du début de l'année 2008, la ville a été le théâtre du tournage de scènes pour la deuxième saison 2 de la série produite par Canal+ Mafiosa, le Clan. Depuis le 7 novembre 2008, la web-série humoristique Noob créée par Fabien Fournier est tournée à Toulon et ses environs et est diffusée sur la chaîne de télévision Nolife. Le film Les Vacances de Ducobu (avec Élie Semoun) a été tourné en 2011 autour de la rade de Toulon. Le port militaire de Toulon a servi de lieu de tournage à de nombreuses productions cinématographiques telles que Safe de Fred Cavayé, Kursk de Thomas Vinterberg et Le petit locataire de Nadége Loiseau.

### Gastronomie

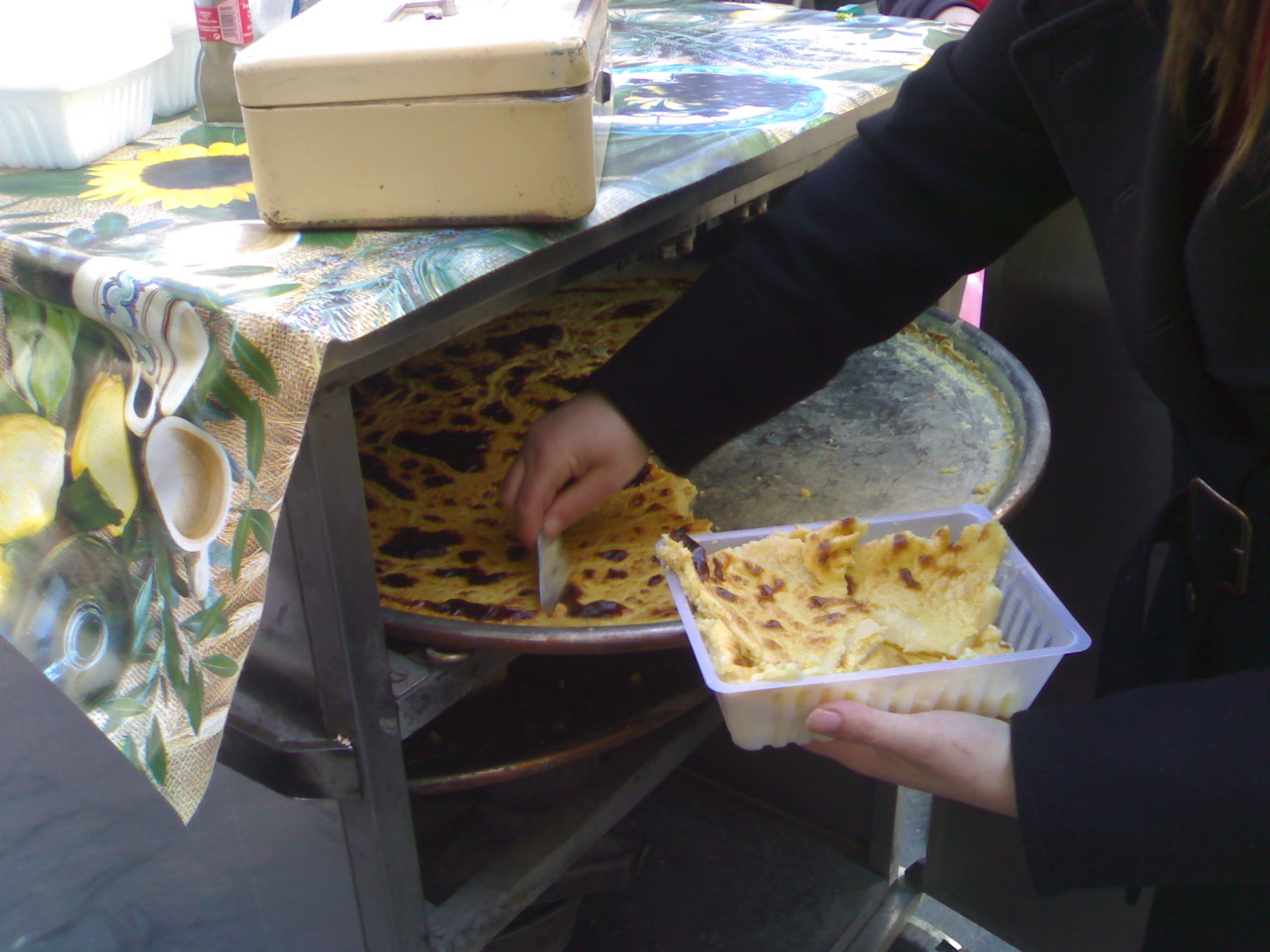
La cade.

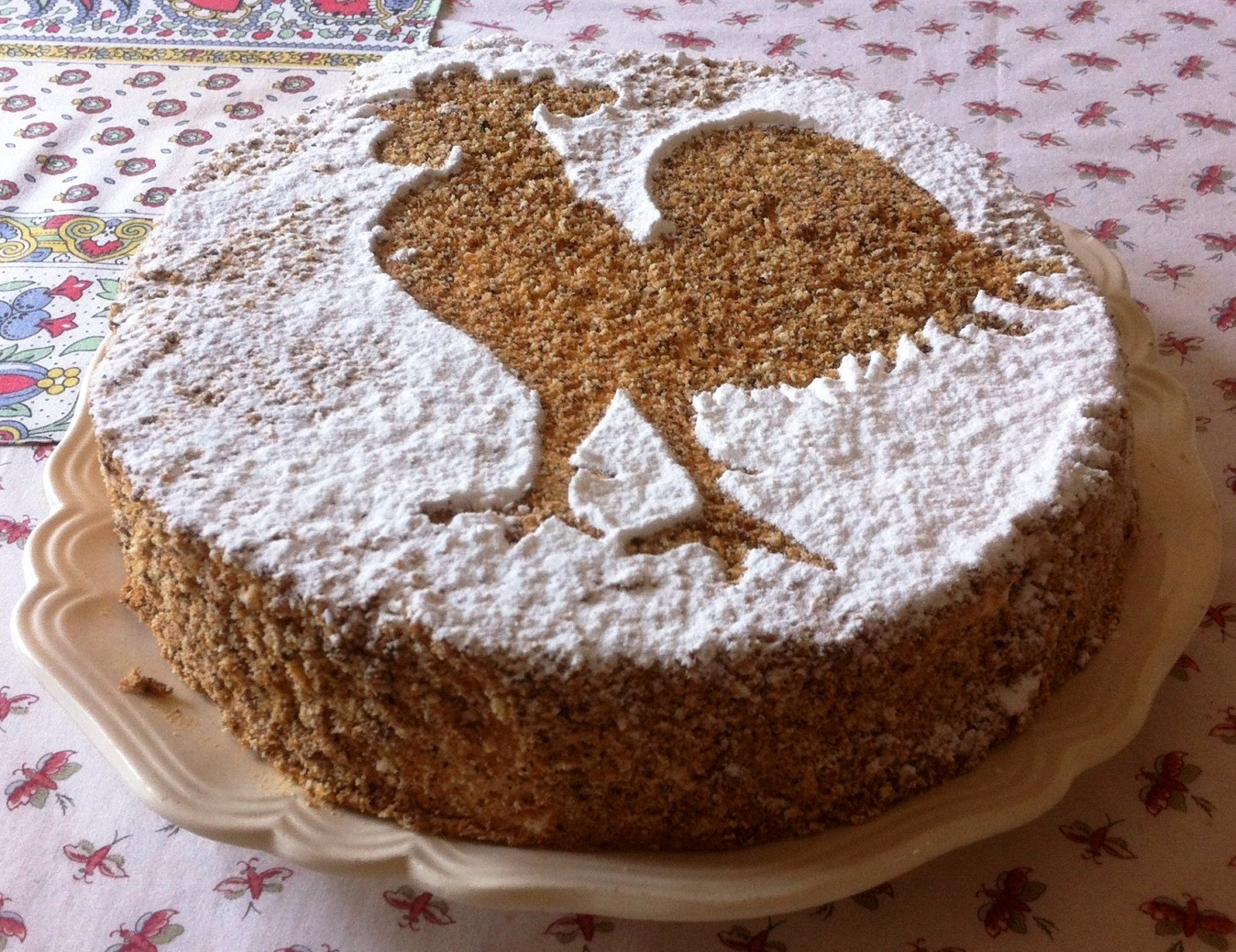
Le Chanteclair, gâteau typiquement toulonnais.

La cuisine toulonnaise est typiquement méditerranéenne. Elle est fortement influencée par la Provence, la Ligurie et le Piémont. Les principaux plats qui la caractérisent sont la bourride, les pieds et paquets, l'esquinado à la toulonnaise, la cade (galette de farine de pois-chiches) les quenelles de merlan à la toulonnaise, les beignets de fleurs de courgette, la daube provençale, les farcis, les olives noires (AOC), la cade toulonnaise, la soupe au pistou, la tapenade, ainsi que la bouillabaisse.
Le vin du Domaine du Clos Lamalgue est produit sur le territoire de la commune, ainsi que le Pastis de Toulon savoureux mélange d’anis, de réglisse et d’arômes divers, cousin du pastis de Marseille. Toulon possède depuis 2015 d'une bière artisanale, la Bière de la Rade.
La cuisine toulonnaise est une cuisine qui utilise les ressources locales (huile d'olive, alevins, fruits et légumes, etc.) mais aussi de contrées plus lointaines, notamment d'Europe du Nord car les navires qui venaient chercher de l'huile d'olive arrivaient les cales pleines de denrées.
La viande provient des vallées avoisinantes tels que les moutons de Sisteron ou du haut et moyen-pays. Les poissons de roches tels les rougets et les alevins d'anchois sont souvent issus de la pêche locale. Les fruits de mer tels que les bogues, les oursins, les huîtres et les nonats sont également très prisés.
En matière de pâtisseries, Toulon dispose du chichi frégi sorte de beignet provençal, le chanteclair (gâteau à base de meringue, de crème chantilly glacée, parfumée de praline et de moka) le galet du Mourillon (amandes-chocolat blanc), le caillou du Faron (un fondant praliné aux brisures de crêpes) et le béret du mousse (coque de chocolat noir fourrée d'un praliné noisette au sucre cuit recouvert de chocolat blanc).
Malgré seize restaurants étoilés au Guide Michelin en 2016, la capitale du Var ne compte actuellement aucun restaurant dans cette prestigieuse liste. Toutefois, la ville compte quelques restaurants de renom notamment Les Pins Penchés créé en 1988 par le chef Stéphane Lelièvre dans le magnifique château de La Clapière avec ses jardins et une vue plongeante sur la Méditerranée dans le quartier prisé du cap Brun.

### Provençal

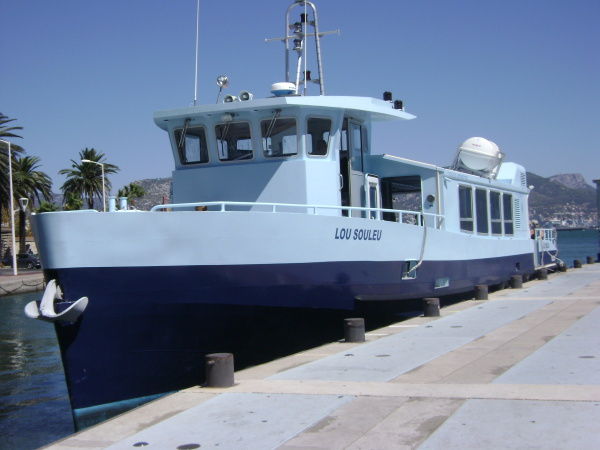
Lou Souleu, réseau Mistral.

Toulon est historiquement une ville de langue d'oc comme l'atteste la toponymie médiévale de ses quartiers périphériques mais également la Toponymie provençale (Le Mont Faron, Mourillon, Ubac, La Loubière, La Rode, etc.). Les lois et l'administration furent rédigées en langue d'oc jusqu'à la Renaissance. En 1333 l'une de plus anciennes pièce de théâtre connue en provençal et mêle dans toute langue d'oc (un mystère sur le thème de la Nativité) fut interprétée par des membres des familles notables. C'est donc toujours en provençal que l'autorité monarchique (en la personne de Jean-Baptiste de Coincy) placarda la ville d'affiches exhortant la population au calme et à la retenue un peu avant la Révolution et, à la même époque, la pièce provençale Maniclo d'Étienne Pélabon obtint un immense succès dans toute la région. Toulon possède une antenne du Félibrige fondée en 1898 : l'Escolo de la Targo. Parmi les grands auteurs toulonnais de langue provençale on peut citer également : Pierre Chabert, Victor Quintius Thouron, Charles Poncy, Pierre Fontan et Henri Espieux. La Coupo Santo est régulièrement entonnée lors des rencontres du RCT et les bateaux du réseau Mistral portent chacun un nom en provençal. Enfin, au-delà des nombreux exemples toponymiques, de voirie, plaques commémoratives ou simple noms de pavillons et villas, c'est également en provençal qu'est gravé l'hommage du monument aux morts du quartier du Mourillon.

### Événements culturels

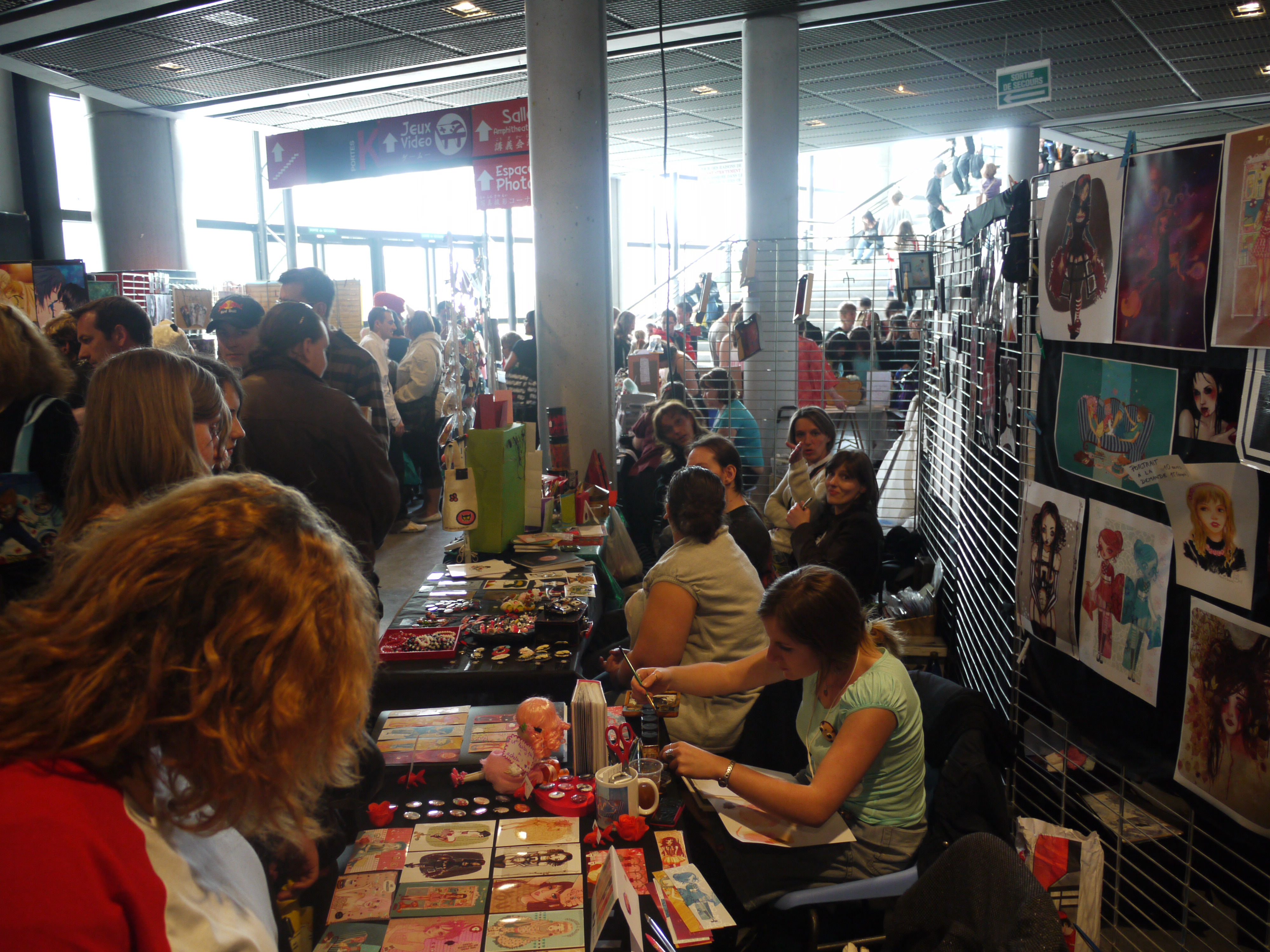
Plusieurs stands amateurs à l'édition 2009 du festival Mang'Azur.

Toulon accueille tout au long de l'année plusieurs événements culturels. Le début d'année commence par le salon idées week-end, cet évènement touristique et culturel qui se déroule au Zénith Oméga de Toulon permet de découvrir depuis 1997 une offre touristique diversifiée en France et à l'étranger.
Dès le mois de mars, la fête des coquillages et de la mer jette l'ancre sur le petit port Saint-Louis du Mourillon depuis 2002, permettant aux dizaine de milliers de personnes de pouvoir à la fois déguster les produits de la mer et se laisser tenter par les autres produits d'une trentaine d'exposants sur le thème de la mer. Un mois plus tard s'organise la « Fête de Bacchus », fête des vins et de la gastronomie qui réunit pendant trois jours depuis 1992 sur la place de d'Armes les amateurs de bons vins et des spécialités du terroir autour des producteurs et domaines viticoles locaux et non locaux. Pour fêter le printemps, la ville de Toulon organise depuis 1977, la foire aux plants et salon du jardin. Situé dans le jardin du centre-ville, le jardin Alexandre-Ier, cet évènement est attendu par tous les amateurs ou professionnels du jardinage où parmi les exposants on trouve des pépiniéristes, des horticulteurs, des spécialistes du matériel de jardinage, et bien d'autres produits qui ont trait aux plantations nouvelles et au jardin. À la même date on retrouve le festival Mang'Azur, qui réunit depuis 1993 (sauf entre 2003 et 2006 cause de problèmes financiers) une dizaine de milliers de personnes au palais des congrès de Toulon autour des thèmes du manga, de l'anime et de la culture japonaise. Le mois suivant, en mai, la place d'Armes accueille le temps d'un week-end depuis 2009 le Festival international de street painting avec de nombreux artistes venu des quatre coins du monde.
Pendant la période estivale, la ville est propice à de nombreux événements culturels. Le « festival de musique de Toulon et sa région » créé en 1951, est, avec la ville d'Aix-en-Provence, l’un des plus anciens festivals de France. D'une part, de la mi-juin à la mi-juillet, cette manifestation propose un festival estival à la Tour royale lieu particulièrement adapté pour les scénographies légères, la musique de chambre et des musiques du monde. D'autre part, d'octobre à mai, le festival de musique est consacré aux grandes symphonies et aux concertos, aux récitals et à la musique de chambre avec la venue de grandes formations musicales, d'ensembles de musique de chambre renommés et de solistes internationaux.
La ville renoue enfin depuis 2007, avec son passé artistique grâce à l'événement music-hall les « Fantaisies toulonnaises ». Pendant près d'une semaine au début du mois de juin, la ville revit avec sa soirée de gala, des créations jeune public, des spectacles musicaux, des évènements théâtraux, des tours de magie et autres performances artistiques… À la mi-juillet la ville accueille depuis 2007 le festival « Couleurs du Monde », où chaque soirée est consacrée à une ou plusieurs cultures, de la Pologne à l’Arménie, en passant par l’Algérie ou encore l’Irlande. S'ensuit fin juillet, « Jazz à Toulon », festival gratuit, accessible à tous les publics, ne cessant de cultiver son originalité depuis 1990, avec plus de mille artistes et plus de quatre cents concerts qui ont été joués sur Toulon.
Pendant près d'une semaine au mois d'octobre, au palais des congrès de Toulon, a lieu chaque année depuis 1954, le Festival international du film maritime, d'exploration et d'environnement ayant pour thème l'exploration, l'environnement, la connaissance du monde marin et sous-marin, etc. Un concours de photographies et de films y a lieu à cette occasion.
Au début du mois de novembre, la ville organise depuis 2001 la fête de la châtaigne au jardin de la ville Alexandre-Ier, où de nombreux exposants venus de tout le département et de la région accueillent pendant ces deux jours les amateurs de saveurs authentiques. Quinze jours après a lieu depuis 1980 sur la place d'Armes, la Fête du livre du Var qui s'impose aujourd'hui parmi les cinq plus grands évènements littéraires français. Plus de 350 auteurs se réunissent pour cette manifestation organisée par le Conseil général du Var. Trois jours de débats, de rencontres, de découvertes, de tables rondes, de cafés littéraires auxquels le grand public peut participer.

### Personnalités liées à Toulon

#### Nées à Toulon

Personnalités liées à Toulon.
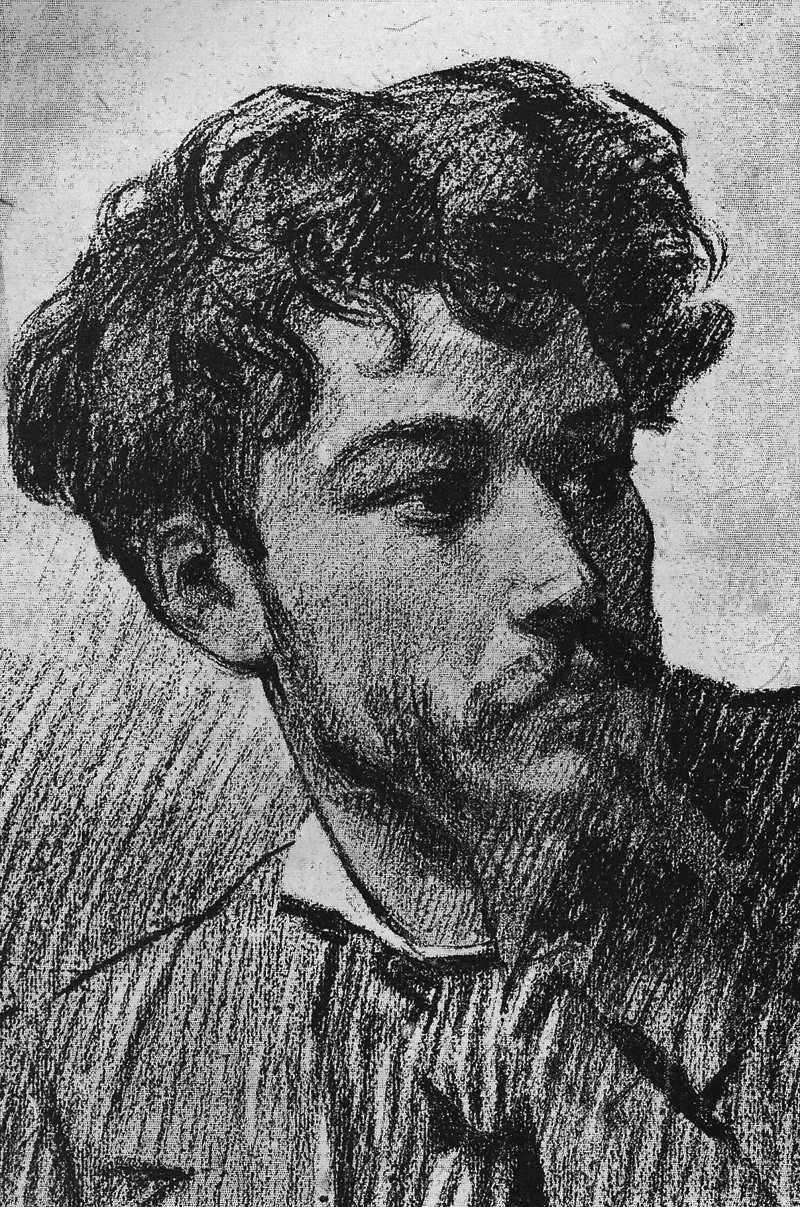
Portrait de Jean Aicard au fusain par Félix Régamey.
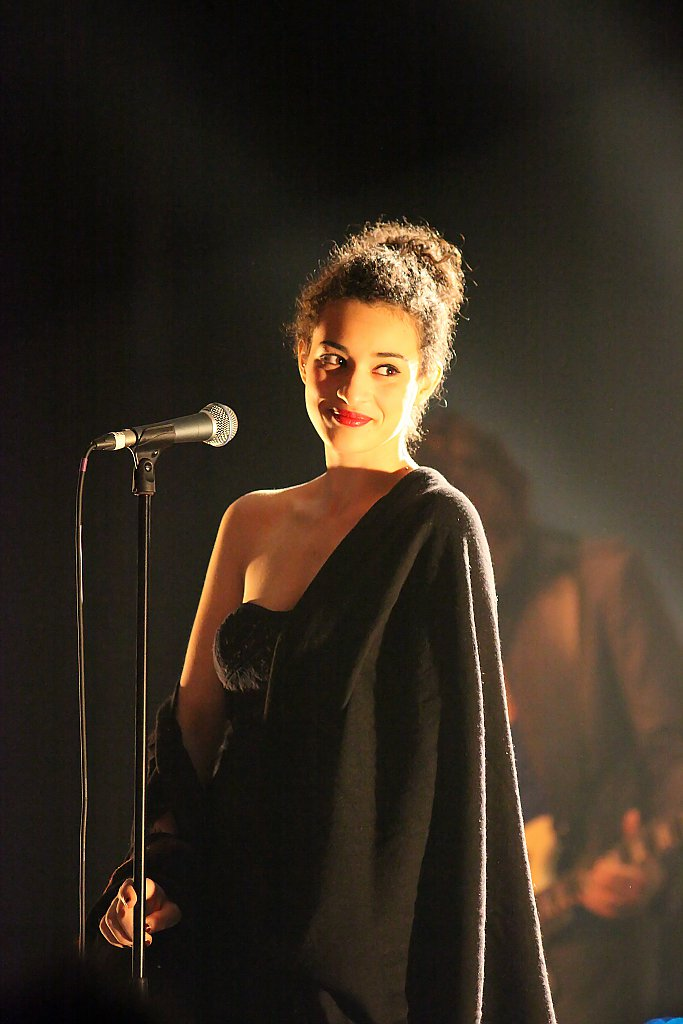
Concert à Morcenx de Camélia Jordana.
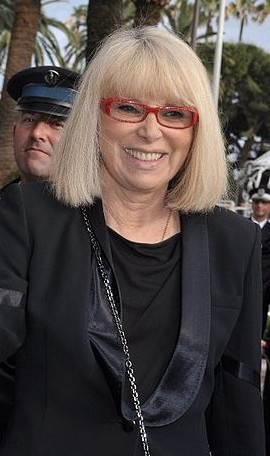
Mireille Darc au festival de Cannes 2010.
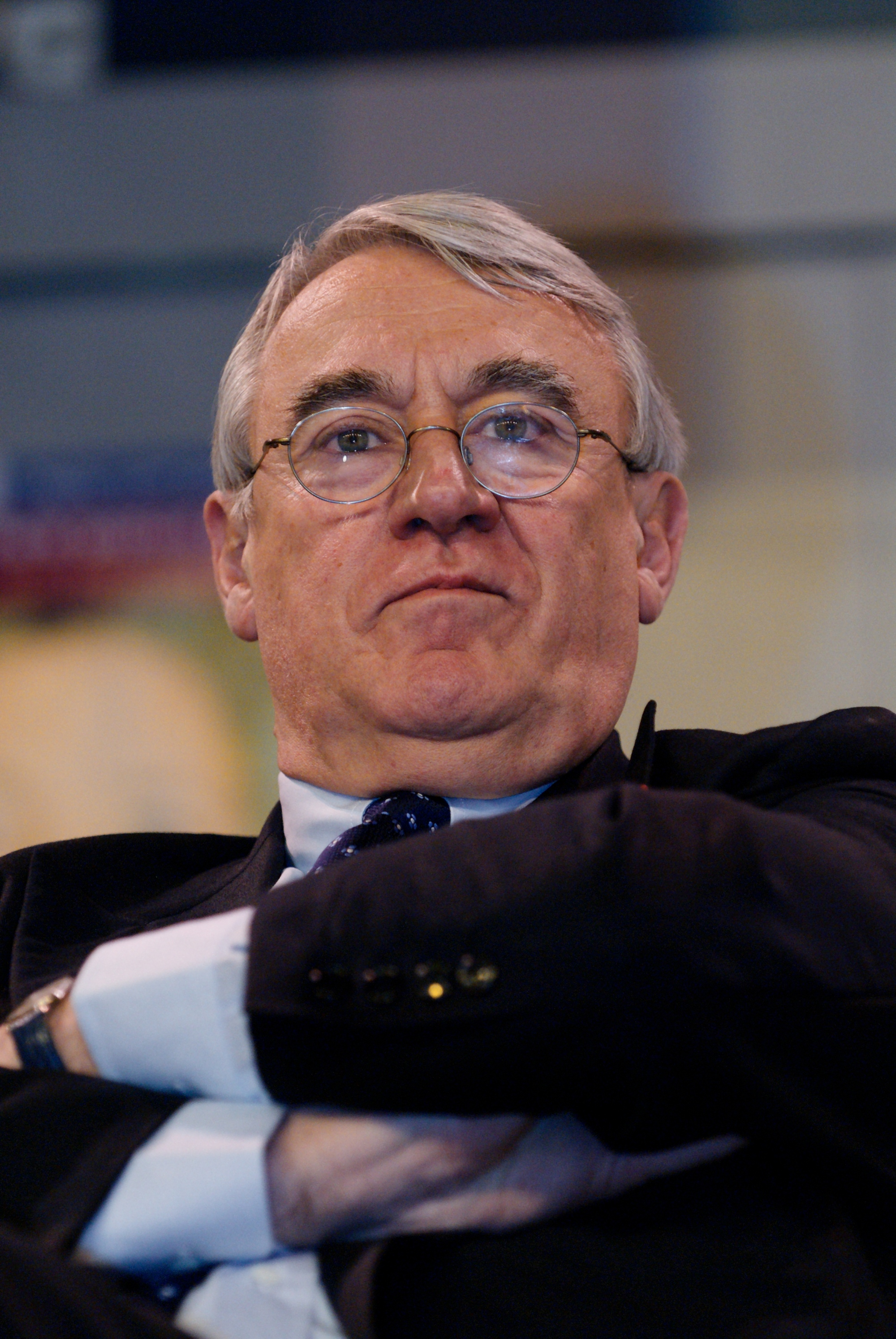
Claude Goasguen, le 27 février 2008.
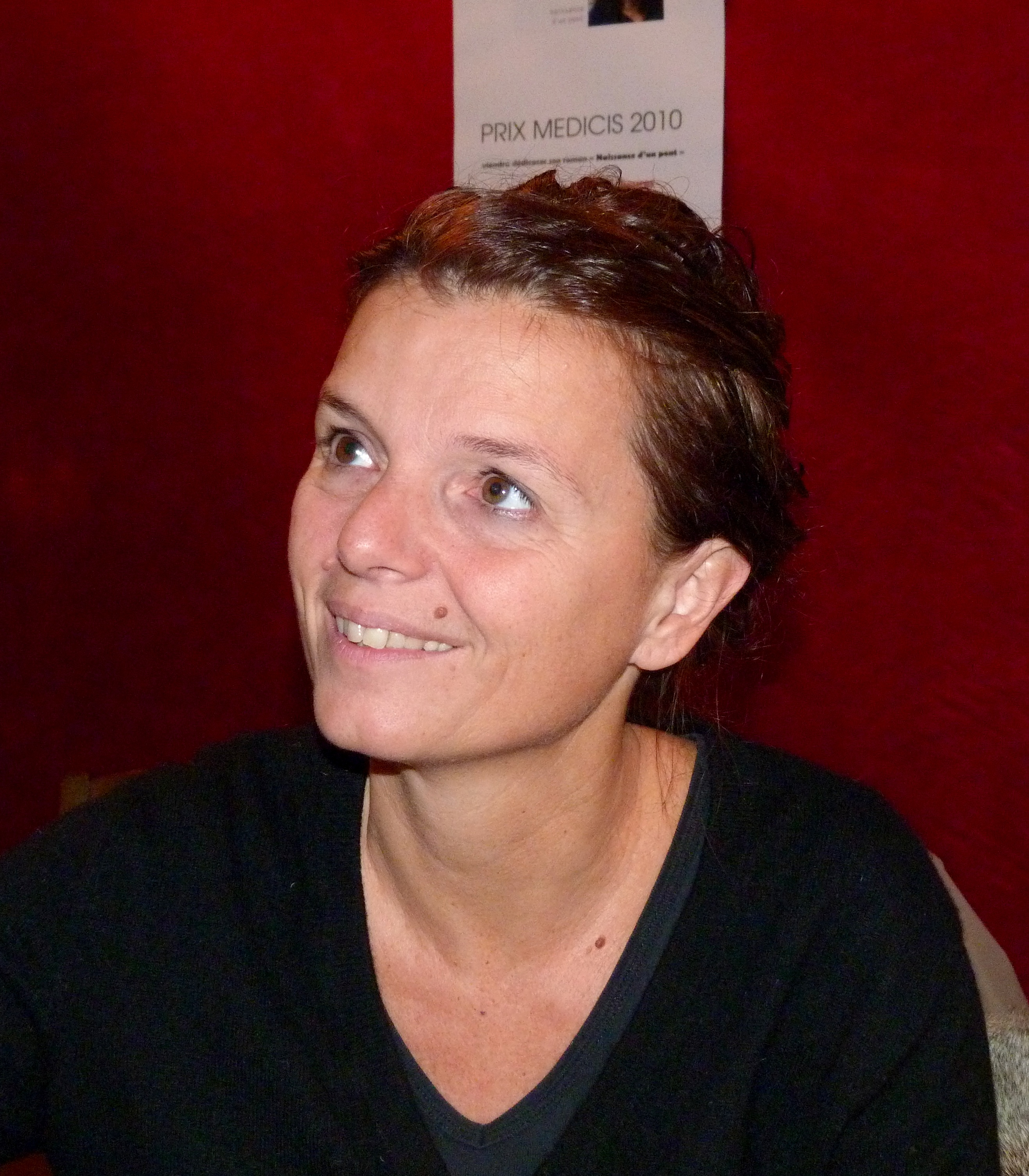
Maylis de Kerangalen 2010.
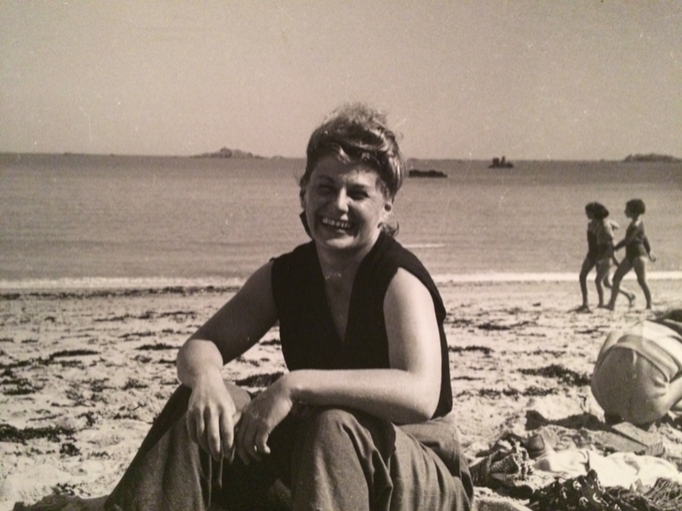
Janine Quiquandon à Carantec, en 1964.
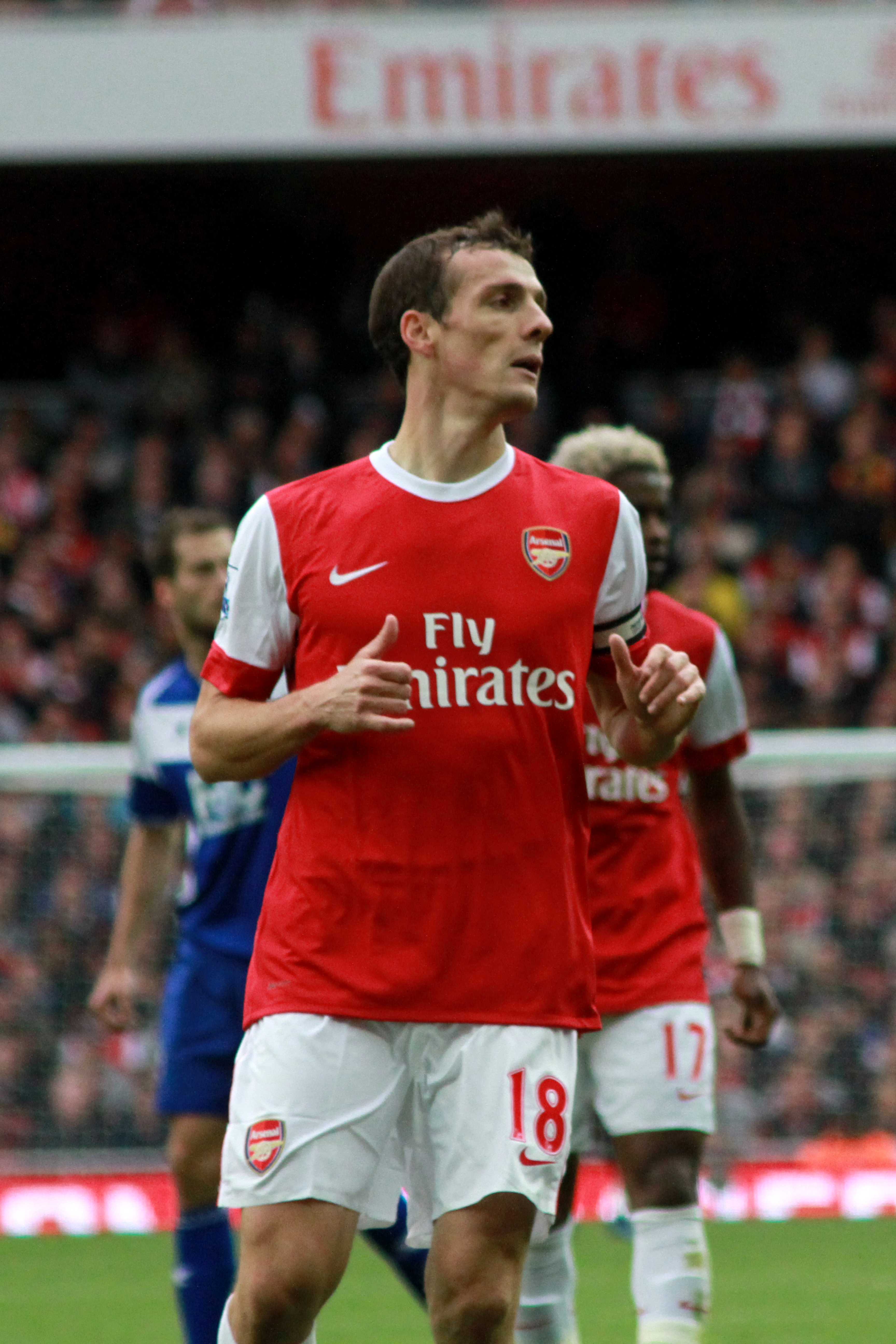
Squillaci sous le maillot d'Arsenal.
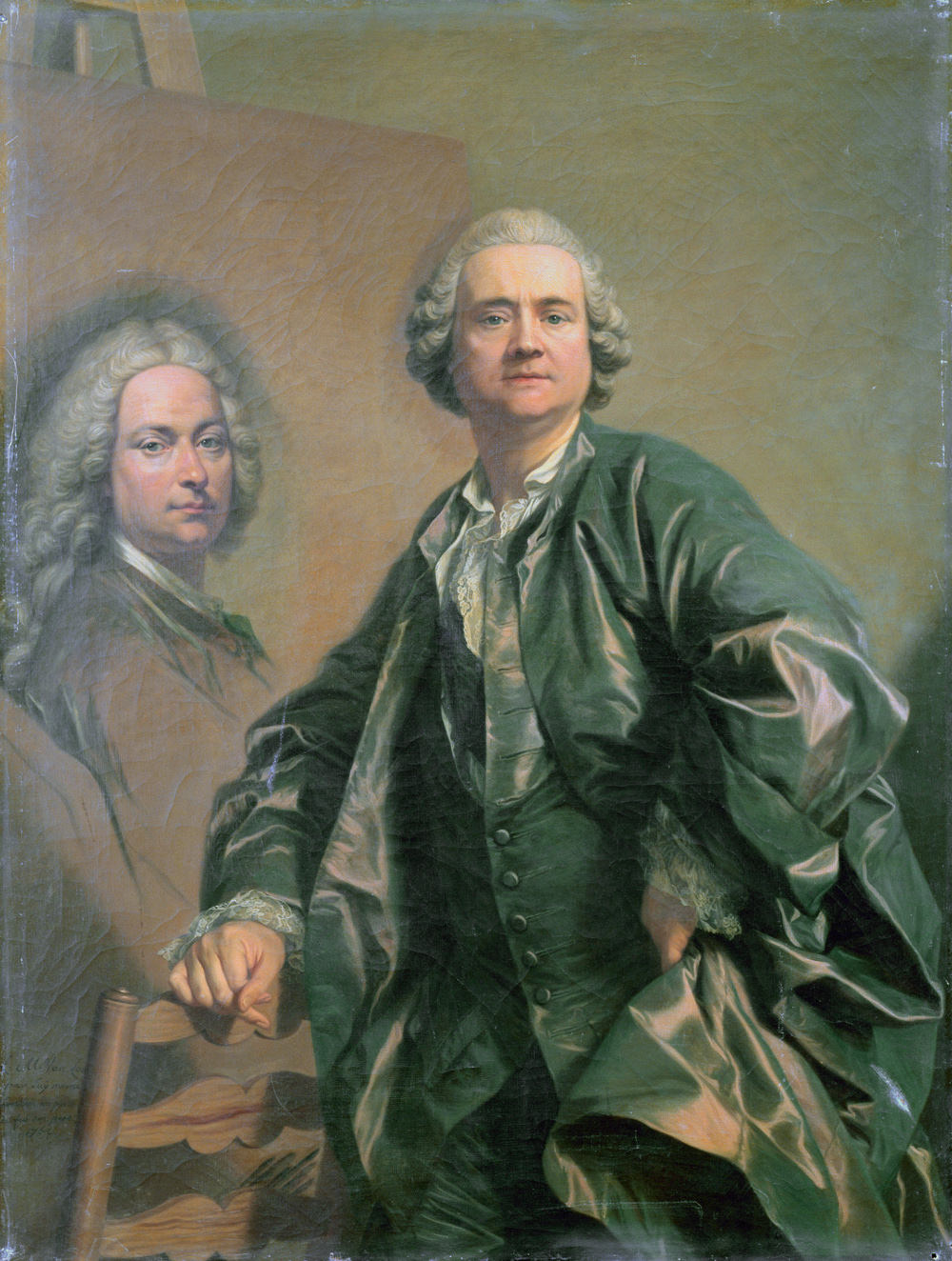
Louis Michel van Loo peignant le portrait de son père, Jean-Baptiste van Loo.

#### Justes parmi les Nations
- Jeanne Hertel[184].
- Marie-Thérèse Roux[185].

#### Autres
- Marthe Élisabeth Barbaud-Koch (1862-après 1928), artiste peintre, vécut une part de sa vie et est morte à Toulon.
- Jean Ernest de Beurmann (1775-1850), général des armées de la République et de l'Empire, né à Strasbourg et décédé à Toulon.
- Martin Bidouré (1825-1851), héros et martyr de la résistance varoise au coup d’État du 2 décembre 1851, pris par les soldats et fusillé deux fois. Une place porte son nom.
- Mourad Boudjellal (1960-), propriétaire du Rugby club toulonnais.
- François Buchet (1777-1868), général.
- Jacques Cariou (1870-1931), né à Peumerit, triple médaillé olympique (or, argent, bronze) en équitation aux Jeux olympiques de 1912, à Stockholm y est mort.
- Jacques-Yves Cousteau (1910-1997), explorateur sous-marin dont le navire, la Calypso, était basé à Toulon.
- Bruno Falba (1966-), écrivain, dialoguiste et scénariste dracénois vivant à Toulon.
- Prosper Ferrero (1859-1927), ancien maire, décédé à Toulon.
- Cathy Guetta (1967-), organisatrice de soirées et de spectacles, ex-épouse et associée de David Guetta.
- Victor Masson (1849-1917), artiste lorrain, né à Pont-à-Mousson et décédé à Toulon.
- Jean-François Micas (1749-1825), général des armées de la République et de l'Empire, se signale lors de la prise du Mont Faron lors du siège de Toulon en 1793. Mort dans cette ville.
- Édouard Pamboukdjian (1922-1989), coureur cycliste français d'origine turque décédé à Toulon.
- André Thomas Perreimond (1766-1844), général des armées de la République et de l'Empire, décédé à Toulon.
- Lucile Randon (1904-2023), supercentenaire, doyenne de l'humanité entre le 19 avril 2022 et sa mort.
- Henri Rieunier (1833-1918), commandant en chef et préfet maritime de Toulon, commandant en chef de l'escadre de la Méditerranée occidentale et du Levant, ministre de la marine et député.
- Jeanne Royannez (1855-1932), sculptrice française, s'est mariée dans cette ville.
- Simon Segal (1898-1968), y vécut de 1926 à 1935.
- Philippe Tailliez (1905-2002), Toulonnais depuis 1924, explorateur sous-marin commandant l'aviso Élie-Monnier basé à Toulon, sur lequel son émule Jacques-Yves Cousteau commença sa carrière, épopée décrite dans le livre Le Monde du silence.

### Héraldique, logotype et devise
| Blason de Toulon | Blasonnement : D'azur à la croix d'or. Les grandes armes de Toulon (à droite) : D'azur à la croix d'or ; ornements extérieurs : l'écu timbré d'une couronne murale d'or crénelée à cinq tours, soutenu par deux branches de chêne à dextre, de laurier à senestre, au naturel, croisées en pointe en sautoir retenant une banderole d'azur chargée de la devise en lettres d'or « Concordia parva crescunt » (« Par la Concorde les petites choses deviennent grandes »), la Croix de Guerre française 1939-1945 avec palme, appendue en pointe à la croisure de branches. | Grandes armes de Toulon |

La devise de la ville est Concordia parva crescunt (« Par la concorde les petites choses grandissent »).